# История Санкт-Петербурга последней трети XVIII века

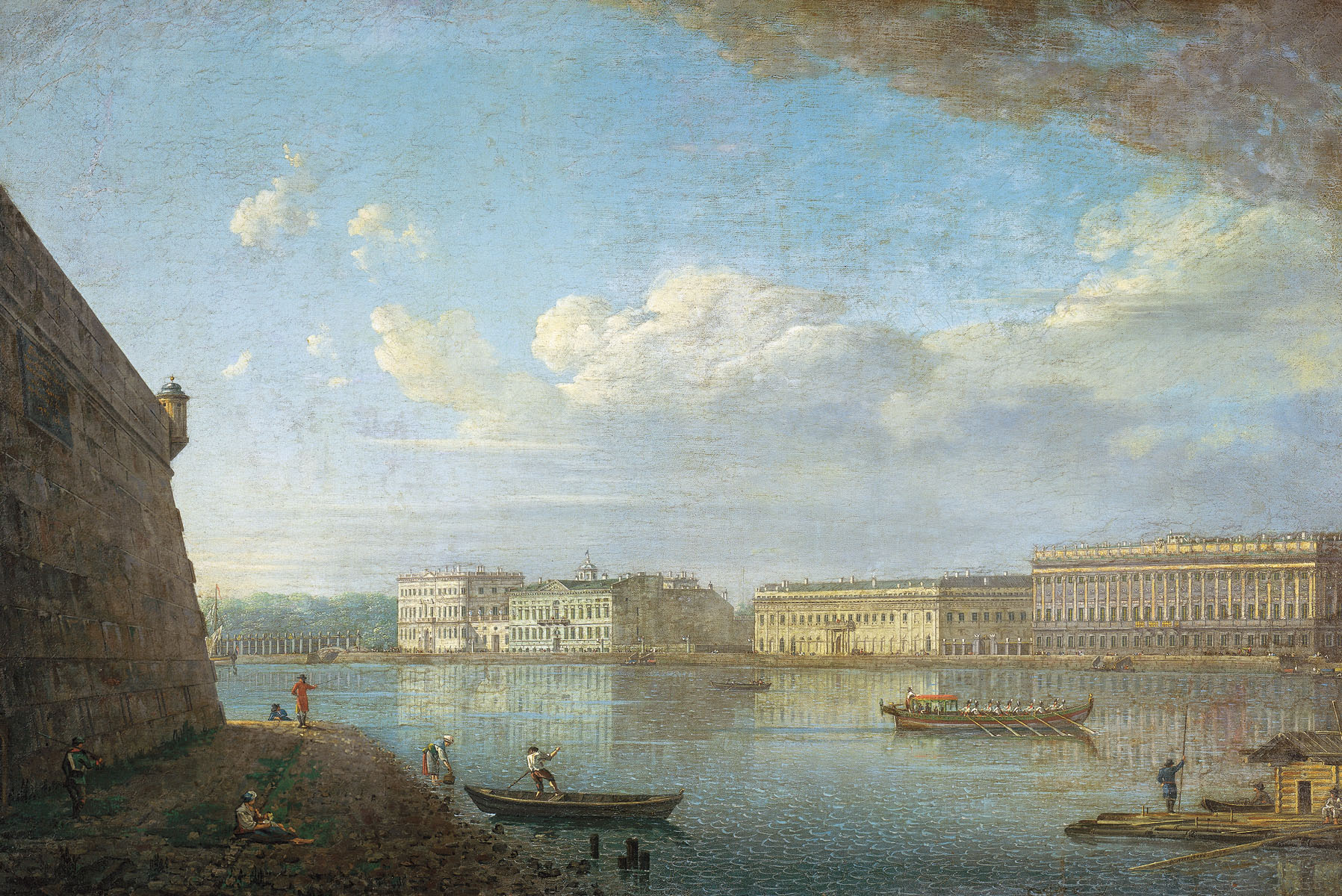
Вид Дворцовой набережной от Петропавловской крепости, 1794 год

История Санкт-Петербурга последней трети XVIII века охватывает историю города в период царствования Екатерины II с 1762 по 1796 года и несколько лет царствования Павла I с 1796 по 1801 года. При Екатерине начался расцвет художественной культуры в Петербурге. В этот период город занял почётное место среди столиц Европы.
Петербург в период правления Екатерины переживал серьёзные трансформационные процессы. Шло уплотнение города и формировались городские улицы со знакомым обликом исторической застройки. Основные городские каналы были одеты в гранит. Если в первой половине XVIII в городе преобладала мода на строгое петровское, и затем пышное елизаветинское барокко, то с середины века преобладающим архитектурным стилем стал классицизм. Данный архитектурный стиль вдохновлялся зодчеством античной Греции и Римской империи. В Российской империи и главным образом Петербурге развилось локальное направление классицизма, ассоциировавшееся с периодом правления императрицы Екатерины II.
Если при Анне Иоанновне и Елизавете Петровне в городе активно развивалась дворянская культура, а немногочисленное городское население занималось строительством, производством и коммерцией, то при Екатерине начался активный процесс урбанизации, формировалось городское сообщество, начали организовываться новые учреждения культуры, развлечений, отдыха, предназначенные не только для дворян. Екатерина, в отличие от своих предшественников, заботилась об общественном благосостоянии, развивая государственную медицину и образование. Бедное население получило возможность посещать училища и больницы.
При Екатерине сформировалась основная ткань исторического центра города, многие улицы приобрели свой знакомый облик, тем не менее город за пределами центра оставался ещё не благоустроенным. Деревянная застройка оставалась самой распространённой, но при Екатерине в три раза выросло число каменных зданий.

## История
После смерти Елизаветы Петровны в 1761 году следующим императором был объявлен её племянник Пётр III — внук Петра I. Его правление не устраивало многих дворян, Пётр III принимал спорные решения, главным образом будучи поклонником Пруссии, добровольно отдал ей отвоёванные при Елизавете земли и будучи идейным лютеранином, высказывал презрение к православной церкви. С участием его жены Екатерины Алексеевны был устроен дворцовый переворот, в итоге которого Екатерина II взошла на престол. Пётр III отрёкся от престола и умер через несколько дней, вероятно был убит. Екатерина поселилась в Зимнем дворце Елизаветы и за время её правления дворец оброс дворцовым городком, сама императрица редко покидала территорию дворца, но летом отдыхала в Царском селе. Екатерина активно занималась государственными делами, тщательно подбирая себе помощников, при ней работали такие знаменитые деятели, как советчик и фаворит Потёмкин, канцлер Безбородко, генералиссимус Суворов, фельдмаршал Румянцев, адмиралы Чичагов, Орлов, организатор учебных заведений Бецкий, государственный поэт Державин, президент академии наук Дашкова.

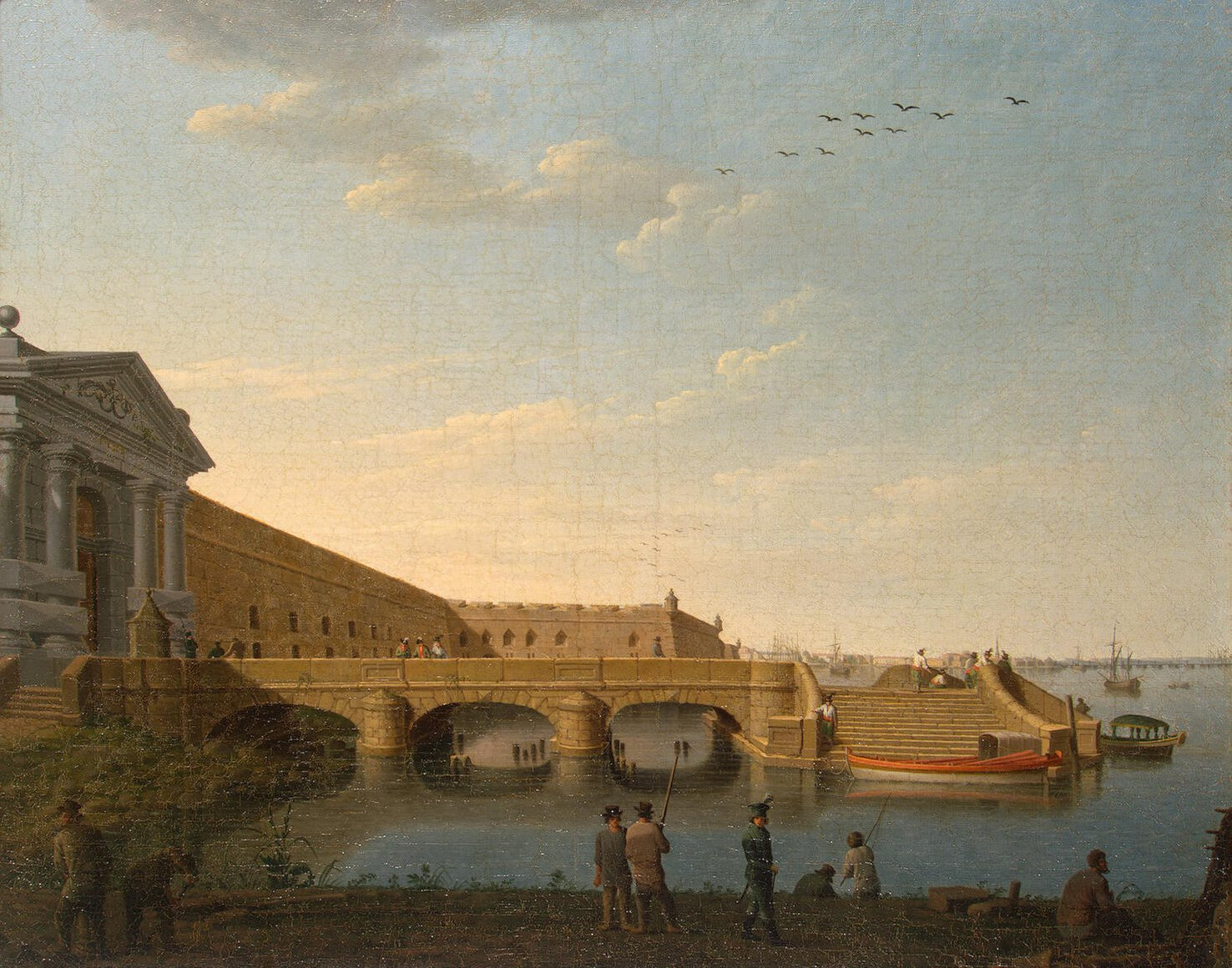
Невские ворота Петропавловской крепости, 1797 год

Взойдя на престол, Екатерина запустила процесс уплотнения городской постройки и формирования полноценных городских районов. За 34 года правительства Екатерины II город значительно вырос, внешние границы от 1762 года к 1796 году оказались уже внутри городской территории, Петербург достигал пяти миль в поперечнике. В центре города заметно уплотнилась застройка заметно снизилось число пустырей. Центральная часть приобрела черты полноценного города, а не приграничного поселения, как это было до Екатерины. Новые дома, формировавшие облик городских районов выстраивались в стиле рационального строгого классицизма. На архитектурное направление во многом повлиял один из ведущих мастеров классицизма — Иван Егорович Старов и итальянский зодчий Антонио Ринальди, для чьих построек было свойственно объединять уходящее из моды барокко с модным классицизмом. Основанная ещё в 1757 году Академия художеств позволила оформить собственные кадры архитекторов. В Петербурге начала вырисовываться всё более яркая разница между городским центром и периферийными территориями. При Екатерине также возник съём жилья, как массовое явление, многие хозяева сдавали свои подвалы беднякам. Каменные здания стали преобладать в центральной части города, многие дороги были вымощены и освещены.

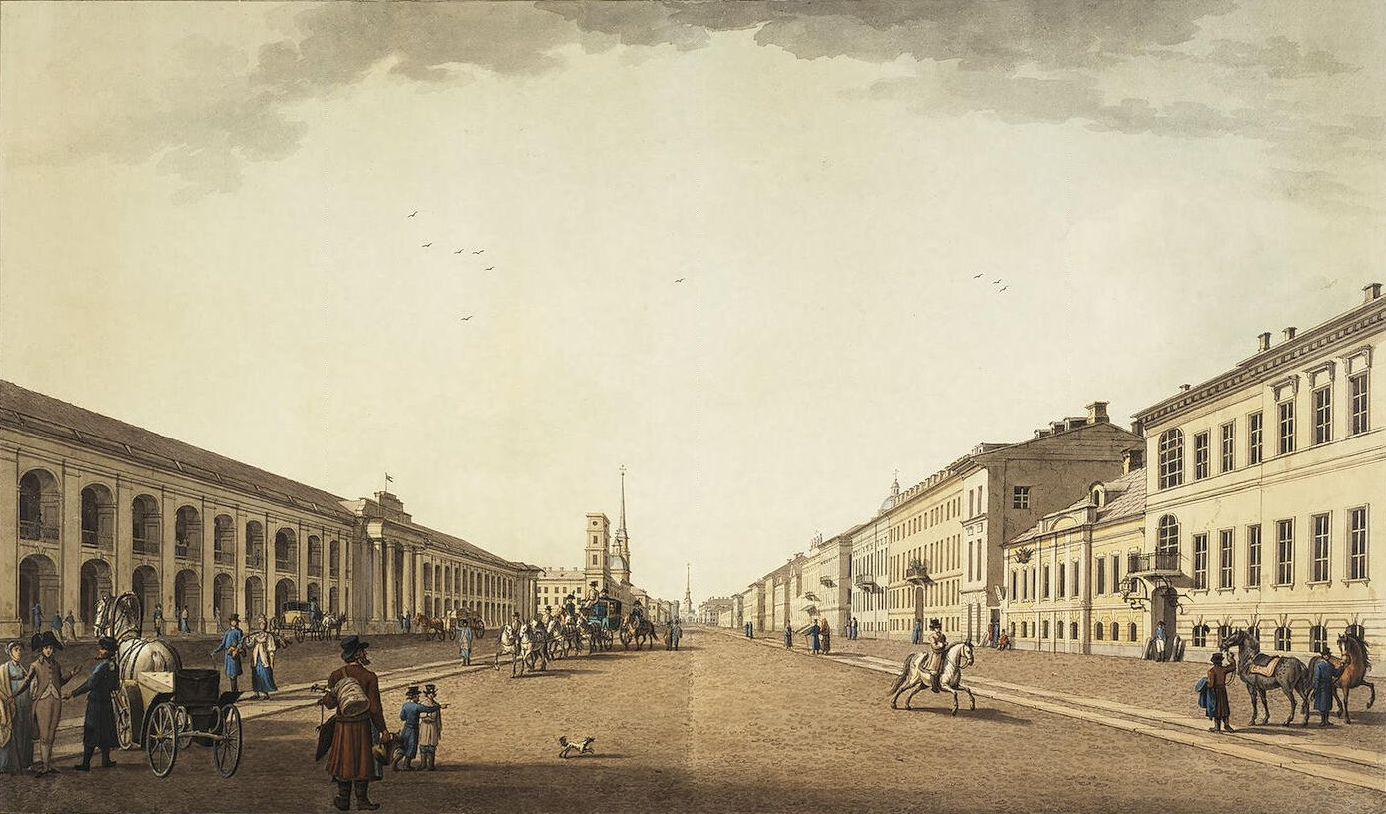
Невский проспект, 1799 год

При Екатерине велось, масштабное укрепление рек и каналов, чьи берега одевались в гранит. Прежде в городе немногочисленные участки укрепляли древесиной. В гранит были одеты набережные Невы, Фонтанки, нового Екатерининского канала, но не Мойки. Также в городе была прорыта сеть водостоков и сточных канав. В городе становилось всё больше каменных зданий, но деревянная постройка по-прежнему оставалась преобладающей. Екатерина запустила реконструкцию сотен русских городов, обращаясь к опыту застройки Петербурга. В екатерининскую эпоху Петербургские центральные районы приобрели знакомые черты и центральная часть города прошла основную стадию формирования. Одновременно многие другие районы дальше от центра сохраняли неприглядный вид. Деревенская атмосфера продолжала сохраняться в Петербурге, так как многие жители продолжали отводить часть своих территорий под огороды и скот, устраивая выпас скота даже в самом городском центре.

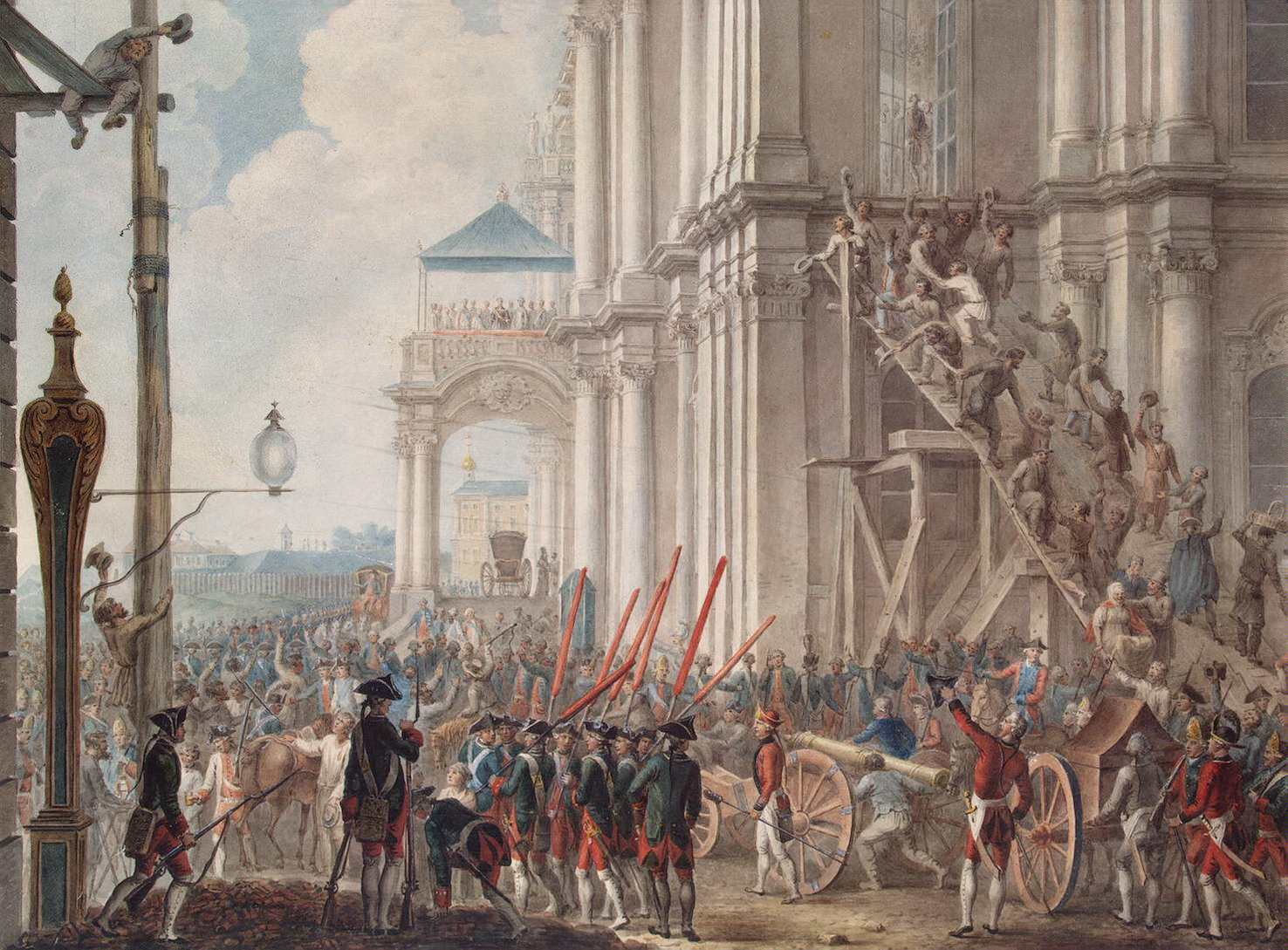
Екатерина II на балконе Зимнего дворца, приветствуемая гвардией и народом в день переворота года. По оригиналу Иоахима Кестнера

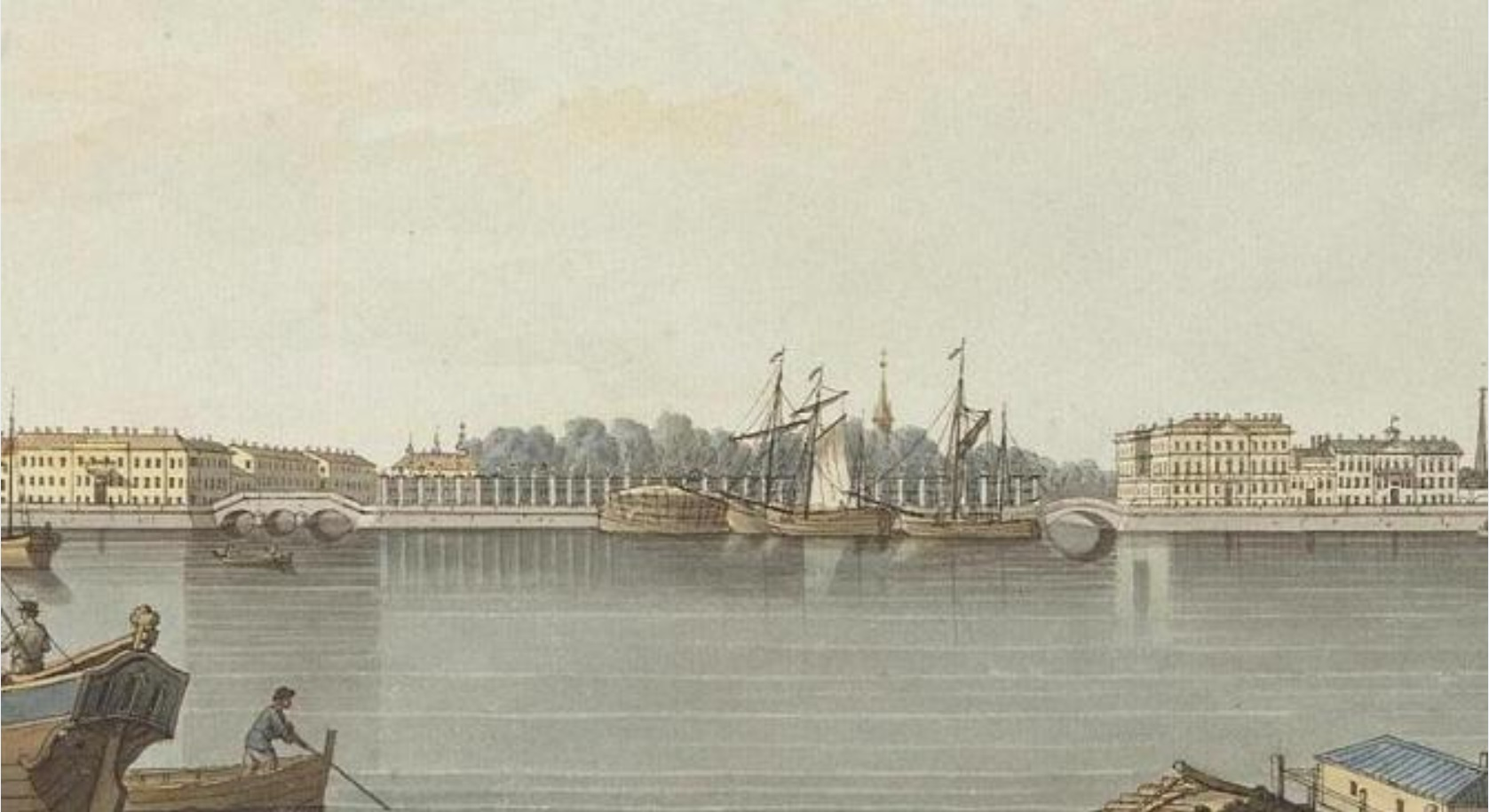
Вид с Петроградской стороны на Летний сад, 1799 год

Восточная конечность Васильевского острова стала сосредоточением научных и учебных заведений, чьи представители начали устраивать первые экспедиции. В Петербурге активно разрабатывалось административное устройство, однако не эффективно работавшее в условиях неопытности, разрабатывались инструменты местного самоуправления, была сформирована первая городская дума. В городе начало развиваться всеобщее образование, однако пока охватывавшее малую часть населения и открылись бесплатные медицинские учреждения. При Екатерине также появилась система социальной выплаты — нищие в богадельне у Смоленского кладбища могли получать на содержание по две копейки в день.

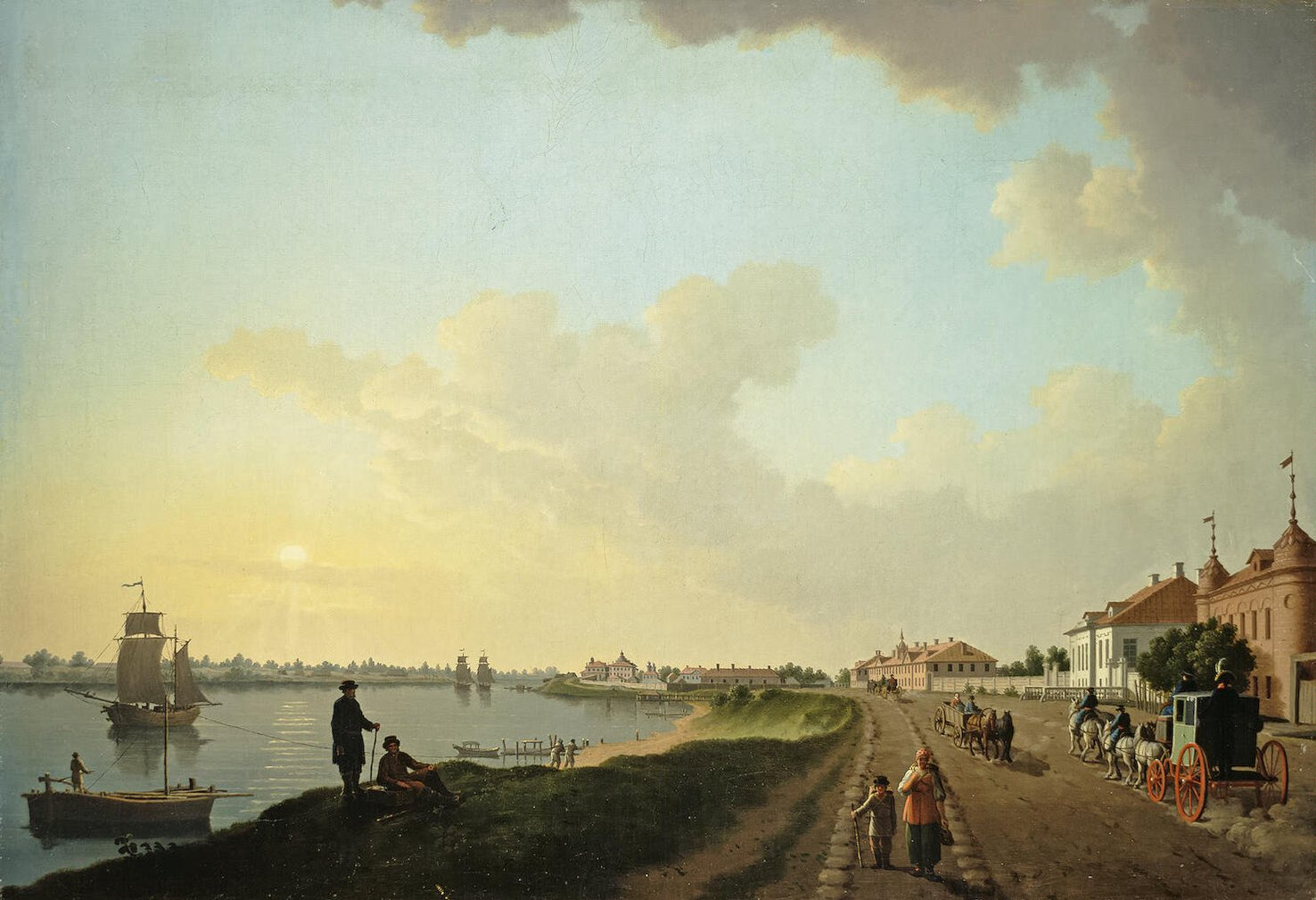
Вид окраины у Фарфорового завода, конец XVIII века

Екатерина гневалась на дворян, унизительно относившихся к своим слугам. Тем не менее она жёстко пресекала любые признаки вольнодумства и жестоко наказывала любого вне зависимости от статуса, имевшего смелость высказываться против существующих порядков. Права жителям Петербурга предоставлялись в зависимости от их сословной принадлежности. Дворянство существовало в условиях глубокого правового превосходства над остальными. В условиях повышенной городской застройки в городе начали формироваться городские сословия. Екатерина поощряла это, расширив права и привилегии ремесленников и купцов, понимая важность городской жизни для процветания города. Городское сословие также формировали обедневшие дворяне. Вместе с подорожанием земли всё меньше людей могли позволить себе купить участок, и в городе появилось множество людей, снимавших жильё у домовладельцев.
Город, особенно Васильевский остров, Коломна и Галерная гавань часто затапливались в результате наводнений. Самое разрушительное наводнение в царствование Екатерины произошло в 1777 году и длилось двое суток, затопив почти весь город. Город пережил массовые разорения. Были уничтожены петровские фонтаны в Летнем Саду. Во время русско-шведской войны в 1788 — 1790  годах Петербург оказался под угрозой вторжения шведами и готовился к потенциальной обороне, в частности город планировалось разделить на автономные районы для поручения ох обороны вооружённым горожанам.

### Воцарение Павла I

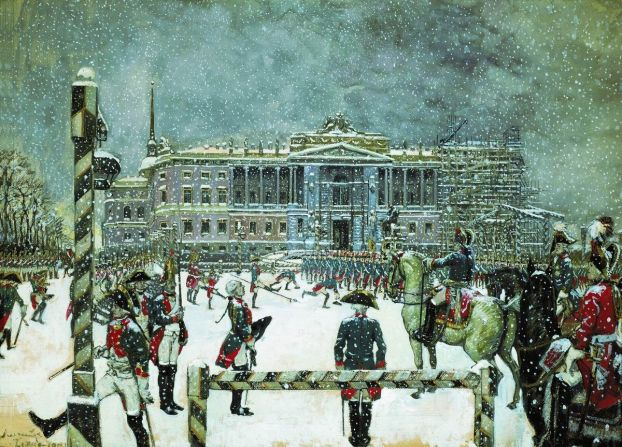
Парад при Павле I, А. Бенуа

После скоротечной смерти Екатерины II, на престол взошёл ей сын Павел I, правивший всего четыре года. Между матерью и сыном складывались напряжённые отношения, сама Екатерина хотела сделать наследником престола внука Александра I. В действиях Павла I прогладывалось желание идти наперекор своей покойной матери, он развернул жёсткую борьбу с дворянским произволом, казнокрадством и мздоимством, отстранил уличённых в коррупции фаворитов Екатерины. В итоге он пал вне милость у дворян. Павел желал переехать из дворца матери и занялся строительством собственной резиденции в форме неприступной крепости — Михайловского замка по проекту Бренна, построенного на месте деревянного Летнего дворца Елизаветы Петровны и где Екатерина родила Павла. Павел хотел построить собственный замок, так как боялся дворцового переворота, в итоге он был убит в замке в результате заговора вице-канцлера Никиты Панина.
При Павле улицы Петербурга опустели, обыватели старались не гулять без лишней надобности. В глаза современников резко бросалось полное переобмундирование солдат по прусскому образцу середины XVIII века. Своё правление Павел начал с реформирования армии, начиная со столичного гарнизона, считая его неэффективным и страдающим от злоупотреблений. Павел устроил массовую зачистку гвардейских полков, изгнав от туда получивших данный чин дворян, но фактически не служивших в армии. За короткое правление Павел установил военную диктатуру в Петербурге, восстановил должность генера-губернатора, балы и светские праздники перестали проводиться, Павел строго регламентировал жизнь дворян, дресс-код, время обеда, запрещал излишества в одежде. Город жил в военном режиме, на улицах постоянно устраивались военные парады, на дворцовой площади маршировали гатчинские войска. Павел, будучи поклонником прусской армии короля Фридриха II занимался реформированием и обмундированием русской армии по образцу прусской.
Тем не менее Павел разрешил крестьянам заниматься мелкой торговлей и открыл ряд учебных заведений, в том числе и Павловский кадетский корпус. При Павле активно велось строительство военных сооружений, прежде всего в Гатчине. Павловские Гатчинские войска послужили основой для создания лейб-гвардейских полков в XIX веке. 

## Город

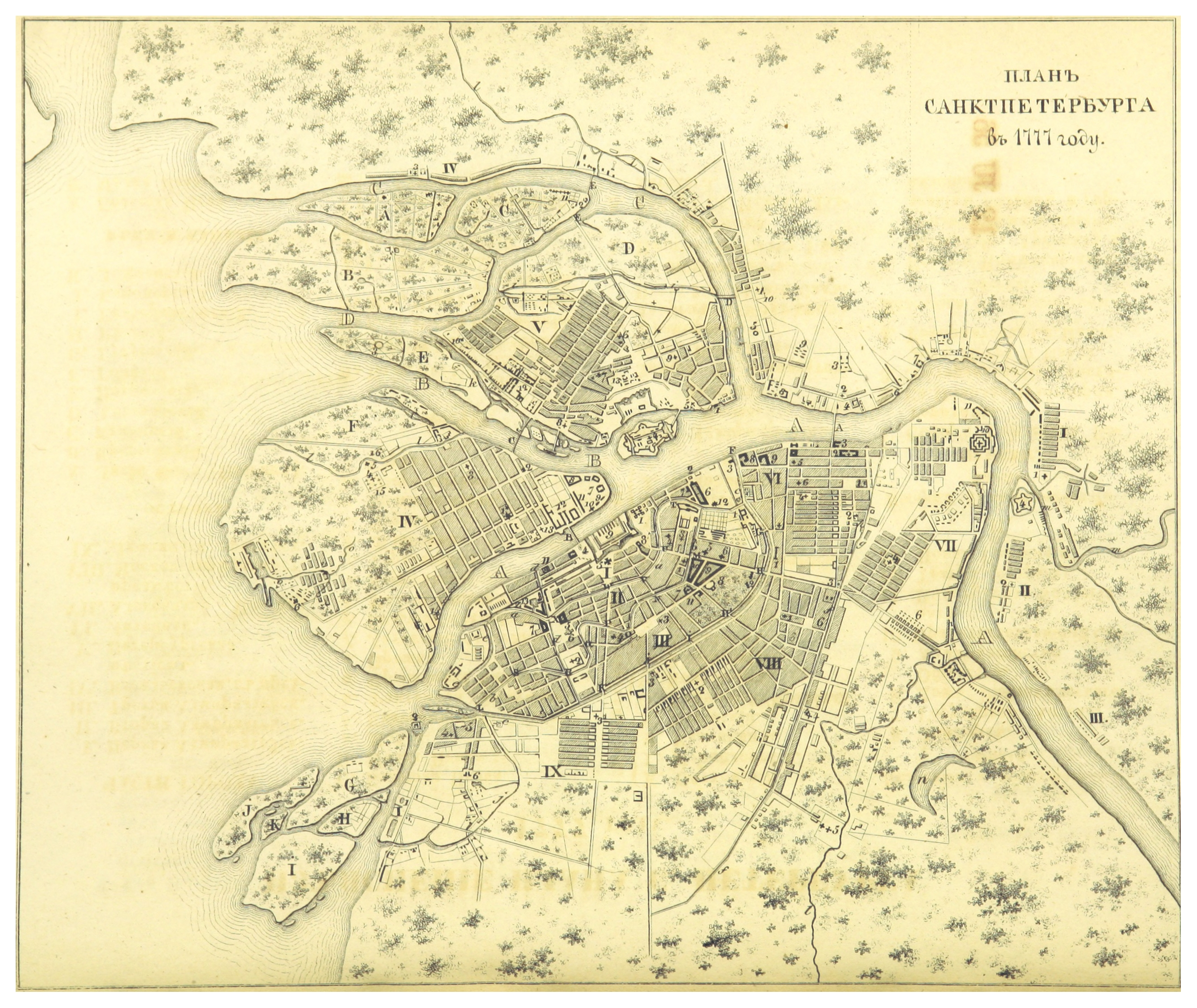
Карта Петербурга в 1777 году

Период правления Екатерины ознаменован крайне важным этапом в развитии Петербурга. Многие полупустые районы начали приобретать полноценный городской облик с каменной застройкой, главным образом кварталы Казанского и Адмиралтейского островов. Современники отмечали, как исчезали целые ряды с деревянной застройкой и вместо них появлялись каменные дома. В городском центре Петербурга формировались комфортные для жилья городские кварталы. Петербург указом от 1782 года был разделён на 9 частей — Адмиральскую, Литейную, Рождественскую, Московскую, Каретную, Васильевскую и Выборгскую.

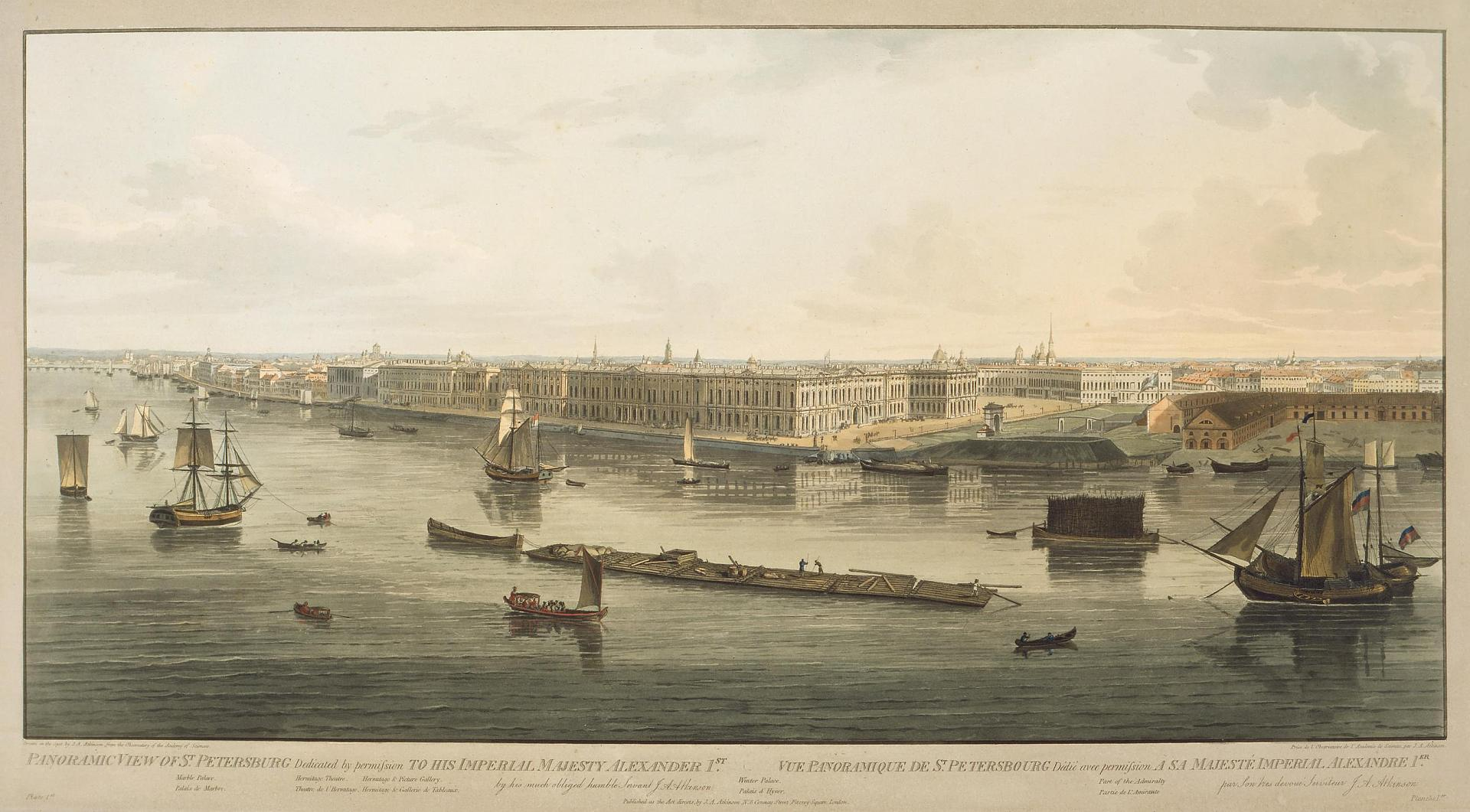
Вид на Зимний дворец к началу XIX века

Самыми благоустроенным улицами и площадями были Дворцовая, Петровская, Исаакиевская, также площади Царицына и у Летних садов. Были застроены Английская и Дворцовые набережные. Невский проспект постепенно формировался, как главная городская улица и был застроен от Лиговского канала до Александро-Невского монастыря, но в основном это были стихийные торговые точки. Многие имевшиеся улицы и проспекты объединялись, чтобы создать новые проезды.
Долгое время Петербург не расширялся, так как проходил этап уплотнения городской застройки, но вместе с ростом населения площади стало не хватать и к концу XVIII века город начал быстро разрастаться. То, что ещё недавно считалось границей города быстро поглощалось новой городской застройкой, к 1796 году размер города в поперечнике составлял уже почти пять миль. Слободы — обособленные городские районы, существовавшие в городе в начале XVIII века теряли своё значение при отсутствии в Петербурге посада — оборонительной крепости, популярной в средневековой России. Под влиянием экономических реформ в 1775 году понятие посада было окончательно размыто.

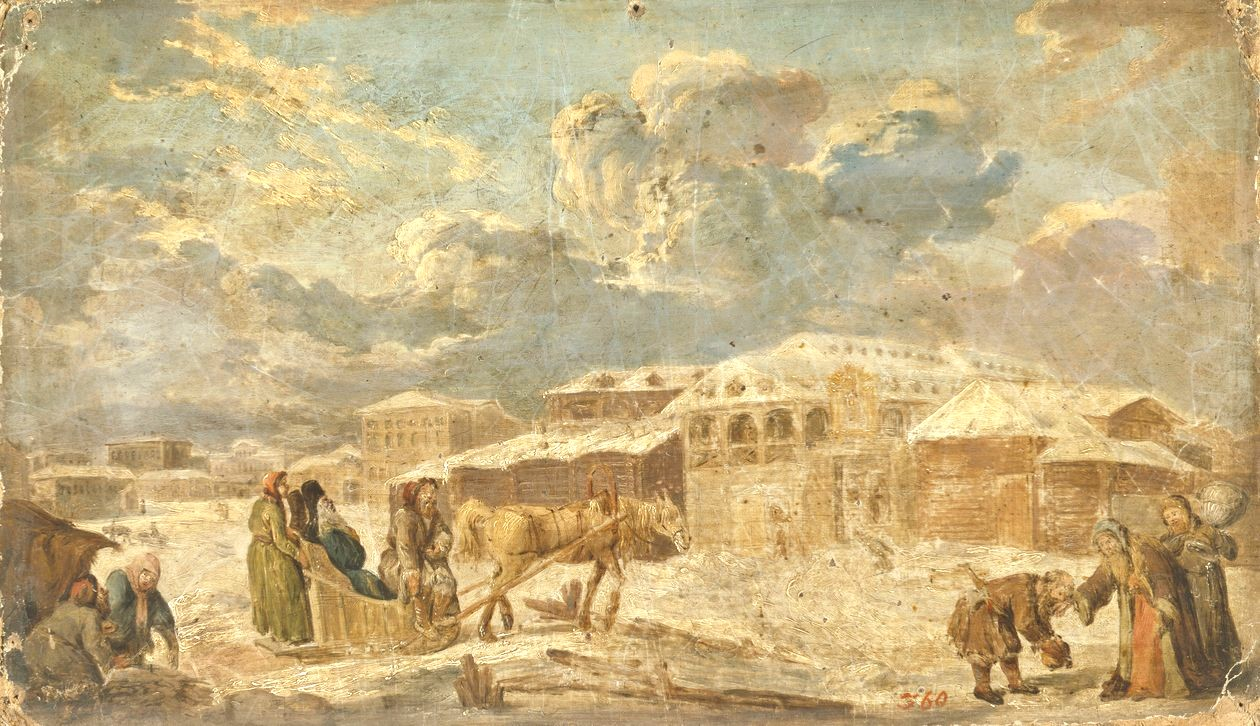
Городская площадь в Петербурге, конец XVIII века, Кнаппе

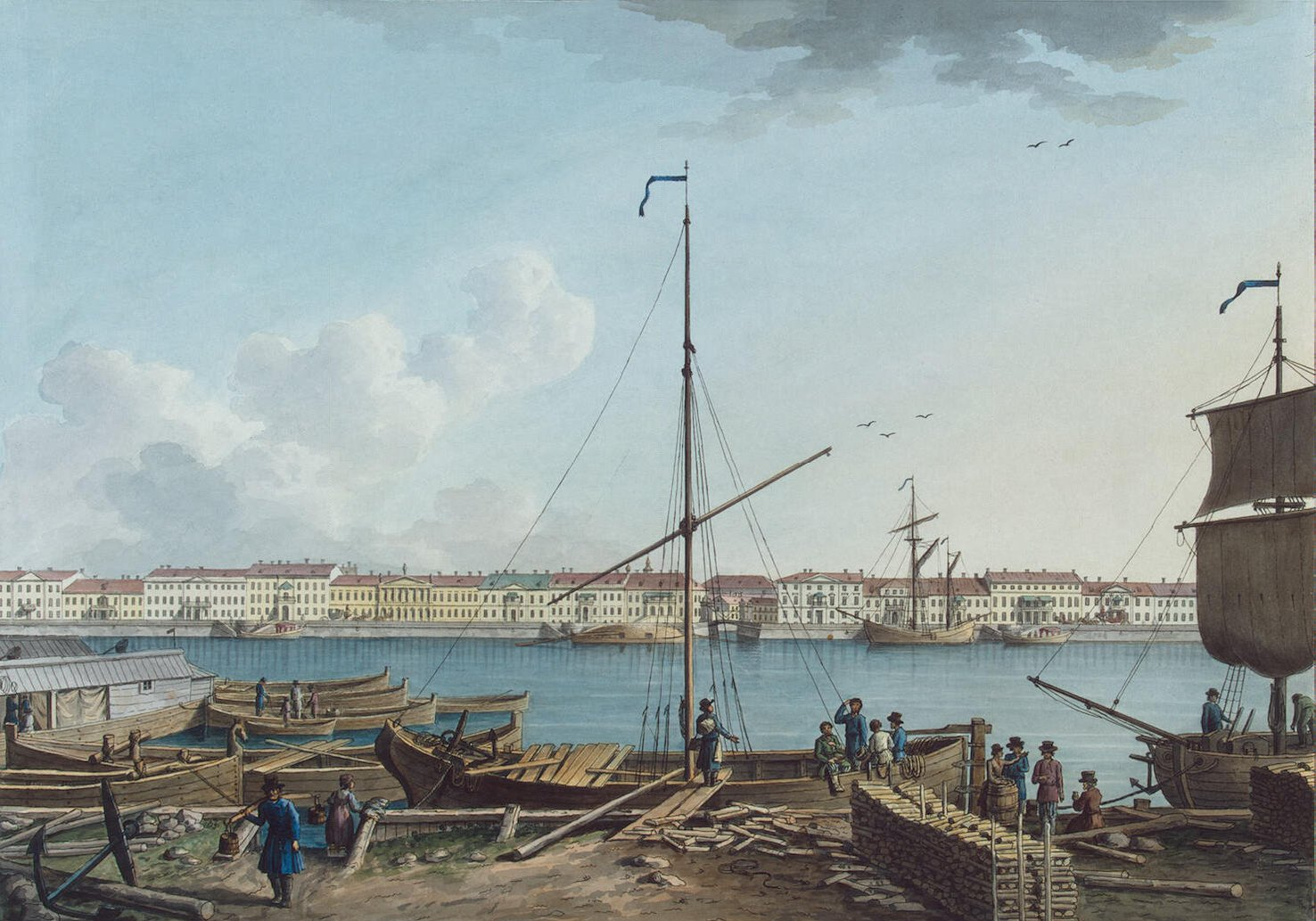
Вид Английской набережной с Васильевского острова, 1799 год

Петербург активно расширялся по правому берегу Невы в сторону Охты, где при формальном присутствии за чертой города уже формировались городские районы. По Охте, вдоль русла реки также стало появляться множество предприятий. Городская застройка расползалась по берегам Невы, где также стояли лесопилки и кирпичные заводы. Тем не менее за время царствования Екатерины II, уплотнению не подверглись Васильевский и Санкт-Петербургский острова, в итоге сохранившие свой полугородской и деревенский характер. На Васильевском острове крупные кирпичные здания перемешивались с деревянными лачугами. Сильнее всего разрослась Выборгская сторона. Активно развивалась левобережная часть города, городской центр поглотил некоторые кварталы на Рождественской, Каретной, Московской и Нарвской частях.
Формирование городских сословий, профессиональных связей влияло и на то, как формировались кварталы. Восточная часть Васильевского острова стала местом сосредоточения торговли, научных и учебных заведений. Первая Адмиралтейская часть стала центром богатых, увеселений, моды и деловой активности, вторая и третья части, населённые предпринимателями была усеяна торговыми лавками. Литейная часть уже была более промышленной и скромной, производящей боеприпасы, которую населяли мастера и солдаты. Екатерина, как немка по происхождению приглашала в Петербург немецких земледельцев, селившихся колониями в пригородах Петербурга — ныне Невском, Калининском, Колпинском районах. Там они формировали образцовые сельские хозяйства, формируя поселения Гражданка, Новосаратовка и прочие.

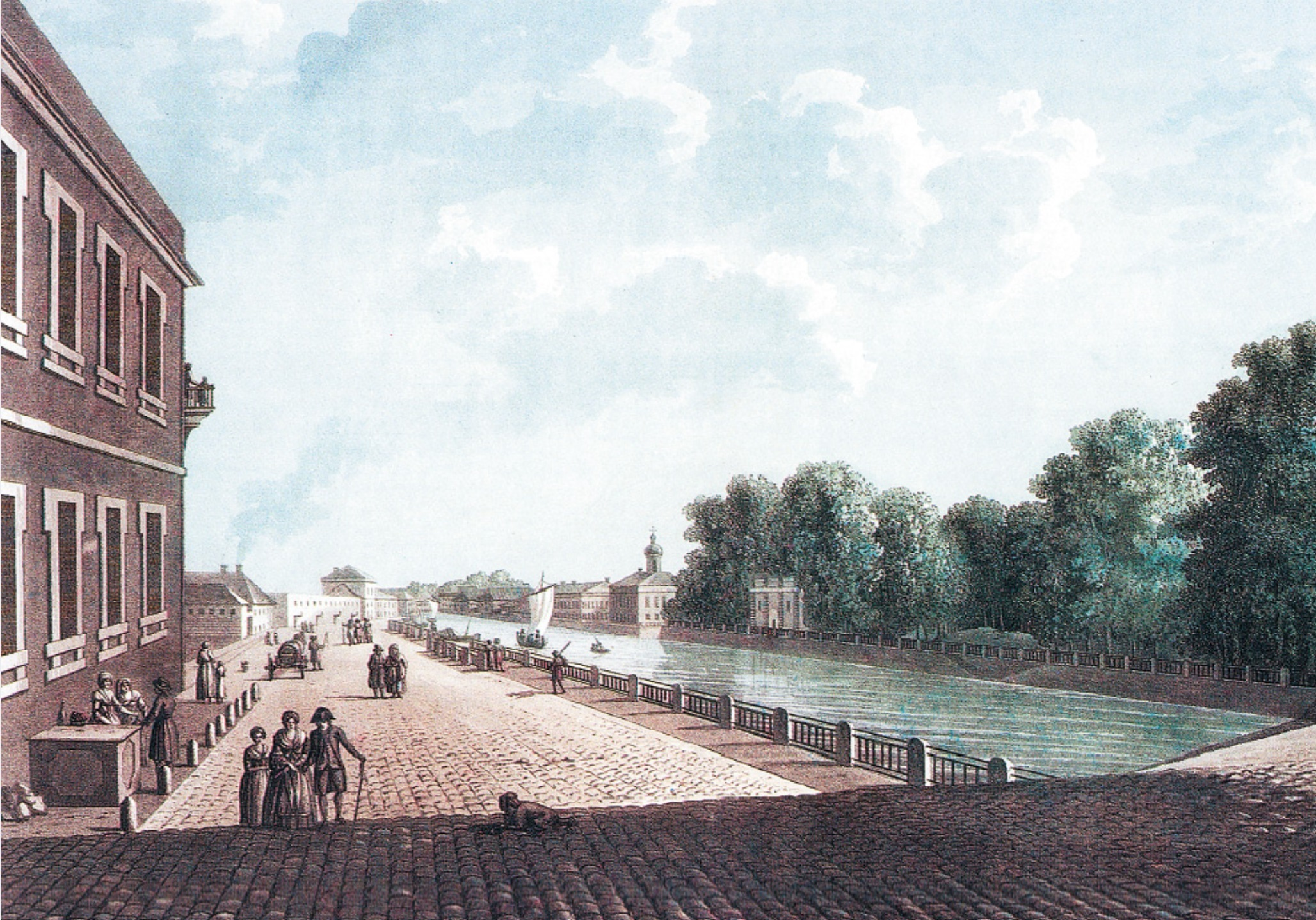
Комплекс построек Главного дворцового управления на Прачечном дворе, 1790-е годы

Несмотря на то, что при Екатерине были достигнуты успехи по преданию Петербургу городского облика, город выглядел по-прежнему незавершённым и выделялся своими контрастами, где рядом с особняками и садами стояли деревянные хижины и пустыри, предназначенные для огорода. Рядом с благоустроенным улицами, застроенными каменными домами можно было встретить болота, украшавшие близлежащие дома хором квакающих лягушек.

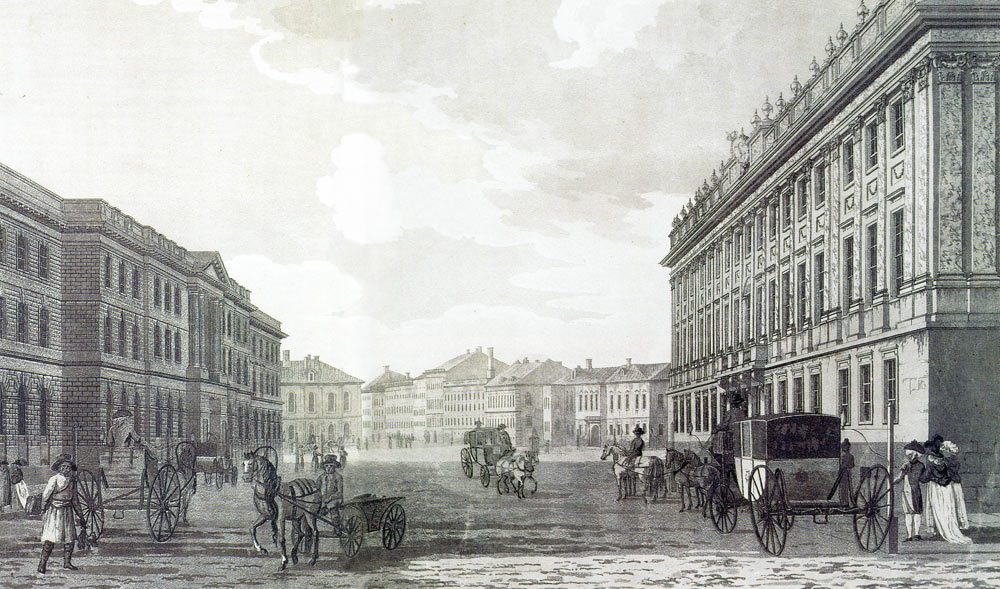
Вид Ломбарда и Мраморного дворца на Миллионной улице, 1790 год

Деревянные постройки при Екатерине по-прежнему были самым распространёнными, однако количество каменных домов существенно увеличилось, если в 1762 году в городе имелось 460 каменных домов, то к 1787 году их уже было около 1300, а к концу века — около 1800. В то же время деревянных зданий было 4300. Хотя деревянная постройка по-прежнему была преобладающей, главным образом дальше от центра, за время царствования Екатерины общее количество деревянных домов почти не выросло. Их количество заметно снизилось в центре, но деревянными домами обрастала расширявшиеся периферия.
В период воцарения Павла, Петербург оставлял впечатление военного гарнизона, где повсюду на улицах устанавливали шлагбаумы и полосатые будки. В полосатый цвет окрасили и деревья, посаженные вдоль невского Проспекта. При Павле шло массовое строительство каменных казарм, чтобы освободить население от ненавистной постойной повинности.  Их возводили вдоль южного берега Екатерининского канала. До этого только гвардейские полки жили в своих слободах, остальные солдаты квотировались у обывателей. Это создавало бремя для жителей, которые были обязаны давать кров и пропитание солдатам, но и по мнению Павла это плохо сказывалось на дисциплинированности солдат. Под казармы приспосабливались частные дома и мануфактуры. При Павле велось также строительство других зданий военного назначения.

### Градостроительство
К тому моменту, как Екатерина взошла на трон, в Петербурге уже 20 лет претворялась единая градостроительная линия по созданию в Петербурге широких и прямых перпендикулярно расположенных улиц и в городе сформировался современный каркас планировочной системы. При Анне и затем Елизавете были построены широкие проспекты и сформировалась современная планировка улиц. Екатерина же запустила этап по преобразованию и уплотнению городской постройки. Для этой цели была учреждена комиссия о каменном строении Санкт-Петербурга и Москвы под предводительством Квасова. Тот, в свою очередь, разработал план застройки левобережной части города до его тогдашних границ — три площади у Адмиралтейства — Адмиралтейской, Петровской и Дворцовой. Значительная часть реставраций проводилась на казённые средства.

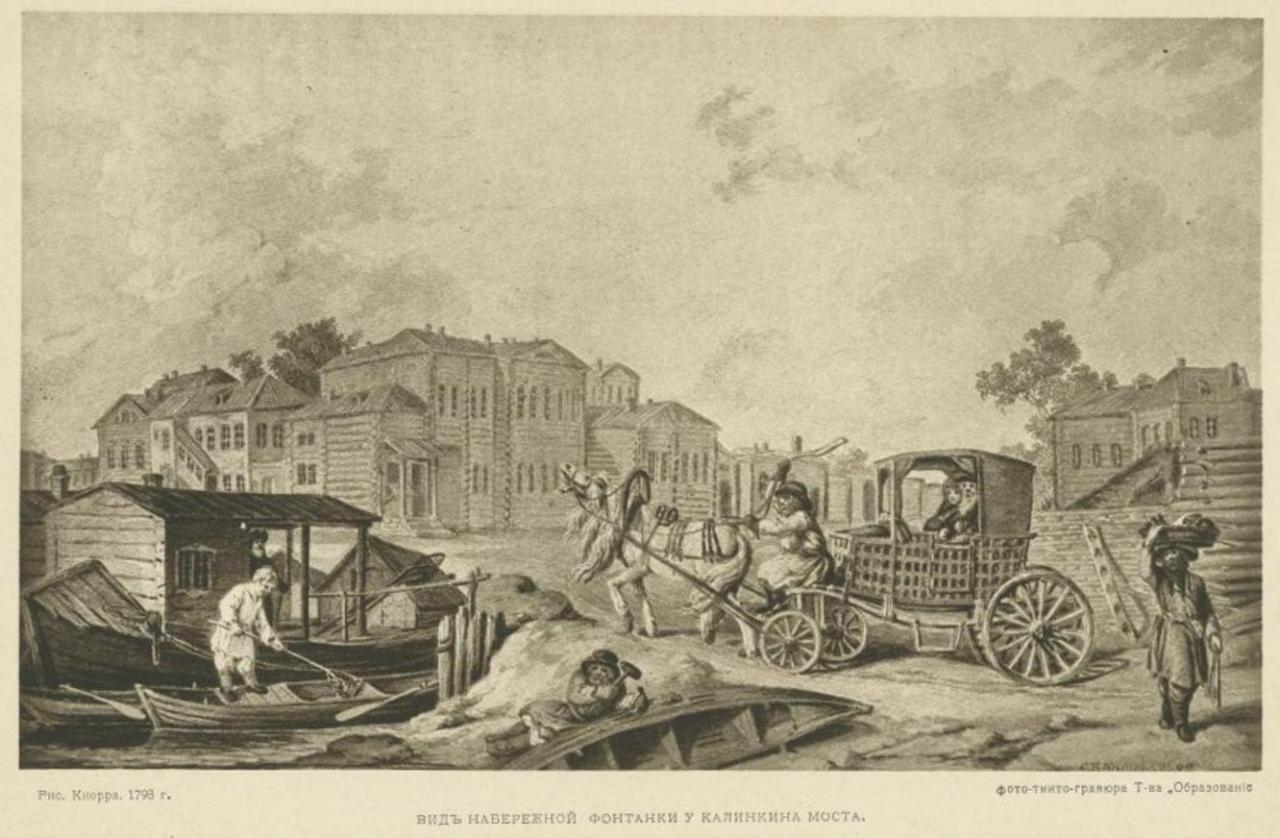
Кварталы с деревянной постройкой у нынешнего Старо-Калинкина моста. В конце XVIII века постройка в Петербурге была преимущественно деревянной

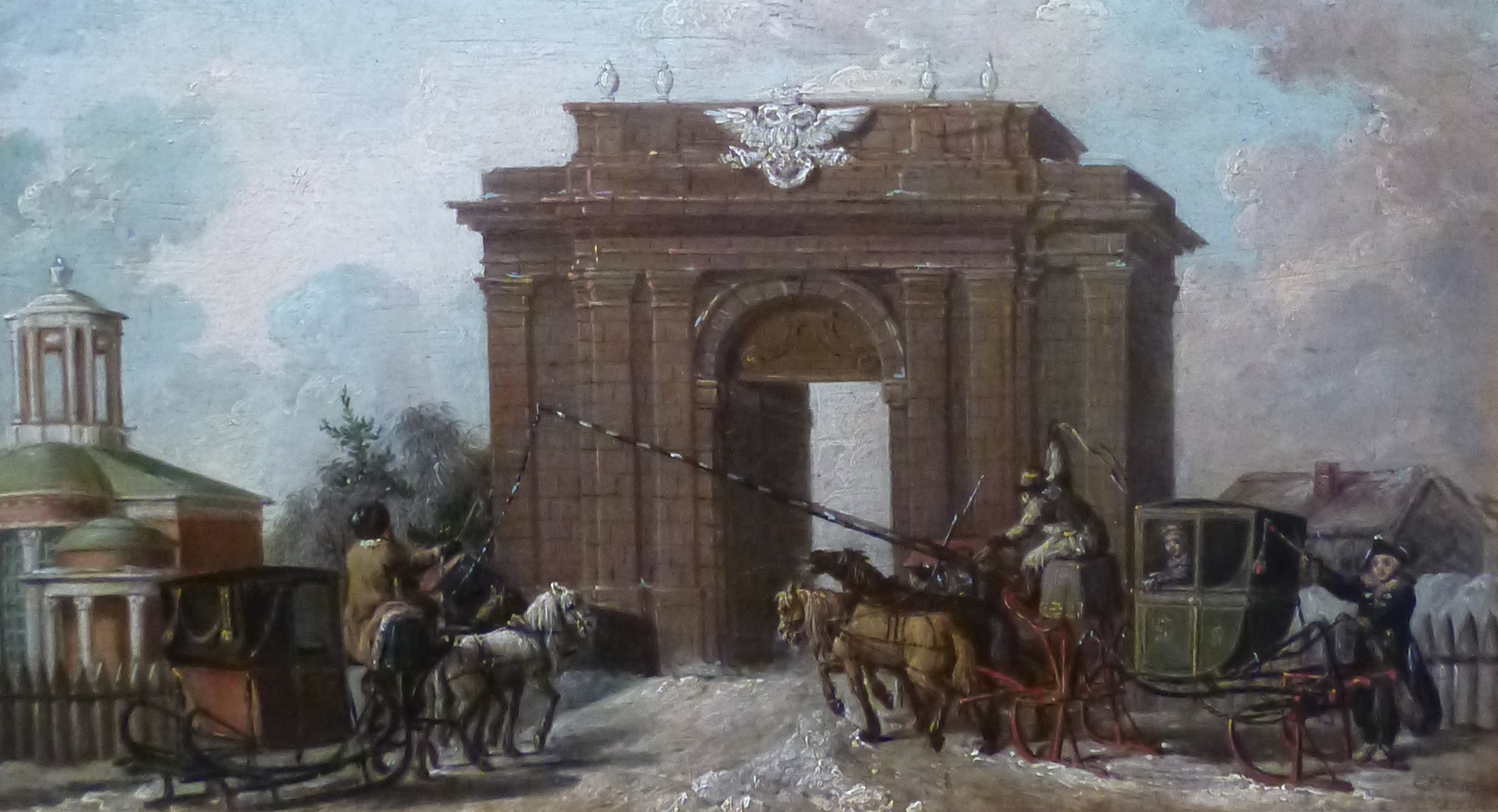
Вид Петербургской заставы 1799 год, Кнаппе Карл

Квасов предложил тип городской застройки, состоявшей их плотно примыкающих друг к другу одинаковой высоты зданий, которые образовывали так называемую «красную линию» объединённых фасадов. Дома, отступавшие от единой линии требовалось закрывать «выпрямляющей» оградой. Новые дома в центре города, на Адмиралтейских частях и у берега Невы отныне строились только из камня и кирпича, что не позволяло распространяться огню на целые кварталы в случае пожара. Для защиты от пожара боковые стены требовалось строить без окон — так называемые брандмауэры. После масштабного пожара на Васильевском острове 1771 году, уничтожившего все постройки от Малой Невы до Большого проспекта, было также велено отныне строить только каменные здания и снести оставшиеся деревянные, хотя этот устав не исполнялся.

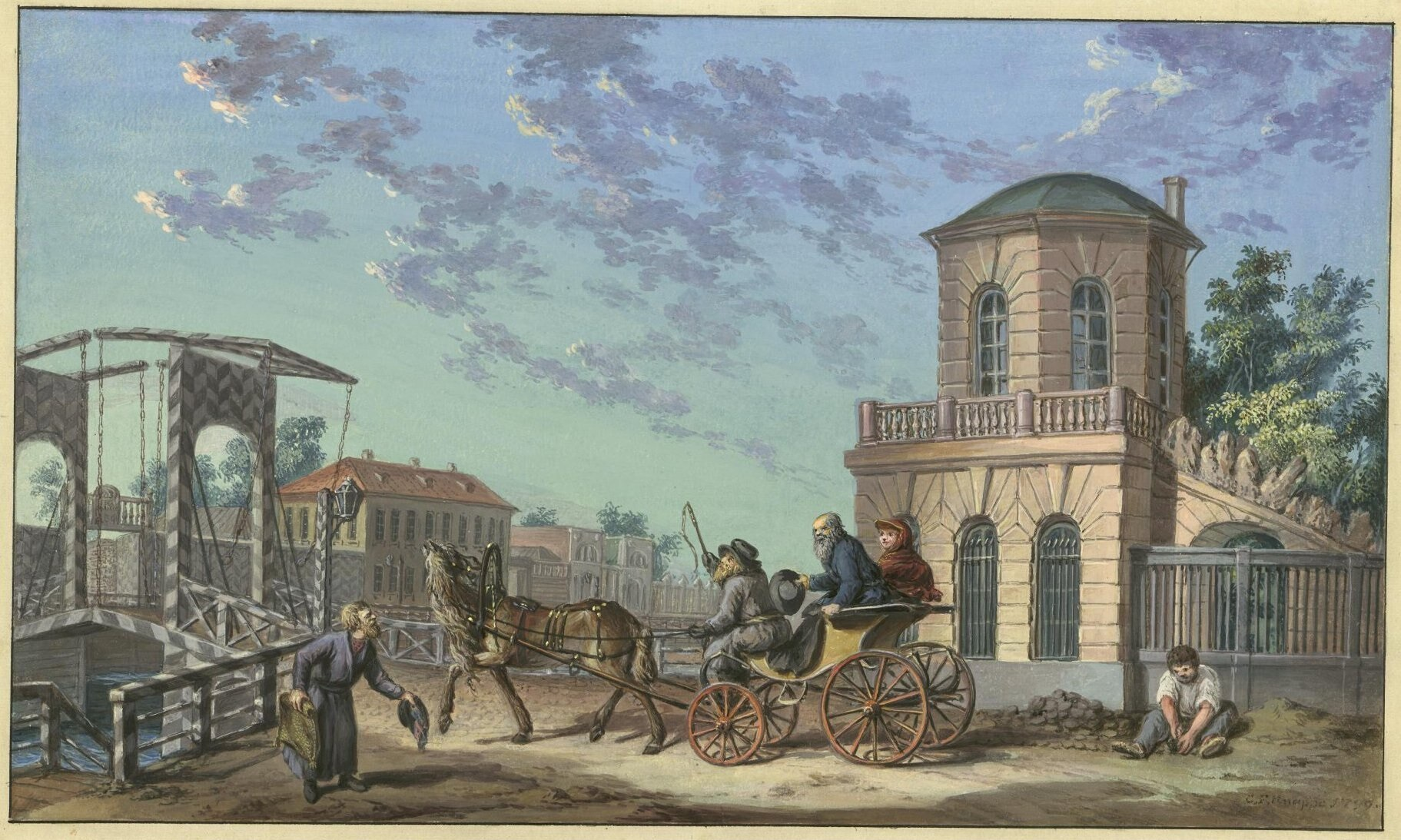
Окрестности у дворца Бобринских, 1799 год

Крыши надлежало строить из листового железа или черепицы, если на то не хватало средств. Екатерина не требовала немедленной перестройки, а задала направление, которое постепенно осуществлялось на протяжении всего её правления. Имевшиеся деревянные постройки в центре постепенно исчезали, перестраивались или сгорали, заменяясь каменной застройкой. В районах вне центра дозволялось дальше строить деревянную застройку, но на каменном фундаменте. Для претворения градостроительного плана было снесено множество построек без компенсации.
Если претворение градостроительного плана в центральной части шло без особых проблем, то благоустройство пространства между Мойкой и Фонтанкой шло медленнее, и для застройки единым фасадом уже требовалось сносить многие имевшиеся застройки. Фонтанка считалась границей города, за которой располагались слободы, в основном гвардейские. Развитию городских районов здесь мешал экономический сектор и разделявшая район застойная река, которую в итоге переделали в Екатерининский канал. Екатерина II хотела отвести участки вдоль Фонтанки для купцов и торговой деятельности, но жившие там вельможи не были готовы отказываться от участков.
Особую трудность для благоустройства составляла Санкт-Петербургская сторона, чью территорию требовалось осушить, на ней севернее от Невы в основном строились лачуги и огороды. Там было решено вырыть широкую канаву, обозначавшею границу города. Южною часть, сформировавшуюся как городской район ещё в начале XVIII века было решено не перестраивать, так как это было бы слишком затратно.

### Уплотнение и формирование городской среды
Санкт-Петербург на момент восхождения Екатерины II оставлял впечатление полупустого города, где пустыри встречались в самом городском центре, а имевшиеся проспекты скорее напоминали равнины. Город фактически представлял собой сеть поселений, располагавшихся радиально вокруг основных транспортных лучей, идущих из города, сосредоточенного вокруг Адмиралтейства. Это было следствием целенаправленной политики предшественниц по созданию города с максимально низкой плотностью городской застройки из-за страха перед пожарами, главным образом после массовых пожаров в 1736—1737 годах, уничтоживших значительную часть города. Екатерина наоборот не допускала дальнейшего расширения города, пока в границах города не будет достигнуто уплотнение в разумных пределах и не будет создана полноценная городская застройка.

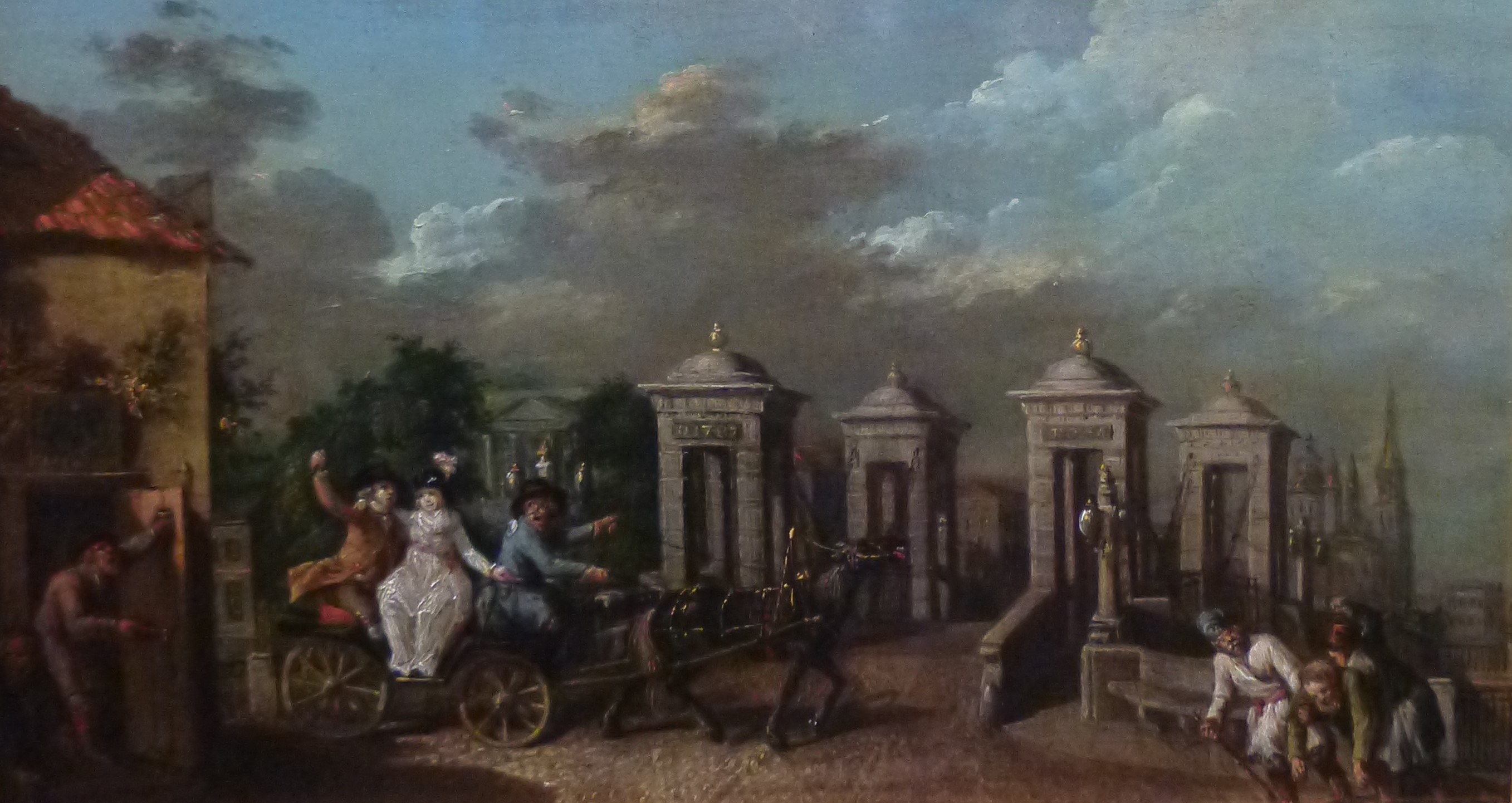
Вид моста через Фонтанку 1799 год, Кнаппе Карл

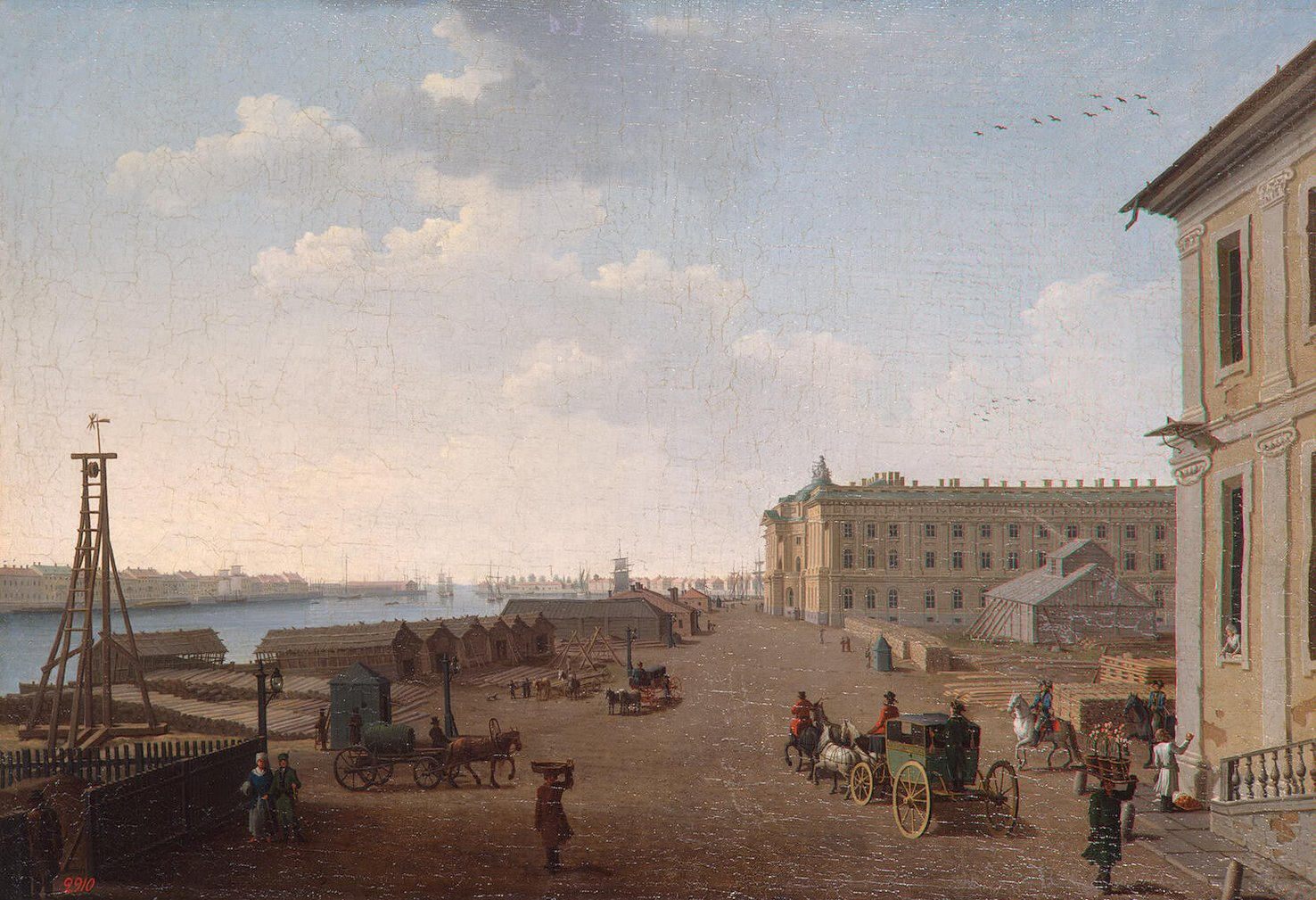
Вид набережной Васильевского острова у Академии Художеств в Петербурге, конец XVIII века

Сформировав комфортные центральные районы, Екатерина хотела, чтобы люди пытались переезжать в центр, а не строили участки на периферии, провоцируя дальнейшее расширение города. Значительную часть территории города занимали обширные дворянские имения, один подобный участок мог соответствовать площади целого квартала. От хозяев крупных имений требовалось в течение 5 лет либо найти способ эффективнее использовать землю, или же разделить свой участок на несколько более малых для продажи, чтобы была возможность строить новые городские кварталы, в противном случае часть земли подлежала конфискации. Несмотря на вышеописанное, при Екатерине сохранялись дворянские усадьбы на берегу Фонтанки и Мойки, значительно отступавшие от красной линии. Вельможи у Фонтанки отчаянно сопротивлялись наступлению города, для этого дворянские предместья могли разделять каналами.
В процессе уплотнения были разрушены многие существующие городские районы, главным образом пространства между Фонтанкой и Мойкой. Меньше всего «пострадал» Васильевский остров до 13 линии, так как плотную городскую застройку там пытался сформировать ещё Пётр I. Обратная ситуация сложилась с московской стороной, на территории которой сформировалась деревянная, плотная и хаотичная застройка —  ямская слобода. После пожара там в 1773 году было решено снести слободу, понизить плотность застройки и взамен построить каменный городской квартал для жителей слободы. Это был первый подобный прецедент замены слободы городской застройкой.
За время царствования Екатерины были застроены крупнейшие пустыри, хотя они полностью не исчезли из города. Уничтожение пустырей провоцировало общественные волнения среди горожан, так как многие из пустырей использовались под пастбища для выпаса скота. Значительная часть горожан владела коровами и питалась их молочными продуктами. В 1766 году в городе имелось примерно 20 000 голов коров. В процессе уплотнения города пастбища начали исчезать, для решения проблемы в 1766 году было велено сохранять участки земель в 1 ⅓ милю, но и в этом случае городская застройка вторгалась в пастбища, в этом случае здания, если они были деревянными — могли потребовать снести или разделять границы пастбища заборами или канавами. Под пастбища в итоге приспосабливали территории государственных мануфактур и бывшие монастырские владения.

## Инфраструктура

### Каналы и мосты
Реки и каналы в Петербурге являлись важными транспортными артериями, в особенности для грузовых перевозок. При этом с ростом населения и торговли росло и количество судов, которым в итоге стало не хватать места в реках и каналах, что приводило к скучиванию судов и борьбе между судовладельцами за лучшие места у пристаней. Каналы также помогали осушать изначально болотистую местность и снижали ущерб от наводнений, выступая резервуарами. Основным местом для стоянки судов была построенная ещё при Петре I Галерная гавань, тогда ещё за чертой города и рядом с которой располагался рабочий городок.

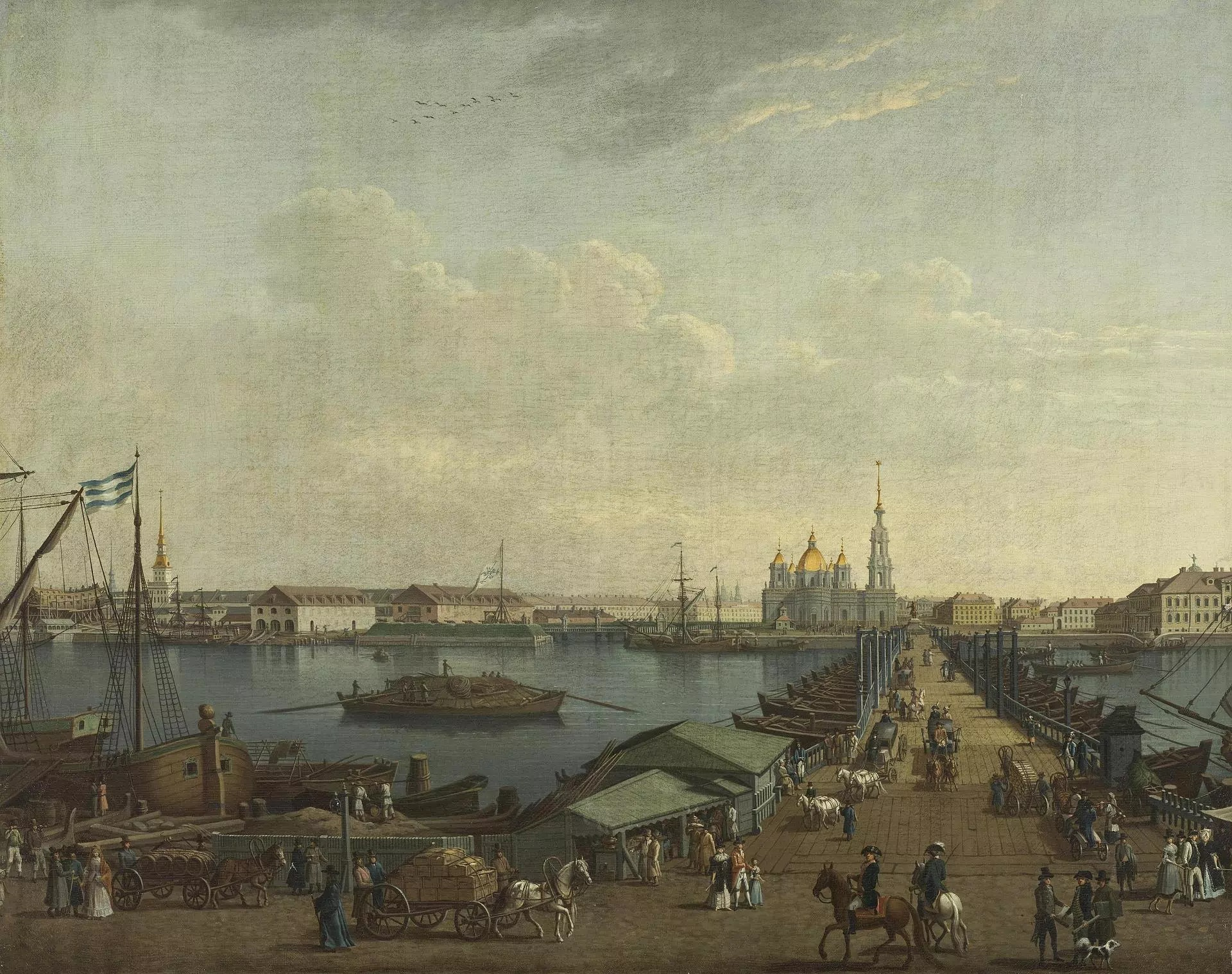
Вид на наплавной мост и Исаакиевскую площадь, 1790-е годы

При Екатерине были реконструированы и выпрямлены многие береговые линии, в районе Мойки, Фонтанки, Английской и Дворцовой набережных. Также от Мойки до русла реки Кривуши был прорыт Екатерининский канал длинной в пять километров, ныне канал Грибоедова. При этом некоторые каналы были засыпаны, в частности созданные ещё при Петре I каналы на Васильевском острове. Екатерининский канал выполнял сразу несколько задач: решал проблему с водоснабжением, возникшую в связи с ростом населения, улучшил условия для судоходства, а так же использовался для частичной защиты от наводнений. Было прорыто основное русло Обводного канала между 1769 и 1780 годами. Делалось это для того, чтобы обезопасить Петербург от наводнений, предполагалось, что вода, направлявшаяся в город, попадала бы в канал, однако новый канал лишь частично решил данную проблему. 

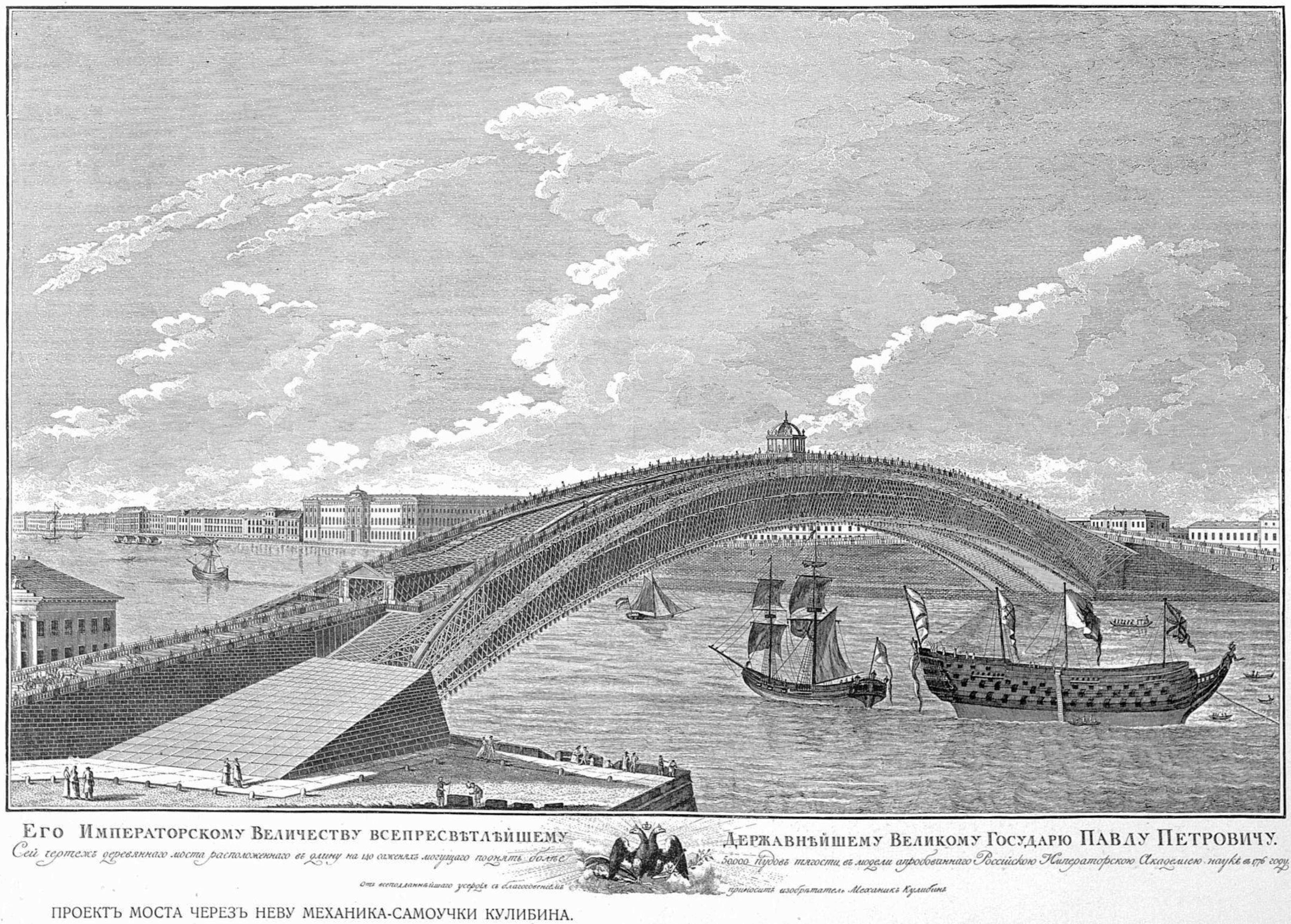
Проект моста через Неву Ивана Кулибина, 1776 год

По инициативе Ивана Бецкого набережные Невы, Фонтанки и Екатерининского канала начали укреплять гранитом. В камень были одеты левый берег Невы, c Ново-Адмиралтейского канала до места будущего Литейного моста. Это не только придало городу красоту, но также было выгодно экономически, поскольку гранит останавливал размывание берегов, к тому же берега каналов можно было активнее использовать для перегрузки товаров без страха повредить набережную. Каменное укрепление набережных продолжалось на протяжении всего царствования Екатерины. При Екатерине были засыпаны построенные ещё при Петре I каналы на Васильевском острове, которые были непригодны для прохода судов и превратились в помойные овраги, также был засыпан Красный канал у Мойки на западной границе марсового поля.

В это же время были построены первые каменные мосты, например в каменный был переделан Аничков мост. Серия каменных мостов была построена через одетую в гранит Фонтанку. Многие каменные мосты были реконструированы в XIX веке и не дошли до наших дней в первозданном виде. По задумке главного градостроителя Квасова, петербургские улицы должны были тянуться вдоль водных магистралей, или брали своё начало у реки и заканчивались у храма. Через каналы строилось множество мостов, около которых создавались предмостовые площади. Постоянных мостов через Неву не было, так как с применением технологий того периода построить их было невозможно, так что горожане перемещались через акваторию Невы на лодках летом и по льду зимой. Тем не менее были построены деревянные наплавные мосты через Неву, соединявшие Васильевский остров с Петербургской стороной и оттуда на Выборгскую сторону через Невку. Крупнейшим проектом был Воскресенский плашкоутный наплавной мост и второй мост через Неву. Зимой на льду Невы устраивались деревянные горки.
|                                                                                         |  |  |  |  |
| Верхний Лебяжий мост, Каменный мост, Измайловский мост, Мост Ломоносова, Прачечный мост |  |  |  |  |

### Водосток
До Екатерины в городе не было водостока и в условиях малочисленности населения он не требовался, однако вместе с ростом населения назрела проблема с массовым загрязнением рек и каналов отходами. С 1770 года начали вырывать подземные стоки, уносившие в Неву отходы с основных улиц, там же вдоль дорог начали создавать подземные канавы, выводившие отходы в канализационные трубы.
В городе также начали строить систему водостока, чтобы водой не затапливались улицы при дожде. Отверстия для водостока покрывали решёткой из чугуна. Однако некоторые жители начали использовать их, как сточные канавы, чтобы туда сливать помои или содержимое выгребных ям, также часто сточная вода смешивалась с конским навозом и попадала в реки, из которых брали воду горожане.
Водопровод уже существовал в Петербурге в нескольких местах, для питания фонтанов Летнего сада и в нескольких городских дворцах, например в Мраморном дворце. Жители не испытывали проблем с водоснабжением, так как Петербург строился у воды. Жители снабжали себя водой из рек и каналов, находившиеся вдалеке от воды домохозяйства брали воду из колодцев.

### Наземная инфраструктура

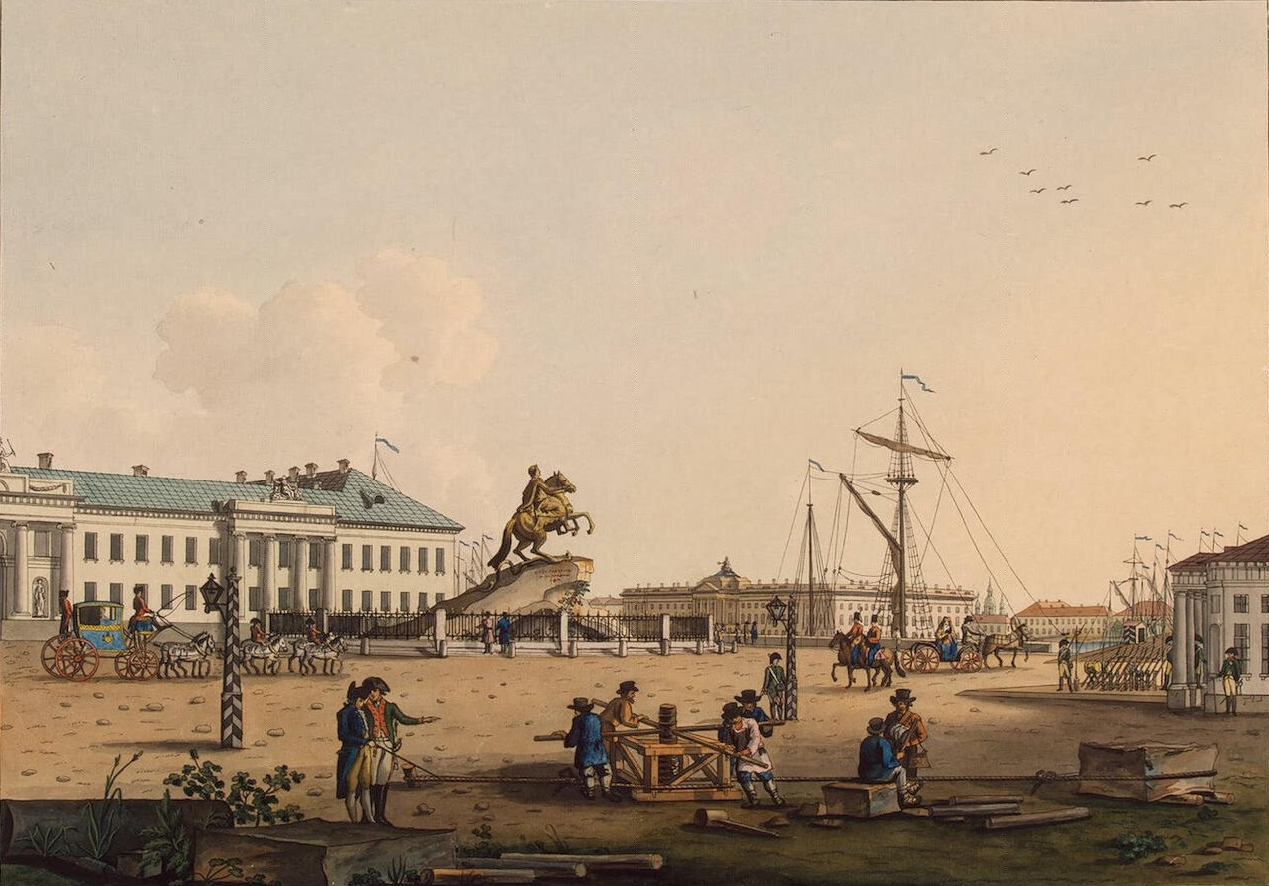
Конная статуя Петра I и её окружение, 1799 год

Каждый год булыжником или брусчаткой мостили две или три улицы или ремонтировали повреждённые участки. Традиционно за мощением следили жители улиц, которых обязывали мостить против дома улицу, но эта повинность соблюдалась плохо. Система повинностей самостоятельно чистить и мостить улицы постепенно сменялась налоговой системой. Из-за тяжёлого климата и обилия осадков мостовые быстро портились и разрушались.
При Екатерине II на казённые средства содержали мусорщиков, фонарщиков, трубочистов и золотарей, занимавшихся очисткой выгребных ям отхожих мест. Пожарный постой, требовавший караулить и самостоятельно тушить пожары оставался в действии. Также сохранялись повинности, требовавшие соблюдать чистоту на улице и в доме. Эти повинности соблюдались плохо. Многие городские улицы были расширены или покрыты булыжником, также на многих улицах было организовано освещение. При Екатерине количество уличных фонарей увеличилось вдвое.
За время царствования Екатерины прежде всего богатые районы оказались облагорожены, их каналы были укреплены гранитом, на улицах установили сток воды и освещение, однако периферийные районы оставались неблагоустроенными, и при Екатерине всё ярче вырисовывался контраст с красивыми городскими улицами и районами бедняков.

### Дорожная система

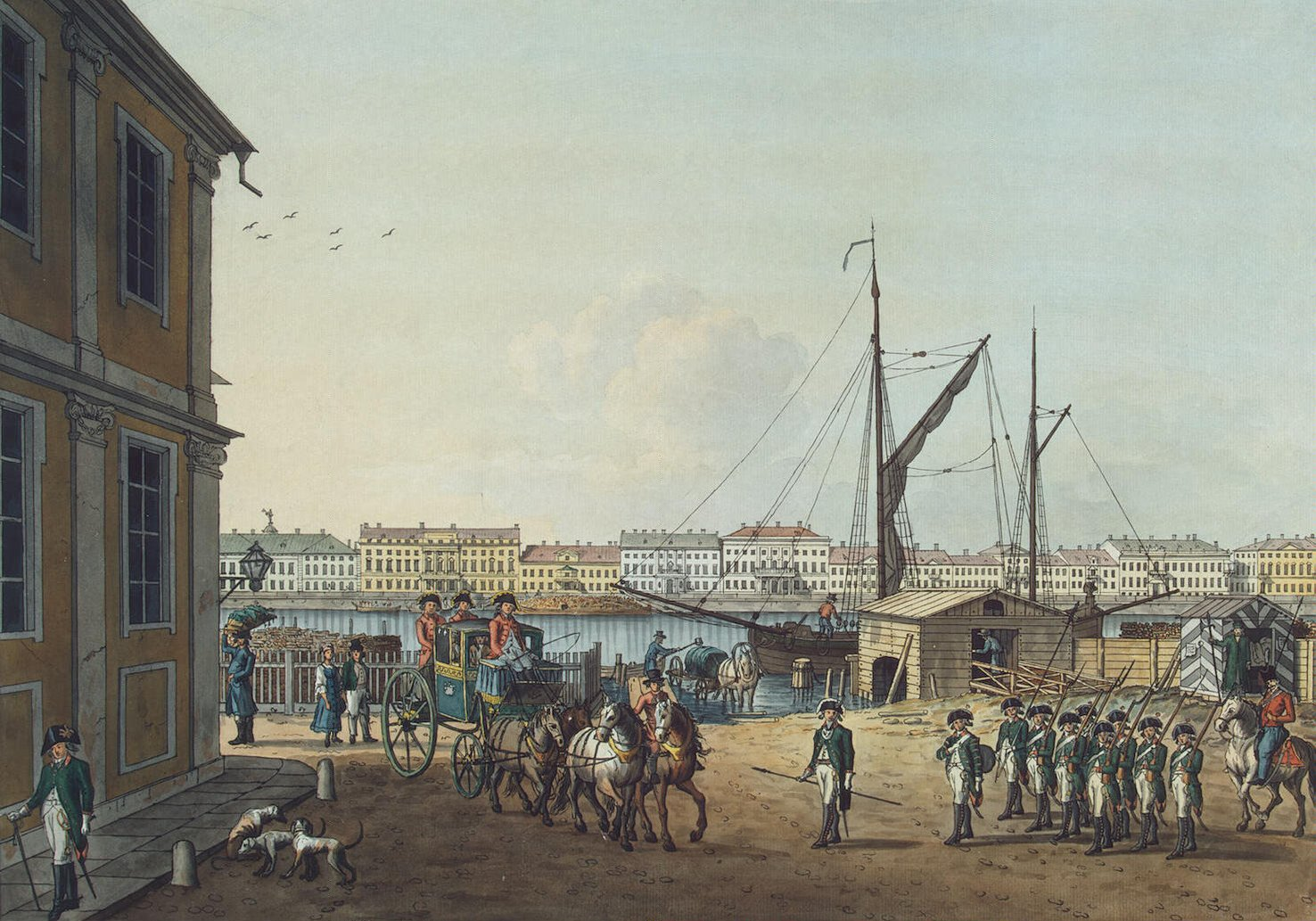
Вид Английской набережной с Васильевского острова, 1799 год

После разрешения частного извоза, когда извозчикам на собственных каретах дозволялось за деньги перевозить горожан, на улице резко увеличилось количество повозок. Если при Анне Иоанновне их количество не превышало ста, при Екатерине их было более 4000. Это приводило к росту количества навоза от лошадей, загрязнению улиц, сточных канав и затем рек. При Екатерине навоз начали собирать на 30 телегах.
Улицы, изначально выступавшие почти только пешеходными, заполонили транспортные средства. Тогда не было деления дороги на транспортную и тротуарную и отсутствовали правила дорожного движения, в итоге горожане часто попадали под колёса или копыта лошадей. Тогда была мода на езду с шестью лошадьми, запряжёнными форейторами, и возникла традиция непременно вывозить своих господ с балов первыми, из-за чего устраивались гонки, а вместе с тем — массовые аварии и смерти случайных прохожих или участников. Эта традиция была запрещена при Павле I, вскоре Павел приказал выгнать из города всех извозчиков, но снова позволил им вернуться.
На площадях около театров массово устанавливали «грелки» — круглые камины, чтобы кучера могли обогреваться, пока их господа посещали выступления.

### Почта и рассылка

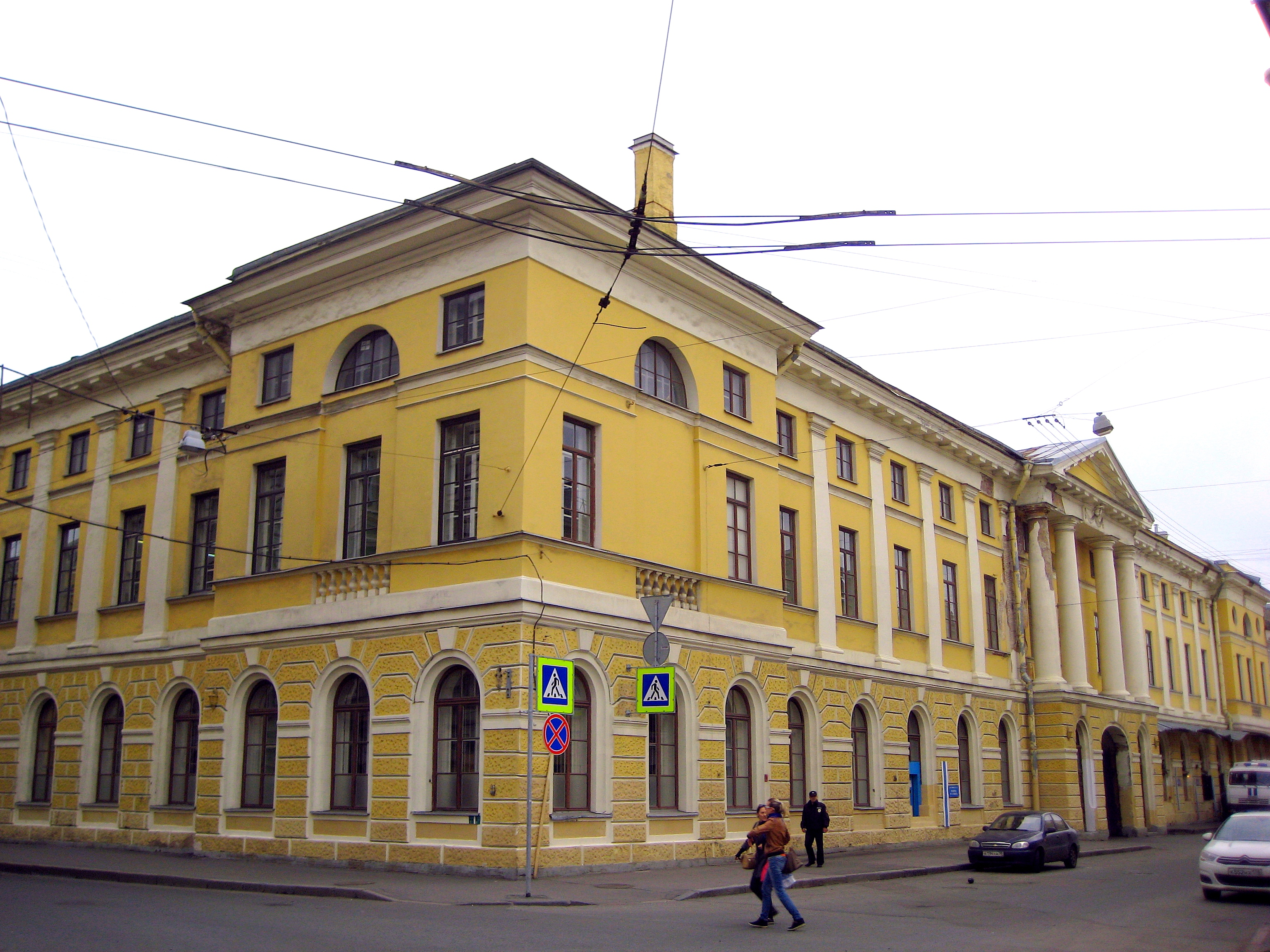
Главпочтамт Петербурга

При Екатерине в Петербурге было налажено массовое водное и сухопутное почтовое сообщение с другими городами, главный почтамт переместился в собственное здание. Хотя почта доставлялась ещё с петровских времён, она была ненадёжной и рискованной, почту доставляли верховые и пешие посыльные и они становились постоянными жертвами разбойников. Заказчики почты были обязаны оплачивать работу почтарей, охранные конвои и платить за расходы, например в случае смерти почтовой лошади. При Екатерине была налажена поставка крупных обозов, так как это уменьшало риск нападения разбойников. Услугами почты могла отныне пользоваться куда большая часть городского населения. Доставкой занимались особые организации, вроде соляной канцелярии, занимавшейся в том числе денежными переводами.
Вместе с налаживанием почтового сообщения, между Петербургом, Псковом и Могилёвом с 1772 года почтари начали разносить газеты, как русскоязычные, так и иностранные. До этого периодическая печать распространялась только через знакомых и родных. Через два года постоянная пересылка подписных изданий была налажена между петербургской Академией наук и Московским университетом.

## Домашнее обустройство
При Екатерине, несмотря на активное уплотнение застройки, многие владельцы участков продолжали отводить часть своей территории под сельскохозяйственные цели и на улицах, даже центральных, постоянно паслись коровы. Горожане именитые, но не из высшего света строили особняки, формировавшие городские улицы. Как правило это были двухэтажные и вплотную построенные друг к другу дома. Многоэтажные здания (два или, реже, три этажа) встречались только на центральных улицах. Несмотря на устойчивый миф о Петербурге как о каменном городе, большая часть жилого фонда была деревянной. В 1798 году из 6072 зданий только 1834 были кирпичными. Деревянные дома размещались на красной линии города. Это были в основном одноэтажные и двухэтажные здания.
Распространённым типом городской постройки были «полутроэтажные» дома, где первый каменный полуэтаж — подклет, или цокольный/полуподвальный этаж использовался, как мастерская или склады, кладовая, кухня, хозяйственные помещения. Торговцы предпочитали строить отдельные каменные помещения для торговли — торговые палаты. Верхний этаж дома, часто деревянный, был жилым. У многих зданий также над основным жилым этажом располагался второй в центре — мезонин, представлявший собой небольшое неотапливаемое помещение, предназначенное для повзрослевших детей. Комнаты на жилых этажах располагались «по ниточке» — гостинная, столовая, будуар, библиотека, которые можно было пройти насквозь.

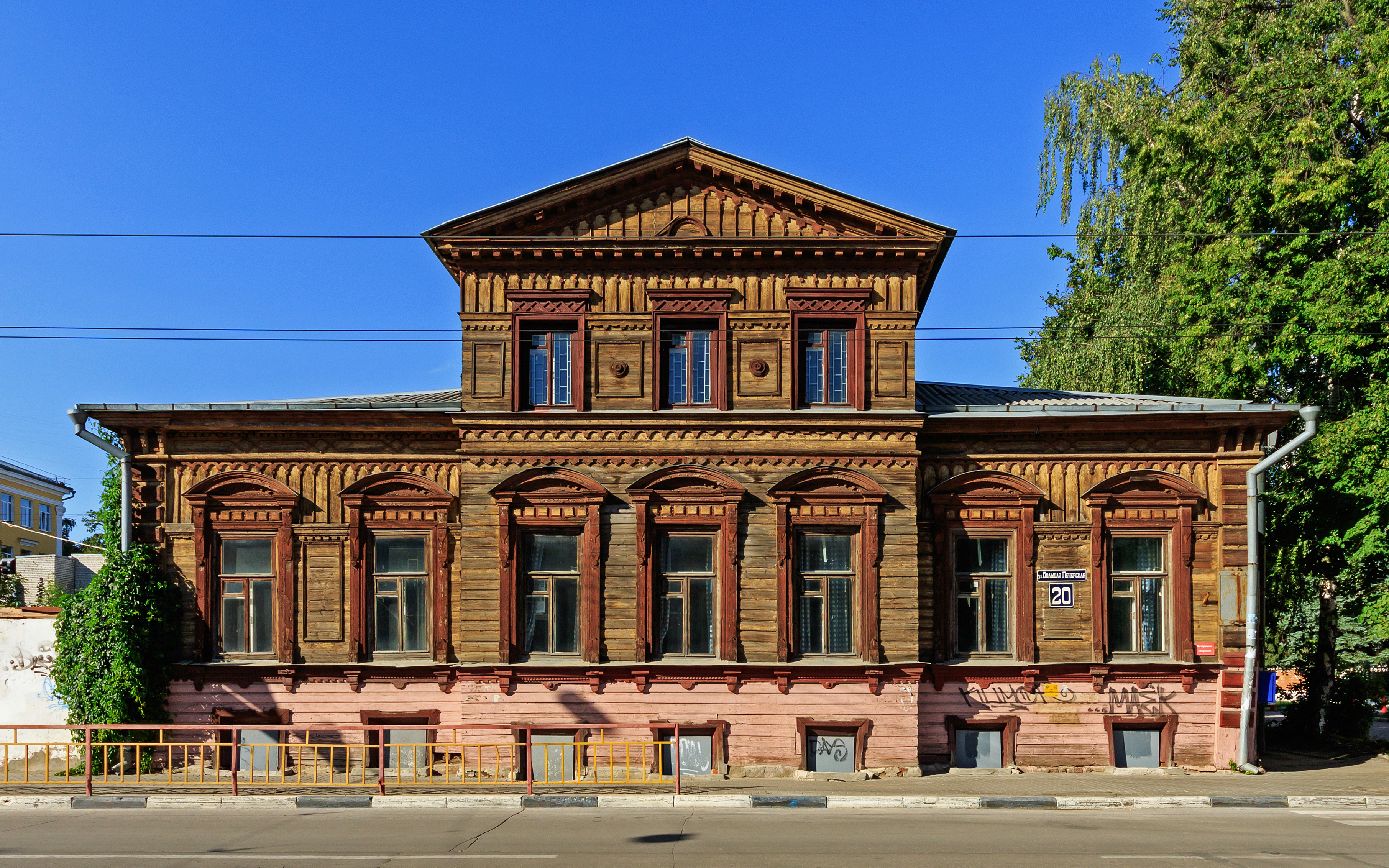
Городская усадьба из Нижнего Новгорода, по которой можно понять, как выглядела типовая городская постройка за пределами центра, у подобных петербургских зданий полуподвальный этаж был каменным.

Во внутреннем дворе дома или особняка располагались служебные постройки — кухня, баня, дровяной сарай, погреба и кладовки. Также во внутреннем дворе часто располагались конюшни, коровники и курятники. Комнаты для справления нужды в городских зданиях назывались испражниками и устраивались в углу дома, а снаружи огораживались толстой стеной, чтобы наружу не проникал дурной запах. В нужниках как правило было несколько отверстий, если в доме было много жильцов. Попадавшие в выгребную яму испражнения очищались каждый месяц после полуночи, затем они увозились на судах и сбрасывались в море. Отхожие места располагались и во дворах в отдельных будках, ими пользовались слуги, дворники, уличные торговцы. Знатные дамы из-за строения своего костюма не могли пользоваться туалетами и поэтому использовали для справления нужд «бурдалю» — небольшие сосуды, которые помещались между ног под платьем.
Строительство кирпичных домов упростилось после строительства кирпичных казённых заводов. Такие здания в основном находились в самом центре города. К концу века в Петербурге производилось пять миллионов кирпичей, что, однако, примерно в 40 раз меньше количества производимых кирпичей через 100 лет. Строительство полностью каменного дома считалось слишком затратным, даже зажиточные люди предпочитали жить в деревянных домах из-за привычки. Многие деревянные дома штукатурились, придавая им почти неотличимый от кирпичных облик.
Окраины города были застроены деревянными избами и лачугами, в которых жила городская беднота. В них часто селились приезжие ради заработков крестьяне, образуя плотные коммуны — артели. В таких помещениях почти отсутствовали бытовые условия для жизни, и эти люди часто страдали от болезней.
У Петербурга при Екатерине селились немецкие колонии, чьи домашние хозяйства на фоне остальных выделялись своей чистотой и ухоженностью домов, помещений для скота и огородов. Немцы устраивали парники и теплицы, где могли целый год выращивать овощи или фрукты.
Люди питались в основном продуктами из зерна, в основном хлебом, а также супами, о картофеле почти не знали. Так как в городе жило множество мужчин без базовых условий домашнего быта, они не могли приготовить себе пищу, и в городе начала развиваться сеть общественного питания — «харчевни» или «обжорки». Это касалось прежде всего бедных жителей центрального района, где городская беднота ютилась на чердаках или подвалах домов. Бедняки, жившие на городской периферии и имевшие свои участки с огородами, обеспечивали себя пропитанием традиционным способами. Свечи могли позволить себе обеспеченные горожане, бедные использовали лучины. Восковые свечи были дорогими, более доступными были сальные и дурно пахнувшие свечи.

### Обыватели и жильцы

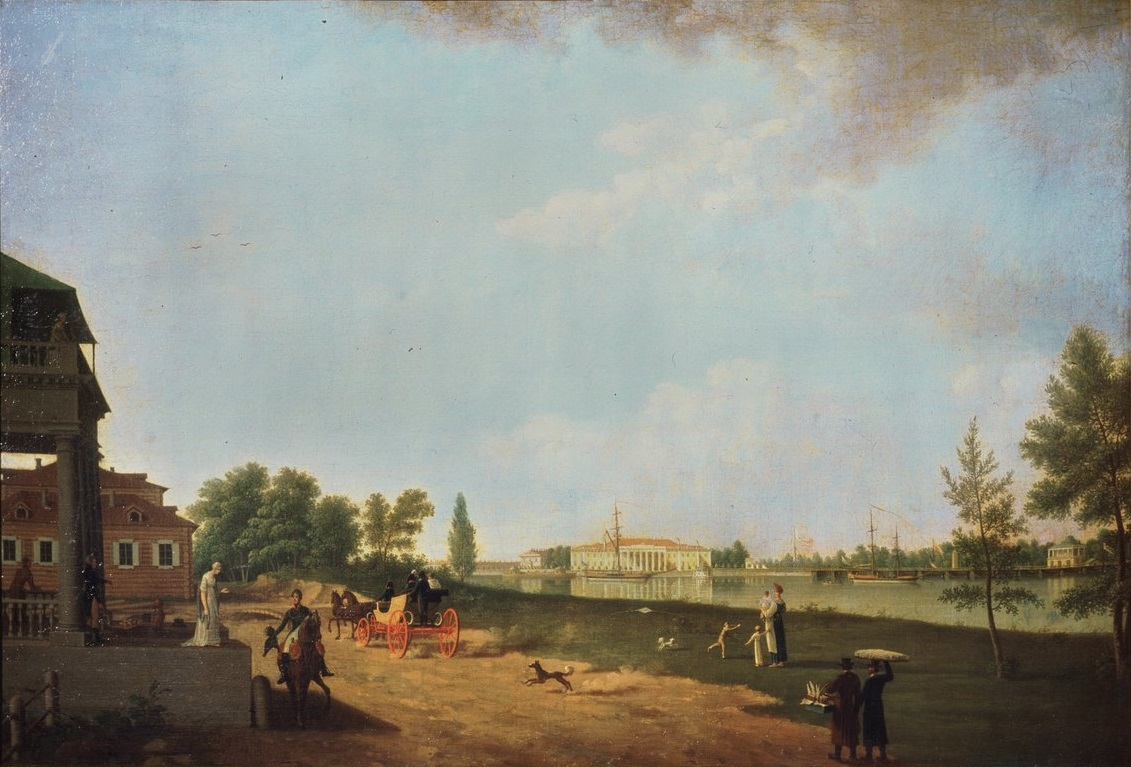
Вид на Каменноостровский дворец со стороны Петербургской стороны, конец XVIII века

До начала правления Екатерины значительная часть городских домохозяйств, богатых или бедных имело собственный участок с двором, и вместе с этим — огородом с домашним скотом, например коровами. При Екатерине на фоне ускоренного роста населения стало появляться всё больше петербуржцев, не имевших собственных огородов и участков. Недвижимостью владели 7 тысяч человек, что составляло лишь около 4 % от всех жителей. Владельцы недвижимости назывались обывателями. Пятая часть обывателей были военные и должностные лица высшего уровня. Другая четверть домов принадлежала купцам. Более четверти всей недвижимости принадлежало женщинам.
Богатые горожане скромного происхождения — обыватели — строили себе в городе дома на купленной земле и содержали их. Вместе с ростом населения и подорожанием земли в городе начало появляться всё больше горожан без частного домохозяйства. Многие обыватели оборудовали свои помещения для сдачи квартиры «жильцам», имея с этого солидные доходы. Квартиры особенно часто снимали чиновники, предпочитавшие жить около своих учреждений, но не имевшие средств купить собственный участок в центре. Средние сословия особенно часто начали снимать квартиры, и для них была свойственна высокая мобильность, было нормально менять жильё по два раза в год и передавать его «друг другу». Так как рост населения превышал темп постройки новых зданий, городская беднота селилась в снимаемых квартирах в подвалах, в тесных условиях и в конце века средняя плотность в таких квартирах составляла 7 человек на комнату. Часто население подвала равнялось с населением всего дома. В Петербурге начали строить доходные дома, специально предназначенные для сдачи квартир. При Екатерине квартиросъёмщики стали самой многочисленной категорией населения. Несмотря на обилие сдаваемых квартир, доходные дома были ещё редким явлением и внешне мало отличались от особняков, казарм или официальных зданий.

## Архитектура
При Екатерине в Петербурге начал складываться современный облик исторического центра. В условиях уплотнения застройки в центре, стали появляться трёх- и четырёхэтажные дома, хотя большая часть постройки оставалась двух-, полутра- или одноэтажной. В городе шла мода на классицизм, заменивший яркое и пышное елизаветинское барокко. Императрица не любила барочную роскошь и была поклонницей европейской архитектуры эпохи просвещения, в том числе проектов Андреа Палладио. Памятники екатерининской эпохи сохранились в гораздо большем количестве, нежели памятники её предшественниц. С правлением Екатерины начался долгий период преобладавшего архитектурного направления классицизма, вдохновлённого архитектурой античности.  

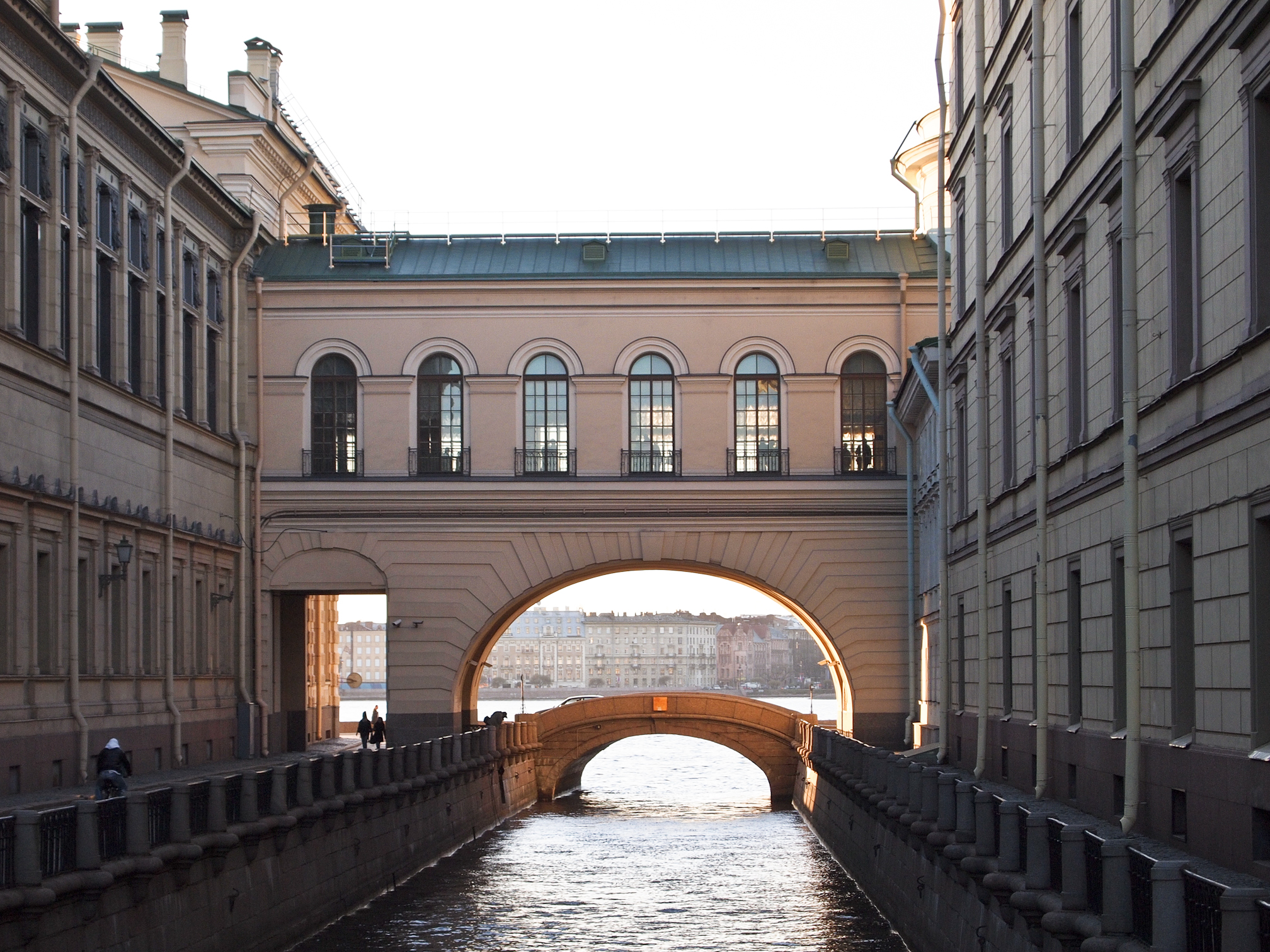
При Екатерине был создан архитектурный ансамбль Зимней канавки в его современном виде

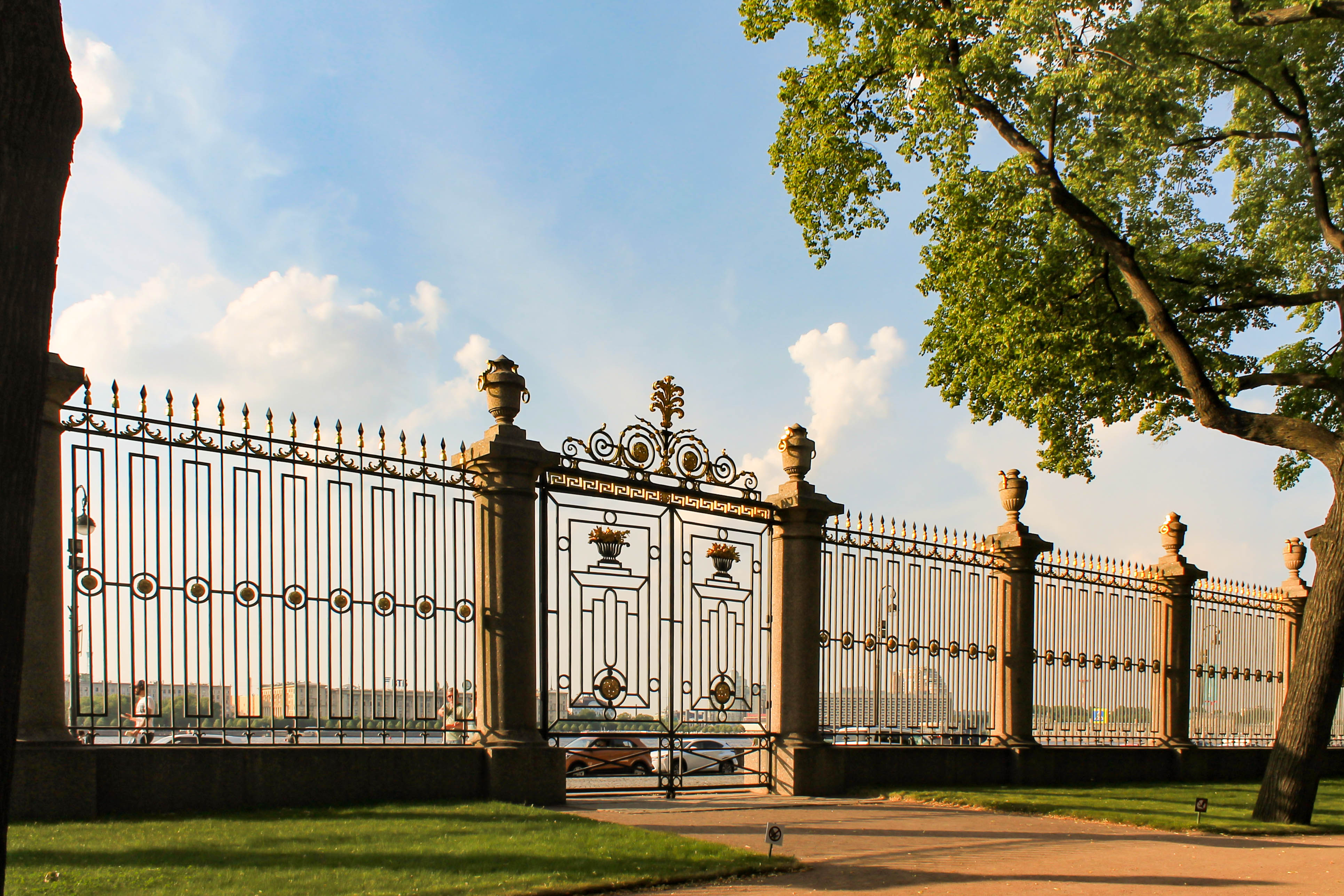
Ограда Летнего сада

Был значительно расширен дворцовый комплекс Зимнего дворца, построены Оранжерейный дом и Большой Эрмитаж, чтобы императрица могла там уединиться. На месте первого Зимнего Дворца построили Эрмитажный театр вместе с аркой над Зимней канавкой, объединяющей здание театра с дворцом. Внутренней отделкой занимался Бецкий, пристройку от Миллионной улицы до Невы спроектировал Деламот, позже, по Миллионной улице и набережной была построена ещё одна пристройка по проекту Фельтена.
При Екатерине в Санкт-Петербурге и в России впервые был установлен памятник. В 1782 году отмечали открытие Медного всадника Петру I. Всадника полюбили горожане, около него устраивали гуляния и показывали приезжавшим гостям.
При Екатерине город начало строить множество известных архитекторов, например Джакомо Кваренги, спроектировавший Эрмитажный театр, здания Иностранной коллегии, Английскую набережную, Ассигнационный банк и другие здания другой известный архитектор Иван Егорович Старов, спроектировавший Троицкий собор, Таврический дворец, он построил также множество усадеб за городом. В Петербурге на месте почтового двора Петра I про проекту Ринальди был построен Мраморный дворец — первое здание в Петербурге, чей фасад был украшен разными породами гранита и мрамора. Таврический дворец по проекту Старова стал образцовым для дворянских усадеб. Другой образцовый дворец — Дом Державина, про проекту Львова или Юсуповский дворец.

### Ранний классицизм
Воцарение Екатерины закончило эпоху елизаветинского барокко, Екатерина презирала его, однако переход с барокко к классицизму был постепенным. В 1760-1770-х годах развивался смешанный стиль. В отделке фасадов ещё применялись элементы, типичные для барокко и рококо, но подражая античной архитектуре, здания начали украшать колоннадами, аркадами, портиками и фронтонами, скульптурами и мотивами в античном стиле. Элементы барокко сохранялись под влиянием старых французских зодчих, привыкших работать в стиле барокко. Данное направление принято называть ранним классицизмом, в данном направлении работал Жан Батист Валлен-Деламот, построивший Гостиный двор, католический собор святой Екатерины, Малый Эрмитаж, комплекс Малой Голландии. здание Академии Художеств. В эпоху раннего классицизма также были построены например Воспитательный дом, Академия художеств, Мраморный дворец. 
| |  |  |  |  |
| Мраморный дворец, Малый эрмитаж, Базилика Святой Екатерины Александрийской, Здание Императорской Академии художеств, Дворец Разумовского на Мойке |  |  |  |  |

### Строгий или зрелый классицизм
Строгий классицизм получил своё развитие в конце 1770-х годов, это было частью целенаправленной политики Екатерины, для этой цели она начала приглашать в город итальянских архитекторов, тогда наиболее сведущих в античном искусстве. Так, в город попали Джакомо Кваренги и Джакомо Тромбара. Палладианство также популяризировал британский зодчий Чарлз Камерон и автор ряда архитектурных ансамблей в Царском Селе и Павловске, важную роль также сыграли французские зодчие, которые в тот период приобщались к палладианскому стилю под влиянием трудов Шарля-Луи Клериссо, автора французской школы палладианства. 

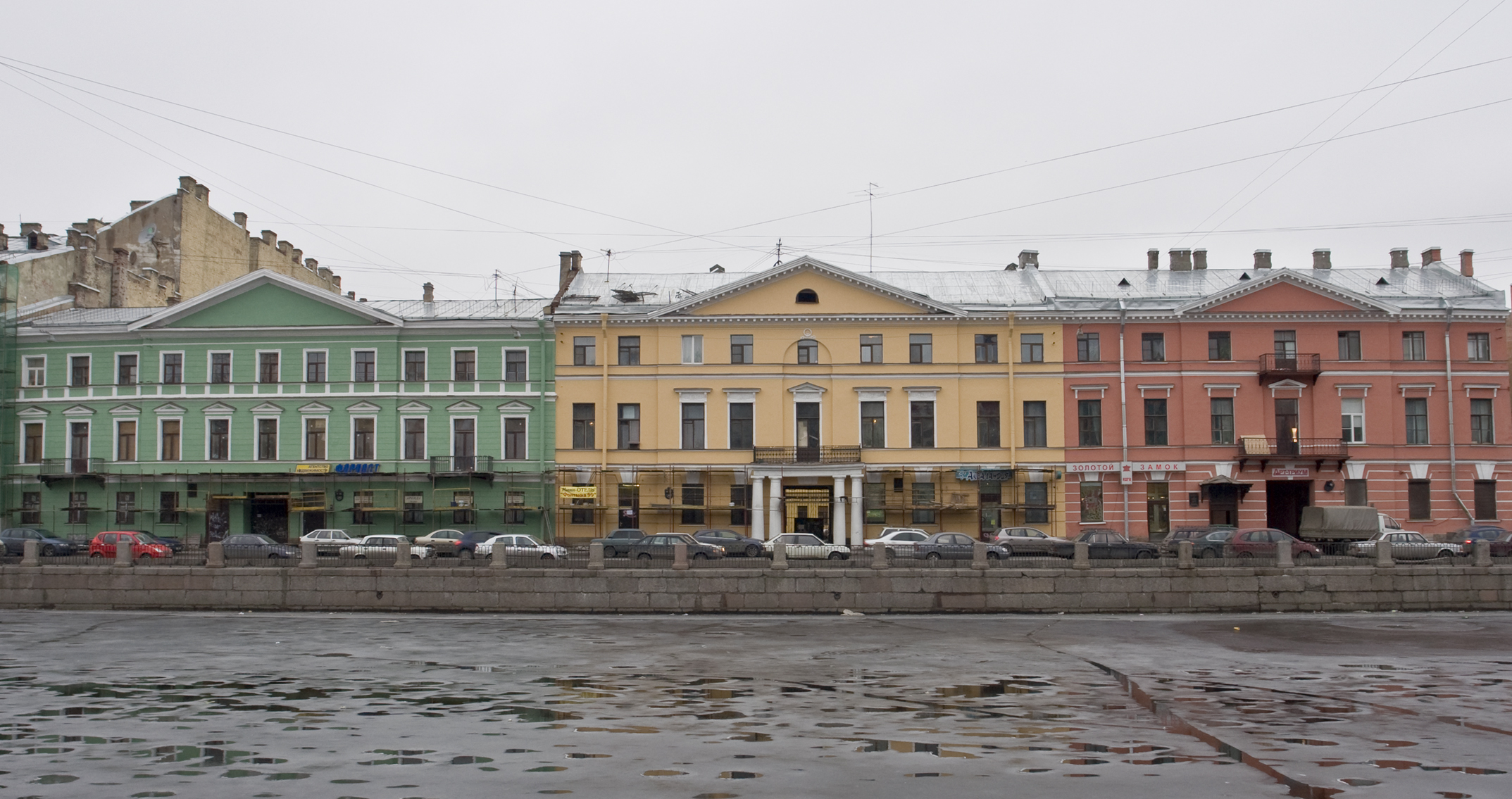
«Три сестры» — Дома Полторацких, примеры центральной городской застройки конца XVIII века

Сложившееся архитектурное направление в итоге прозвали строгим классицизмом. Фасады зданий напоминали мотивы из античных сооружений, например Таврический дворец. Здания строгого классицизма характеризовались строгостью и изящностью, фасады украшались скромно в сравнении с барокко, в них отсутствовала резьба, позолота. Для строений была типична выверенность пропорций. Если на здании и присутствовал декор, то сообщал о функции этого здания. Для зданий строгого классицизма было свойственно выделять фасад по вертикали на три части — центральную, фронтон и две боковые. Фасад украшало «тело» с колоннами, которые держали антаблемент. Так как в тот период представления о культуре античности были поверхностными, при строительстве использовались мотивы из других древних культур, например Египта, иногда архитекторы вдохновлялись европейской средневековой архитектурой, например при строительстве Чесменской церкви по проекту Юрия Фельтена.
Для интерьеров эпохи классицизма была типична согласованность цветов и деталей — потолка, пола, стен, каминов и предметов украшения. Интерьеры образовывали единый ансамбль, в создании интерьеров использовались античные мотивы, в частности барельефы на античные темы, орнаменты, подражавшие античному искусству, в том числе и на предметах. Помещения украшали огромные люстры и фарфоровые статуэтки, изображавшие античных богинь. Особняки эпохи классицизма украшали ордерами — стойками колонн и поддерживаемыми или балками, подражая храмам древней Греции. Следовавшие моде и подражавшие императрице дворяне соревновались между собой в величине библиотек, коллекций скульптур и живописи. Позже книги из этих библиотек попадут в фонды Академии Наук и Публичной библиотеки, многие предметы коллекции попали в Эрмитаж и другие музеи. В некоторых дворцах хозяева устраивали собственные театры.
Так как классицизм останется преобладающем архитектурным направлением ещё до середины XIX века, классицизм эпохи Екатерины в итоге будет принято также называть ранним.
| |  |  |  |  |
| Дом Иностранной коллегии, Музей-усадьба Державина, Таврический дворец, Базилика Святой Екатерины Александрийской, Петербургская академия наук, Здание ассигнационного банка |  |  |  |  |

### Церковная архитектура
В Екатерининский период своё развитие начало классическое направление церковной архитектуры, постепенно пришедшей на замену церковному елизаветинскому барокко. При императрице было продолжено развитие церковного зодчества времён Петра I. Екатерина при возведении новых храмов, требовала обращаться к античной традиции, это упрощалось тем, что античность изначально влияла на русское церковное зодчество, принесённое из Византии — наследницы античной Греции. Построенные в конце XVIII века храмы, как в Европе — стремились подражать церковной архитектуре древнего Рима, но перенимали черты архитектуры Византии, в частности при построении церквей могло применяться трехчастное построение храма.
Многие церкви Екатерининской эпохи сочетали в себе модные архитектурные веяния с русским церковным зодчеством. При Екатерине было построено немного каменных церквей, но они выступали городскими доминантами в городском ансамбле. Самый яркий памятник эпохи — Троицкий собор Александро-Невской лавры, ставший воплощением философских идей европейского классицизма.
| |  |  |  |  |
| Владимирский собор, Князь-Владимирский собор, Церковь Рождества Христова на Песках, Базилика Святой Екатерины Александрийской, Троицкий собор Александро-Невской лавры, Храм Пророка Илии на Пороховых |  |  |  |  |

## Культура
На развитие дворянской культуры в Санкт-Петербурге влияло увлечение Екатерины II идеями просвещения, приглашавшей в город известных философов, таких как Дени Дидро. Екатерина мечтала создать лучший в мире двор. Сама екатерининская эпоха считается самой важной и завершающей в эпохе российского просвещения.

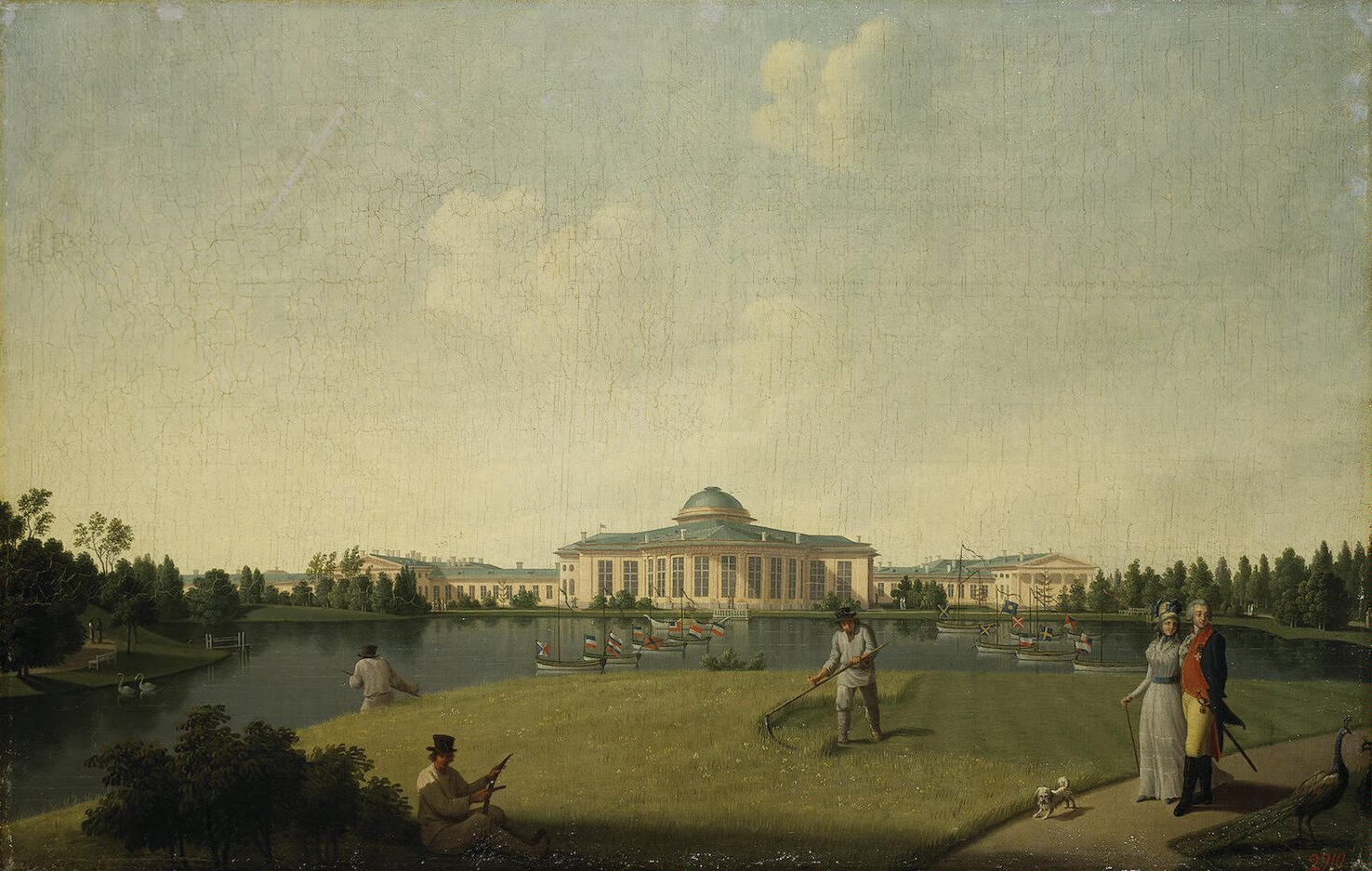
Вид Таврического дворца со стороны сада, ранее 1797 года

Екатерина II верила в безоговорочную привилегированность дворянства над остальными, и эпоху правления Екатерины называют золотым веком дворянства. Императрица требовала от дворян «благородной сдержанности» в обликах дворцов, одежде, интерьерах. На моду того времени оказывало влияние античное искусство Греции и Рима, открытое вследствие массовых раскопок, проведённых в Европе в XVIII веке. Тем не менее при Екатерине многие дворяне по-прежнему были склонны к демонстрации роскоши, например цена камзола графа Потёмкина оценивалась в миллион рублей. Тогда за один рубль продавалось 16 килограммов ржи. Сама Екатерина стремилась регламентировать жизнь дворян и вельмож, издавая приказы, запрещавшие носить пышные причёски, платья, которые не соответствовали её представлениям о скромной красоте. Екатерина также регламентировала одежду дворянской прислуги или допустимое количество лошадей, запрягаемых в кареты. 
К концу XVIII века мода на массивные женские наряды под влиянием французской моды сменилась на более свободные и скромные платья с высоко поднятой талией, якобы повторявшие фасон древнегреческих платьев. Волосы завивались в локоны. Изменились и представления о женской красоте. Среди знатных женщин отныне ценилась бледная кожа, хрупкое, изящное телосложение. Мужчины вместо кюлотов и роскошных камзолов начали носить сюртуки и длинные панталоны. Дворяне в остальной России подражали моде петербургских дворян. Молодежь начинала носить фраки и круглые шляпы, отращивать бакенбарды вошедшие в моду во Франции после французской революции. Вошедший на престол Павел I начал борьбу с новомодными течениями, запретив вышеописанные элементы гардероба.

### Образование и наука
При Екатерине в Петербурге шло активное развитие системы образования. Было открыто множество государственных училищ для разных сословий, в том числе для ремесленников и народные училища с четырёхклассным образованием для простолюдин.  

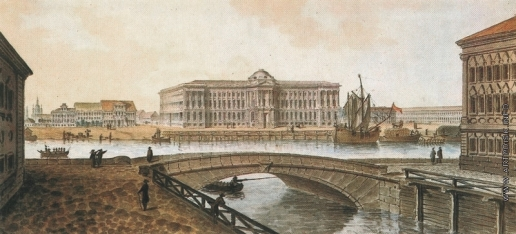
Вид на Академию художеств, Траверс, 1790 год

Екатерина ввела обязательное всеобщее образование для детей дворян. На момент её восхождения некоторые дети дворян оставались ещё безграмотными.  Екатерина желала сформировать дворян не просто, как привилегированный класс, а как служителей отечества. Петербург стал центром дворянского образования. Морской кадетский корпус был одним из известных учебных заведений. Образование также давали в Сухопутном кадетском корпусе, где зародился русский театр. Однако эти заведения существовали до Екатерины, при императрице были открыты Артиллерийское и Инженерное военные училища. Все эти заведения предназначались для мальчиков. При Екатерине впервые в Петербурге и России открылось учебное заведение для девочек — Институт благородных девиц. В начале ученицы жили во флигеле недостроенного Смольного монастыря, отчего институт начали называть смольным. Девушки там обучались иностранным языкам, стихам, литературе, музыке и основам наук.  
Шло активное развитие системы образования для недворянских сословий, открывалось множество училищ, которые посещали в основном дети мещан, купцов и солдат. Дети иностранцев если обучались, то в закрытых школах при своих приходских церквях. Академия художеств, Балетная школа, Театральное училище открывало свои двери детям купцов, архитекторов, художников, ремесленников. Богатые семья из недворянских сословий пытались отдать своих детей в гимназию Петришуле.

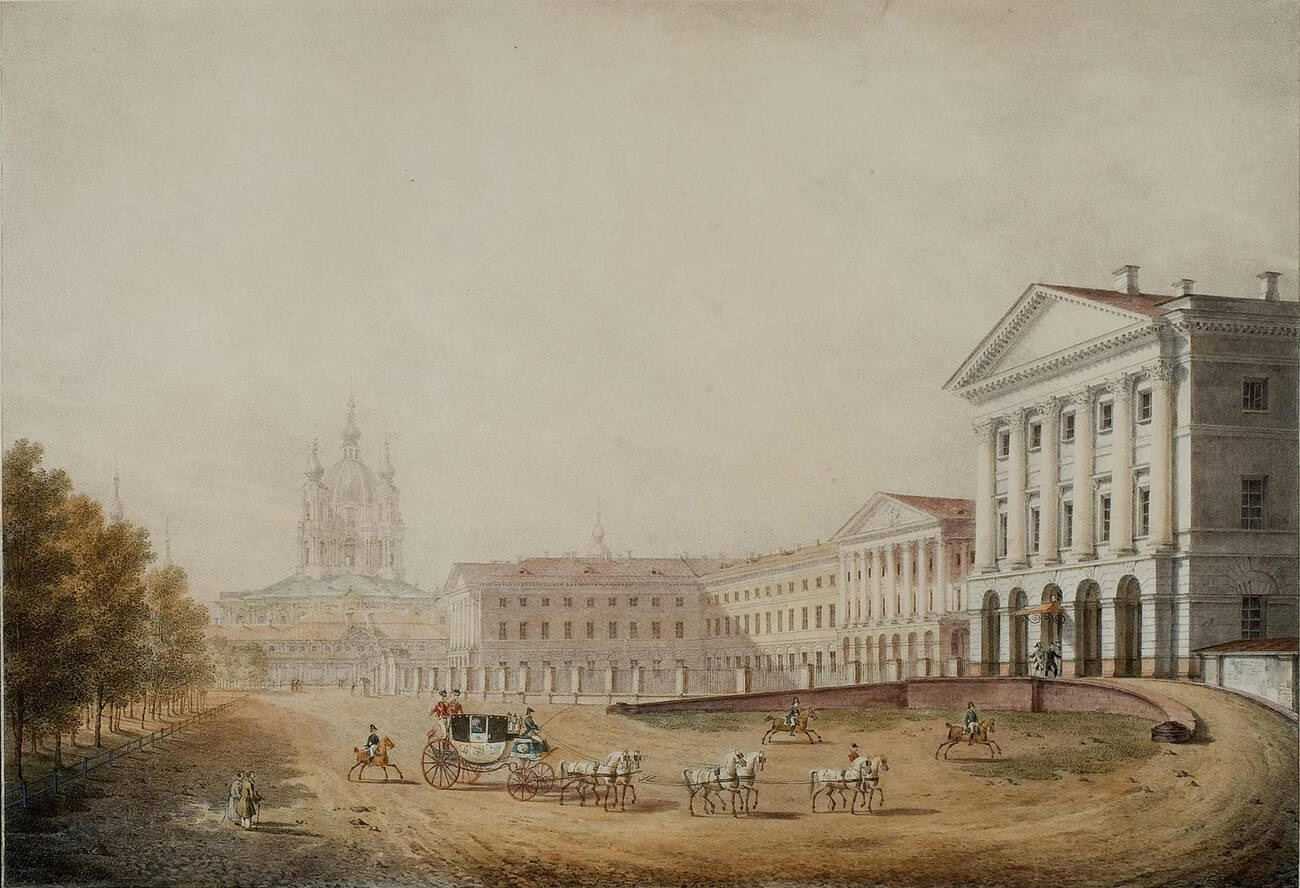
Смольный институт благородных девиц

В Петербурге также начали открываться первые школы для бедных простолюдин — «народные училища», где обучали грамоте. Инициатором этой реформы был Иван Бецкий. Сами народные училища не пользовались популярностью, так как простолюдины не видели нужды в грамоте. Лишь около четверти детей посещали училища, дети простолюдин почти не посещали их. Если детей простолюдин и отдавали в училища, то только чтобы научиться читать.
В Петербурге также открылся Воспитательный дом во дворце бывшего Елизаветинского вельможи, предназначенный для детей сирот, где обучали грамоте и профессиям. Часто к заведению ночью прибегали крепостные крестьянки, оставлявшие у входа своих младенцев. Выращенные в этом заведении становились свободными.
На Васильевском острове сформировался академгородок вокруг Академии Наук, рядом с Кунсткамерой располагалась библиотека Академии Наук. Восточная часть Васильевского острова у Невы представляла собой академгородок, где можно было встретить множество учащихся. Если в начале иностранцы составляли основную часть учащихся, то со временем туда попадало всё больше выпускников Академической гимназии. В стенах Академии росло новое поколение российских учёных, закладывалась основа для российских наук по географии, минералогии, зоологии, географии. Сотрудники и ученики академии с 1768 года начали устраивать экспедиции по дальним землям Российской империи, в этих исследованиях принимали участие Паллас, Лепёхин, Гмелин, Озерцовский. Российская академия стала вторым петербургским научным центром, занимавшимся изучением русского языка и формированием литературного языка. Там работали Державин и Фонвизин, создавшие первый толковый словарь русского языка. Обеими академиями управляла Дашкова, также инициировавшая создание Академии наук, до этого на протяжении 10 лет в Европе изучая систему образования.

### Искусство
Вкусы и понимание красоты среди дворян отразилось и на развитии культуры, искусства и внешнего облика Петербурга. До екатерининской эпохи среди дворян ценились произведения европейского искусства. При императрице развивалось российское придворное искусство. Произведения создавали выпускники Академии Художеств, где мальчиков обучали архитектуре, скульптуре и живописи. Их выпускники в следующий век становились всемирно известными деятелями искусств. При Екатерине II в живописи была мода на древнегреческие или библейские мотивы, аллегорически объяснявшие зрителю мораль и правила поведения, сами персонажи изображались идеальными и красивыми. Знаменитые живописцы эпохи — Левицкий, Лосенко, Боровиковский.

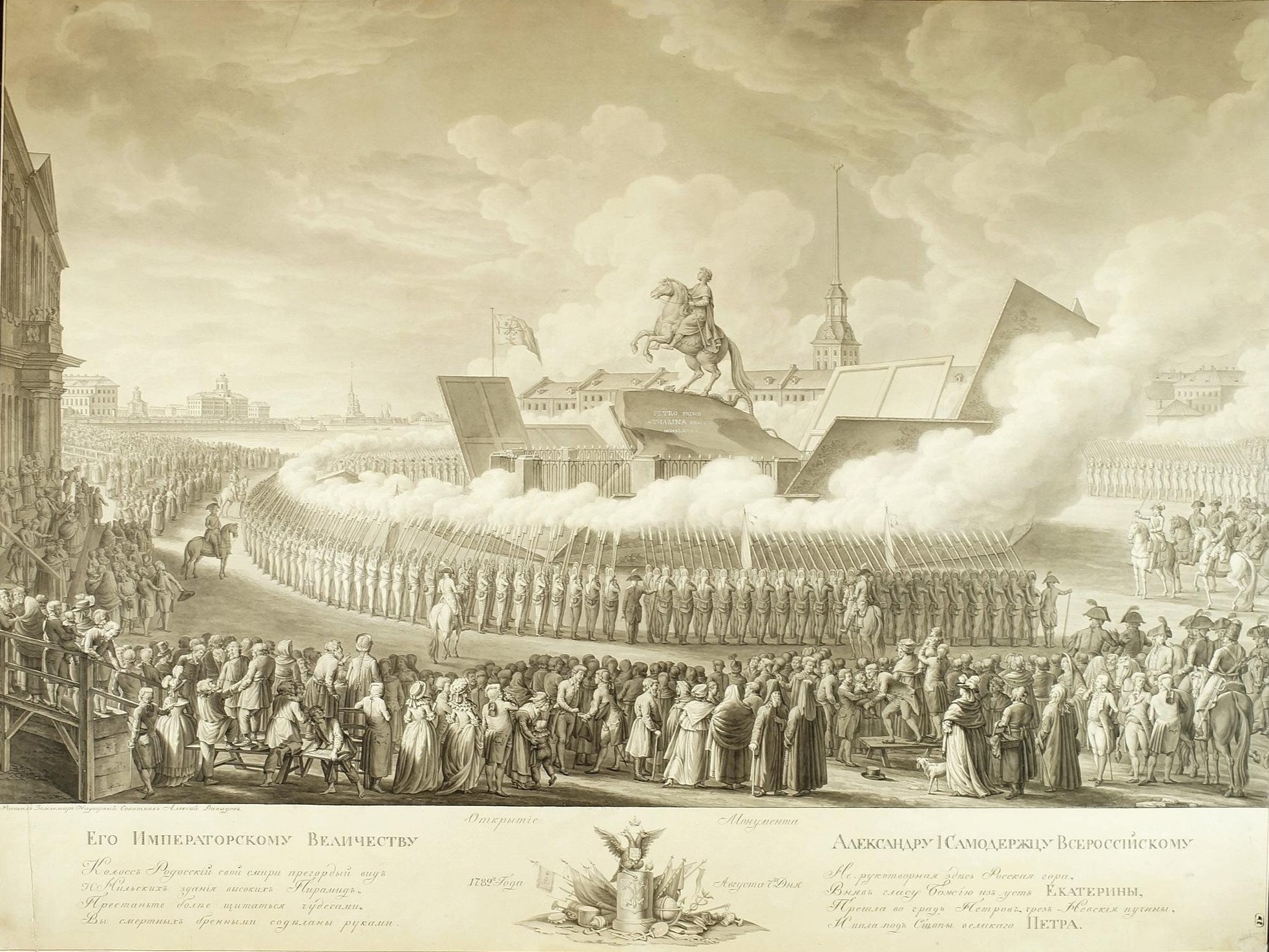
Открытие монумента Петру I на Сенатской площади в 1782 году

При Екатерине начала развиваться российская скульптура вместе в формированием нового поколения российских скульпторов — выпускников Академии Художеств. До этого петербургские здания и парки украшались статуями иностранных мастеров. Для статуй екатерининской эпохи была свойственна идеализация образов реальных людей и античные мотивы, статуи создавали из мрамора или бронзы. Самые знаменитые скульпторы эпохи — Козловский, создаваний Памятник Суворову на Суворовской площади и Шубин, оформивший барельефами многие соборы и дворцы. Самая знаменитая статуя эпохи — Медный всадник, созданный французским мастером Фальконе.
Вместе с развитием образования и ростом количества грамотных горожан, повысился спрос и на литературу. В городе начали выпускаться многочисленные литературные журналы, многие из которых были сатирическими. Возник спрос на книжную продукцию, книги выпускали в казённых типографиях. Значительная часть литературы того времени состояла из переведённых на русский язык произведений — французские любовные романы, приключения Робинзона Крузо, Гулливера. Популярностью пользовались книги российских авторов Фонвизина и Державина
Знаменитый поэт эпохи — Державин, был придворным поэтом Екатерины и также служил президентом Коммерц-Коллегии, борясь с коррупцией и наводя порядок в таможне. Он прославился лирическими стихами, эпиграммами и одами. Державин способствовал формированию русского литературного языка и стиха XIX века, в том числе и языка Пушкина. Сам Державин обращался к знаниям его предшественников — Тредиаковского, Ломоносова и Сумарокова. Другим известным поэтом был Фонвизин, писавший скандальные комедии, выделявшиеся своей бытовой реалистичностью и высмеивал нравы провинциальных дворян.
|                                                                                 |  |  |
| Известные литераторы эпохи: Александр Радищев, Денис Фонвизин, Гавриил Державин |  |  |

### Театр
К моменту начала правления Екатерины, театральные представления выступали частью традиции развлечения для дворян. Придворная труппа была разделена на оперную, балетную и французскую.

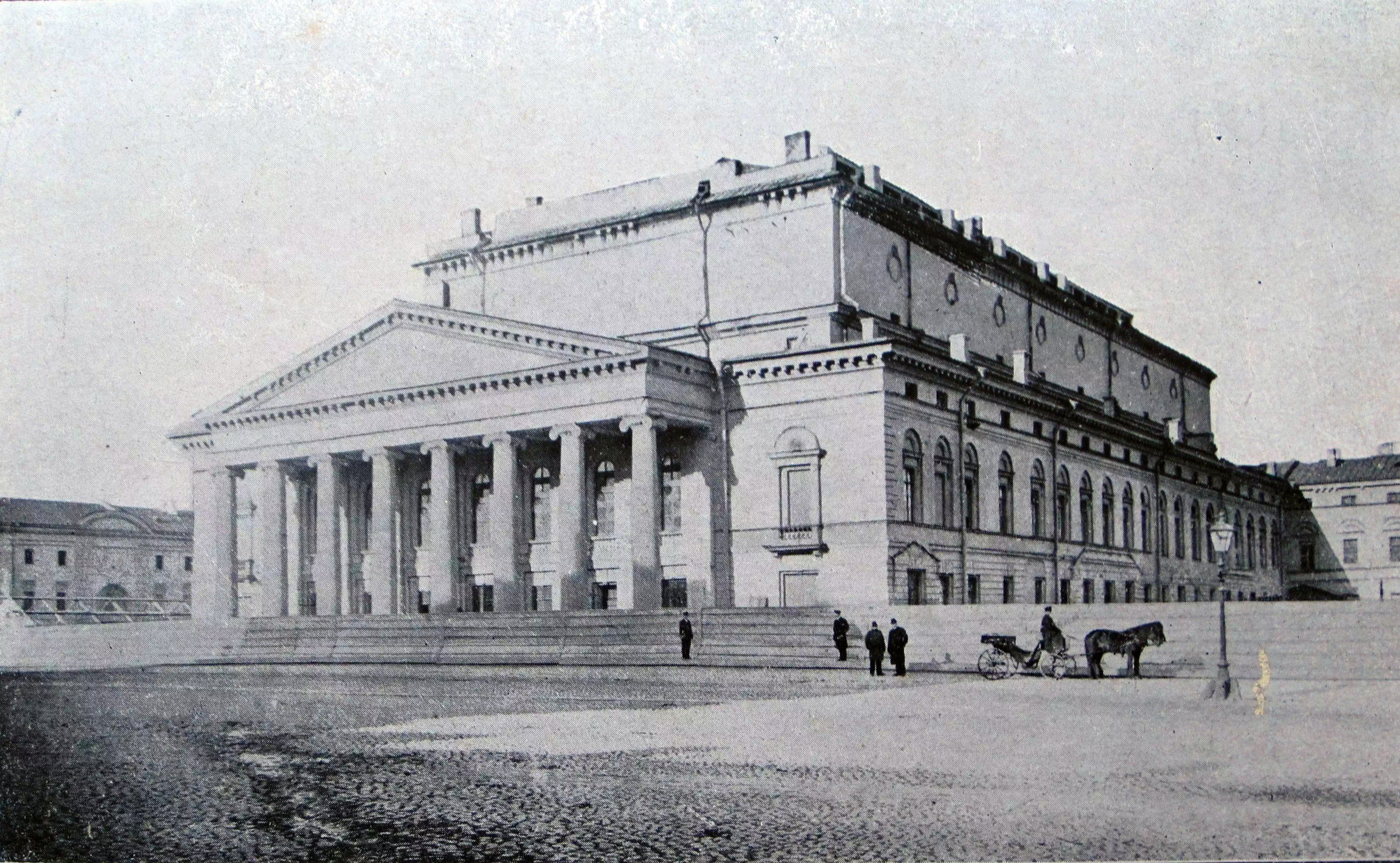
Вид Каменного театра в Санкт-Петербурге перед сносом в 1886 году

При Екатерине заметно увеличилось количество постановок на русском языке, исполняли пьесы Сумарокова, Фонвизина. Славу приобретали русские актёры Пётр Плавильщиков или Михаил Щепкин. При Екатерине спектакли стали гораздо популярнее и набирали уже свыше тысячи зрителей. В некоторых дворцах вельможи — Потёмкин, Нарышкин и Юсупов, устраивали собственные театры, заводя собственные труппы актёров и оркестры из крепостных крестьян и способствуя развитию театрального искусства, позволяя представителям из простонародья раскрывать свой талант. Эти актёры и музыканты развлекали посетителей балов.
За государственные деньги в Санкт-Петербурге был построен Эрмитажный придворный театр, вторым императорским театром стал Каменный театр (на его месте построили Консерваторию) и тогда самый крупный в России. В залах этого театра выступали иностранные актёры или выпускники Театрального училища. Спектакли имели право посещать только дворяне. С екатерининской эпохи балет начал приобретать знакомые черты и ставился вместе с единым сюжетом.
В Петербурге гастролировали известные европейские музыканты — Моцарт, Гайдн, Гендель и другие. Петербургские музыканты постоянно играли на придворных вечерах и в кругу дворянской семьи на гитаре, мандолине или фортепиано.
Театр и искусство популяризовались среди недворянской широкой публики, главным образом городских сословий. В Петербурге начали открываться частные театры, танцевальные клубы, места для отдыха и развлечений, которые могли посещать зажиточные недворянские городские сословия. В городе появлялись закрытые клубы, где устраивались представления, музыка или танцы и чьи члены должны были платить взносы. Артисты и музыканты, дававшие концерты в стремлении заработка могли арендовать залы, чтобы давать там концерты публике, оплатившей вход. Публичные концерты с билетным входом устраивали в своих дворцах вельможи с собственными труппами. Концерты также начинали давать в трактирах, например Демутовом трактире. Для широкой публики начали появляться цирковые представления с акробатами и фокусниками. Дворяне могли посещать публичные выступления бесплатно.

### Развлечения
Екатерина постоянно устраивала торжественные приёмы в Зимнем Дворце. Почти каждый день там устраивались балы, собрания и спектакли. На Эрмитажные собрания приглашались только приближённые императрицы, где нарушались правила приличия, происходил флирт или участники играли в карты, гадание, народные забавы, вроде жмурок. С 1764 году императрица начала коллекционировать картины лучших европейских мастеров, статуи и предметы античных мастеров, размещённых в Оранжерейном доме, следуя моде европейских монархов собирать картины. Многие из этих картин были приобретены у разорившегося семилетней войной прусского короля Фридриха II.  

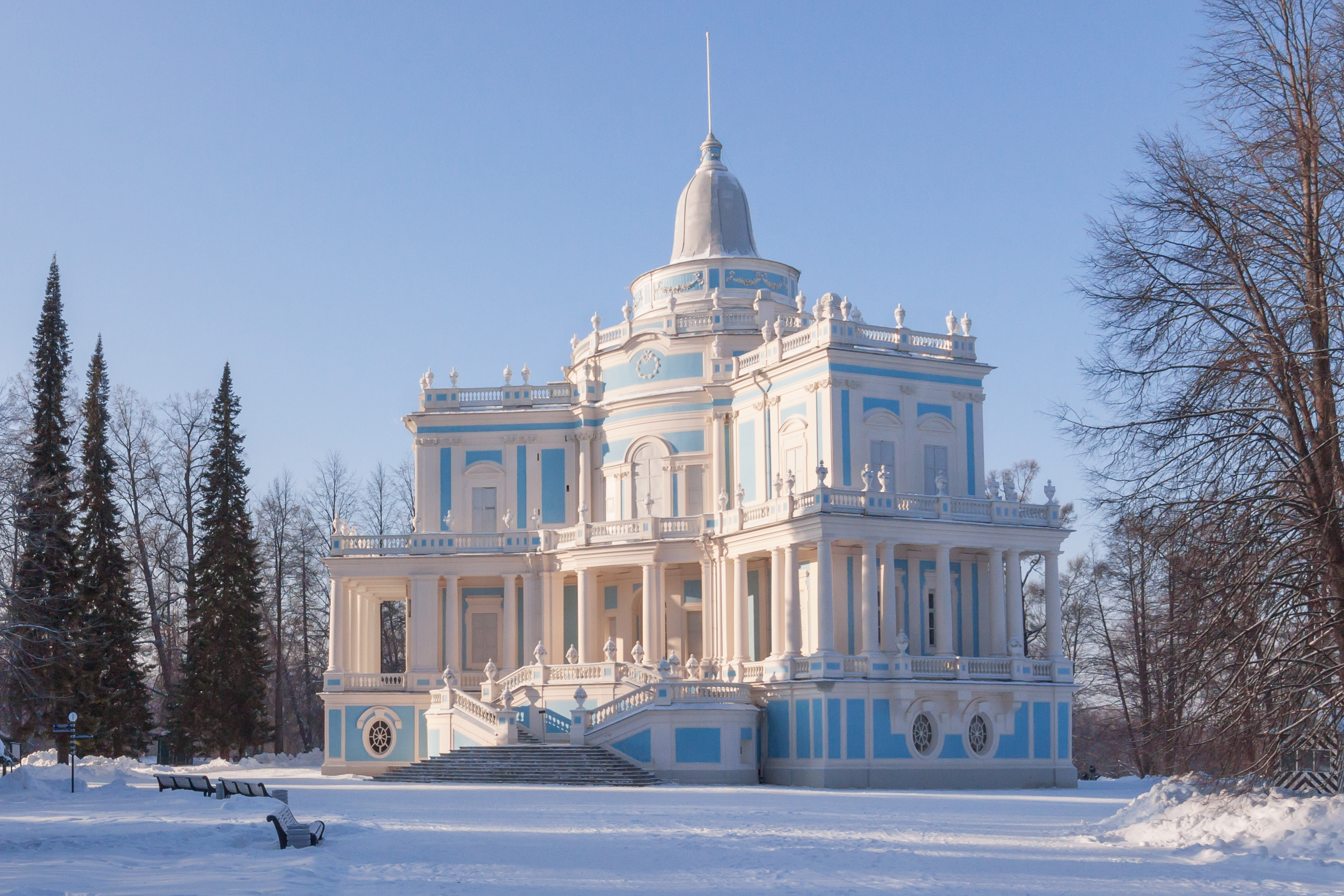
Ораниенбаум. Павильон Катальной горки, сама горка не сохранилась

Екатерина и высший свет увлекались охотой в Гатчине, организованной графом Орловым, для чего разводили охотничьих птиц, собак. Охота на животных не дворянами наоборот регламентировалась и запрещалась, чтобы не изводить животных у города. Орлов также устраивал петушиные бои на потеху городским вельможам. 

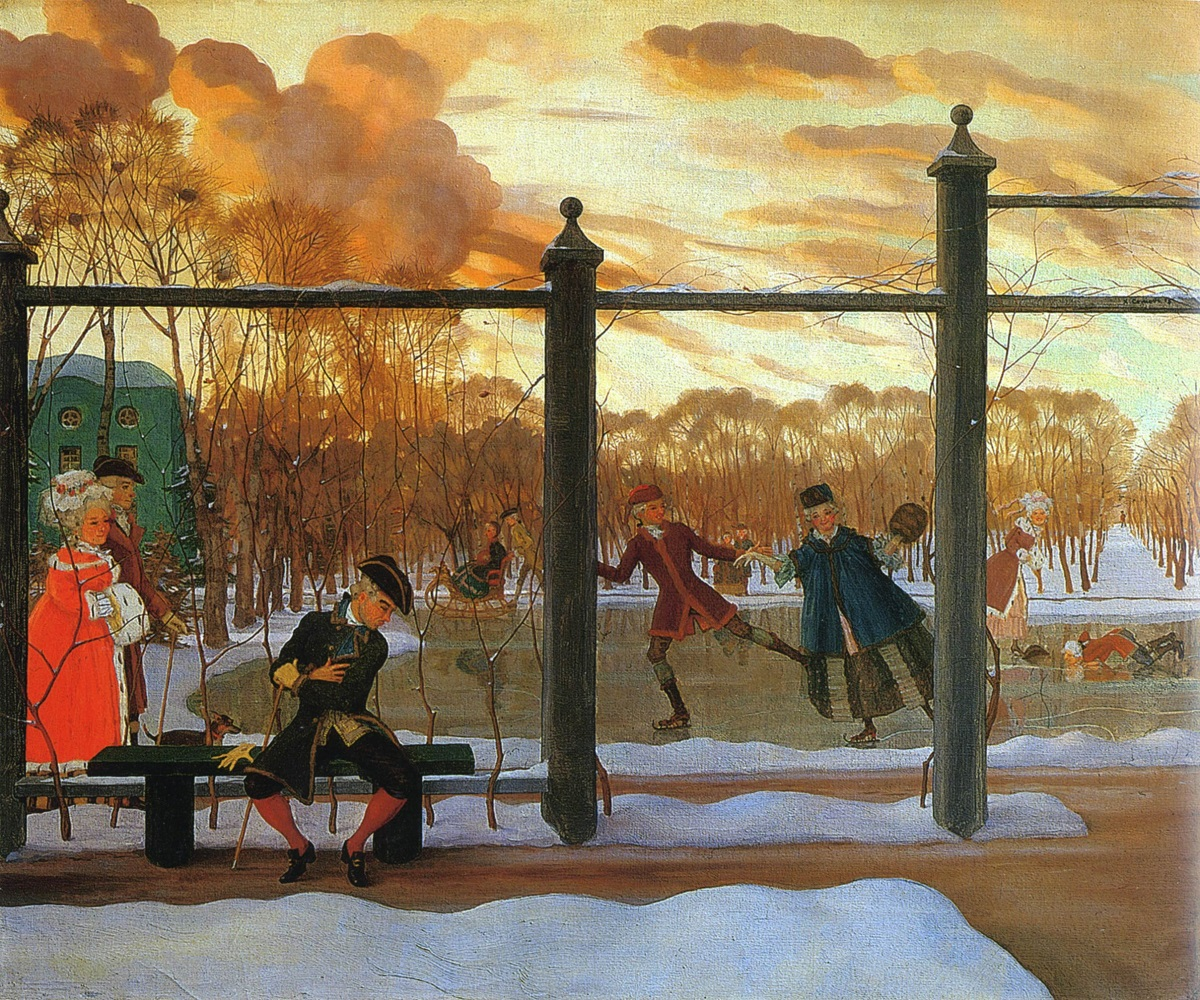
Молодёжь катается на коньках, конец XVIII века, Константин Сомов, 1915 год

Молодая Екатерина II в 1760-е годы устраивала аллегорические маскарады и рыцарские карусели. Это были рыцарские турниры, но не сражения с кровью, а конные состязания и празднества, где кавалеры демонстрировали мастерство конной езды и владение оружием. На дворцовой площади для этих целей был возведён крупный деревянный амфитеатр. Традицию рыцарских каруселей пытался возродить Павел I в конце XVIII века и начал строительство амфитеатра в Гатчинском парке. Граф Алексей Орлов, будучи поклонником лошадей положил начало рысистому конному спорту в России, он устраивал конные скачки. В конце XVIII века Екатерина организовывала ипподромы на замерзшей Неве, где устраивались скачки.
Крестьяне, мещане и купцы любили устраивать разные гуляния. Они предавались увеселениям на улице во время Масленицы, первомайского гуляния, Ивана Купалы, направляясь в Екатерингофский парк. В семик, седьмой четверг после Пасхи крестьяне собирались на берегах и плели венки, пели и танцевали. Народные праздники оплачивались из казны, например в масленицу строились ледяные горы, к пасхальной недели на площадях сооружали качели. Представители двора также устраивали светские парады и шествия, восхваляя свои персоны. Особыми событиями также становился спуск кораблей на воду на Адмиралтейских верфях. В разные периоды на городских площадях устраивали карусели или шуточные состязания, медвежьи травли. Сами простолюдины любили устраивать кулачные бои с участием до 50 человек.
При Екатерине большой популярностью пользовалось катание на санях зимой, на замерзшей Неве возводились горки высотой до 12 метров и с раскатом более 200 метров, также горки устраивались на возвышенностях у города. Молодая императрица построила специальные деревянные горки протяжённостью более 530 метров для катания летом в Ораниенбауме, Царском селе и чуть не погибла там. Позже, в XIX веке аналогичные горки стали появляться в Европе, в свою очередь став прообразом американских горок.

## Население

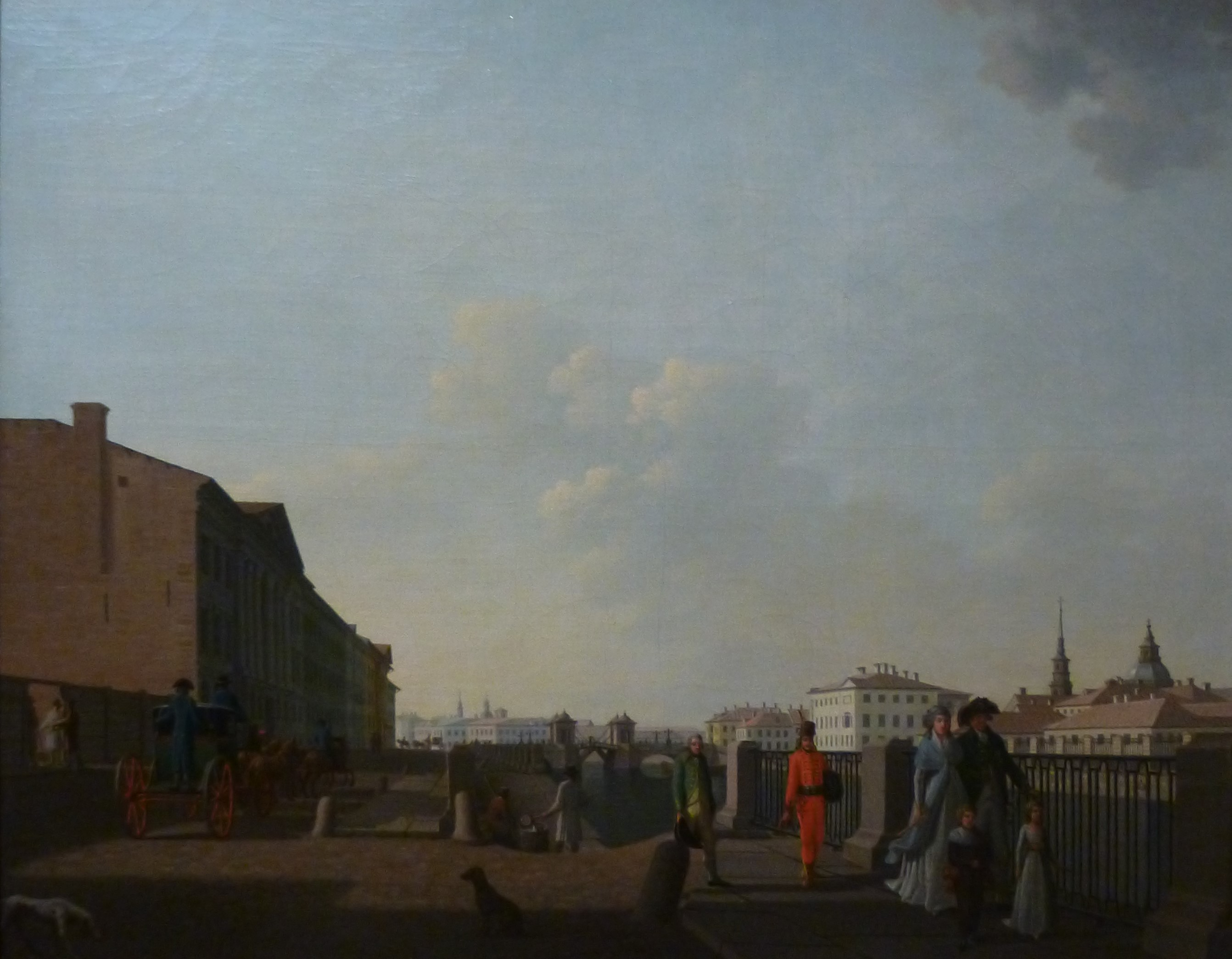
Вид набережной Фонтанки у Симеоновского моста, до 1797 года

В момент восхождения Екатерины II в Петербурге жило ориентировочно более 100 000 человек. Согласно переписи населения в 1782 году в Петербурге жило примерно 170 000 человек, в предыдущей переписи в 1750 году это было примерно 95 000. К 1800 году в городе уже жило 220 000 человек. Петербург по численности населения стал крупнейшим в Российском империи, обогнав Москву.
Петербург занял шестое место среди самых заселённых городов Европы. К концу царствования Екатерины в городе жило уже более 250 000 человек, хотя эти данные могут быть занижены. Тем не менее официальная статистика не давала достоверных цифр и часто была сильно занижена или наоборот завышена. Истинное количество населения было сложно посчитать из-за миграции рабочих или миграции полков, в результате которых могли происходить резкие скачки в росте или падении населения. Так как значительная часть населения состояла из рабочих, в городе наблюдалась сильная половая диспропорция в пользу мужчин. Высокая доля одиноких мужчин в городе будет типична на протяжении следующего столетия. В 1780-х годах доля мужчин к женщинам составляла 2 к 1. Среди подростков это доля была 3 к 2.
Другие основные сословия включали в себя государственных служащих, торговцев, ремесленников, военных и работников (подёнщики и прислуга). Все, кроме дворян были обязаны иметь при себе паспорт, в противном случае они пребывали в городе нелегально.
Сословная принадлежность влияла на поведение и способ одеяния жителей. Если одежда высших сословий зависела от европейской моды, то низшие сословия продолжали носить русские национальные костюмы. Приезжавшие в город иностранцы описывали особый контраст в облике петербуржцев, некоторые из которых следовали последней европейской моде, а другие, вроде купцов, ходили в русских национальных одеяниях. Извозчики и слуги были с длинными бородами и в овчинных тулупах.
Так как в Петербурге было построено уже достаточное количество казарм, была отменена постойная повинность, требовавшая в прошлом квартировать у себя солдат на постое.

### Дворяне и городские сословия

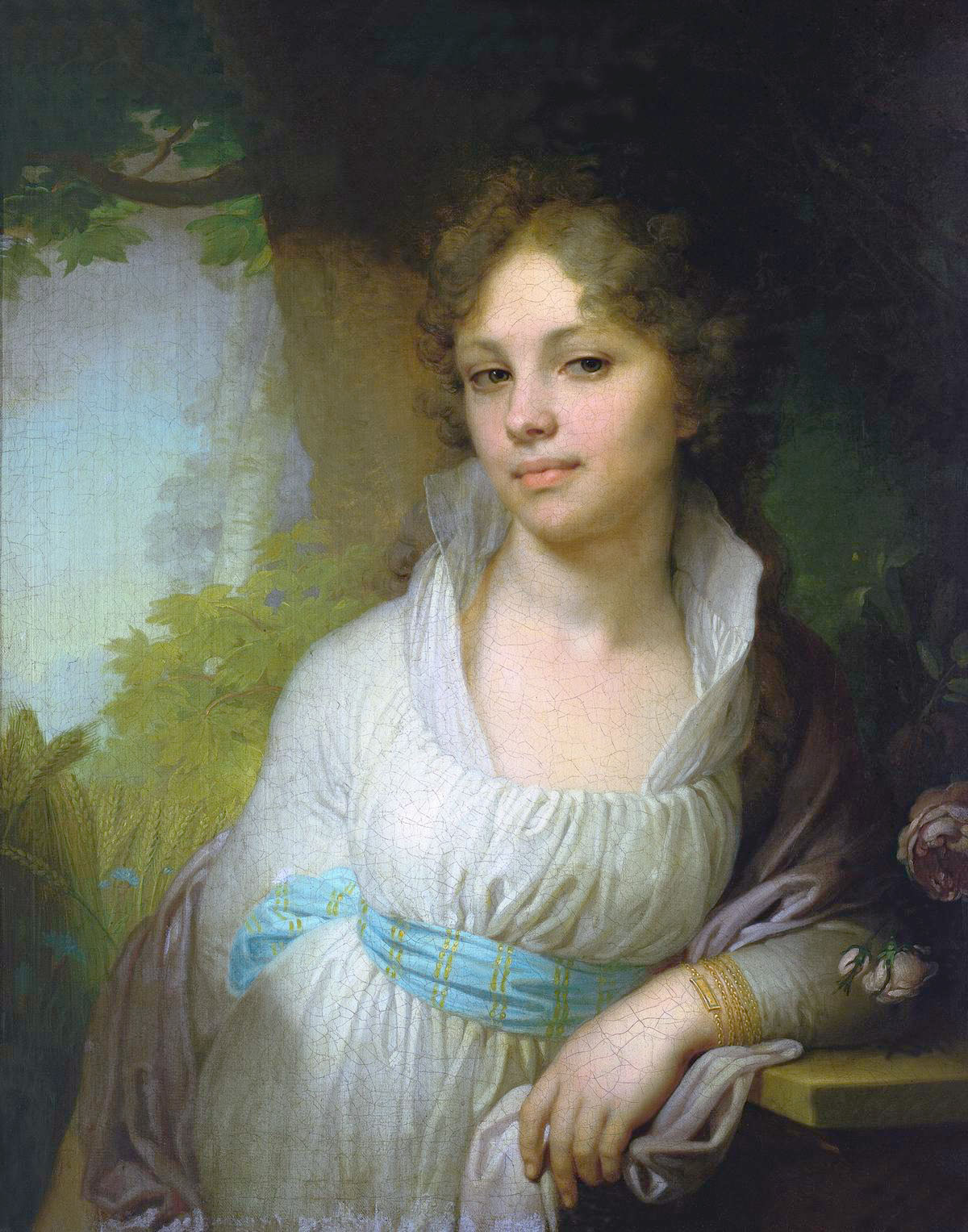
Портрет Лопухиной, в самом конце XVIII века взамен пышных платьев возникла мода на свободные псевдогреческие платья

Самым привилегированным сословием были дворяне, обладавшие наивысшей властью после императрицы. Они были владельцами самых роскошных дворцов и каменных домов, вели роскошный образ жизни, соревновались между собой в роскоши и количестве слуг, были постоянными посетителями балов. Дворянство существовало замкнутом обществе, куда изредка допускались самые богатые купцы.
Вопреки представлениям, не все дворяне были богачами. В городе также жили разорившиеся дворяне, работавшие, например, чиновниками. Обедневшие дворяне начали формировать в Петербурге немногочисленное, но крайне важное сословие городской интеллигенции — образованных и зарабатывавших на жизнь своим трудом. Представители интеллигенции работали чиновниками, художниками, архитекторами, художниками, скульпторами, учёными. Именно они были главной аудиторией литературных журналов, литературы, постоянно посещали театры. Эти люди были просвещены, увлекались науками, они знали о модных веяниях.
Чиновники вместе с ростом бюрократизации начали формироваться в отдельную категорию городского населения, чьё количество в царствование Екатерины увеличилось с 10 до 35 000 или 14 % от общего городского населения. Только треть чиновников были дворянами, остальные выходили из купцов, ремесленников, мещан, военных итд. Чтобы считаться горожанином, будучи не дворянином, требовалось быть приписанным к посаду, купеческой гильдии или ремесленному цеху. В итоге многие чиновники оказались в подвешенном правовом положении и формально не считались горожанами.
Дворяне и интеллигенция стремились не разговаривать на русском языке, который считался языком простолюдин. Распространёнными были немецкий, французский, итальянский и другие европейские языки. Возможность читать на французском языке было признаком статуса, и многие носили французскую литературу при себе на улице, как элемент украшения и гордости.

### Купцы и ремесленники

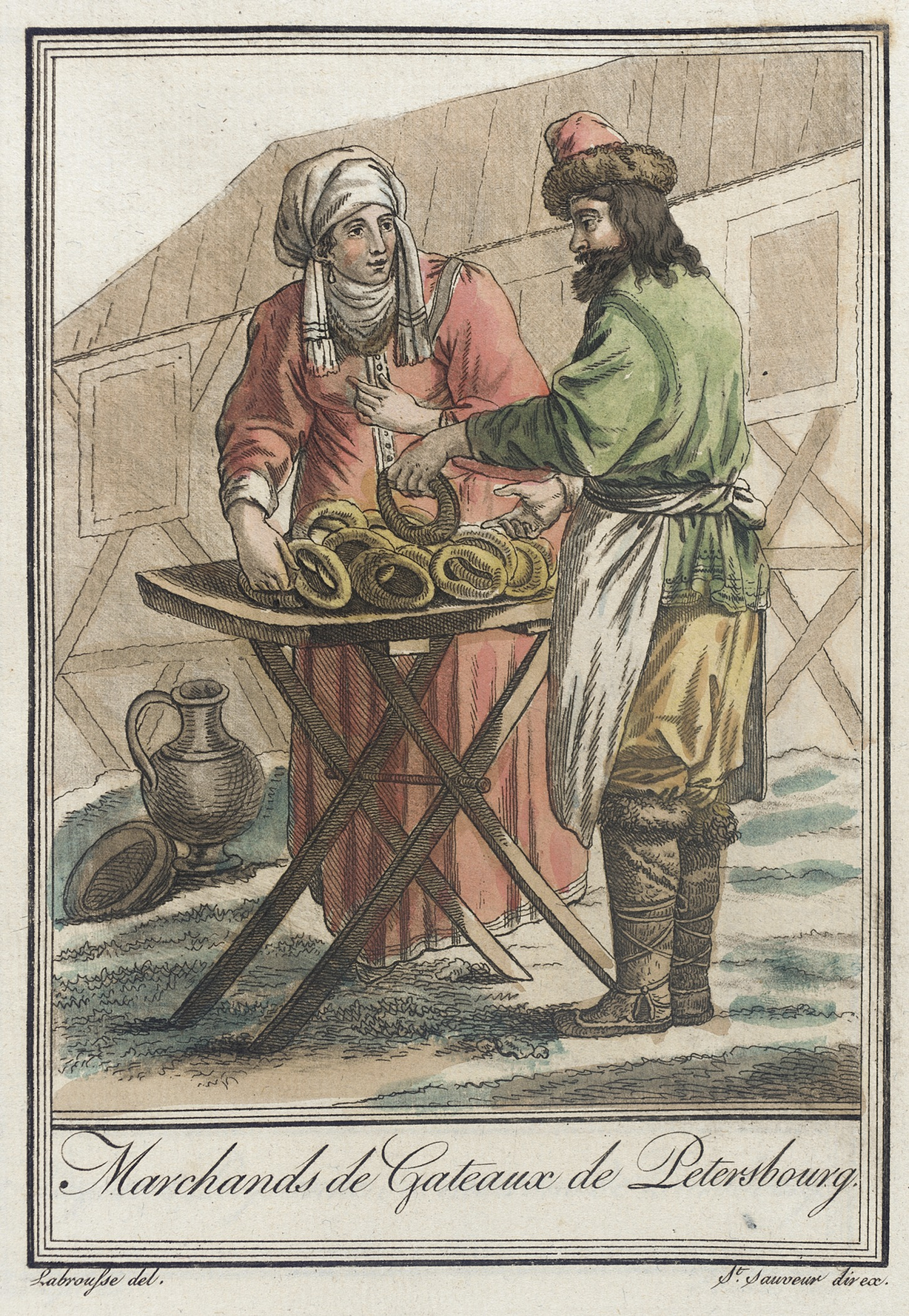
Женщина продаёт ватрушки, 1797 год

«Деловые» — купцы и владельцы ремесленных мастерских формировали два важных но и обособленных городских сословия подлого происхождения. В отличие от интеллигенции, они сохраняли верность традициям и носили национальные одеяния. Купцов можно было узнать по кафтанам, бороде и особому говору. Многие купцы при отличной предпринимательской жилке были безграмотными. Все петербургские ремесленники принадлежали цехам, ремесленники обладали хорошим финансовым и общественным статусом в сравнении с городами Европы. Купцы, в свою очередь, делились на гильдии — к первой относились те, чей доход превышал 80 000 рублей. (1 рубль = 16 килограммов ржи). В своих зажиточных, но как правило деревянных домах купцы воспроизводили традиционный для русской общины быт с крупными патриархальными семьями. Самым известным купцом был Савва Яковлев.
В Петербурге стало появляться множество торговцев, не принадлежавших к купцам. Коммерцией занималось гораздо больше людей, чем в городе жило купцов, и они были лишены купеческих прав, связанных с торговыми льготами по причине того, что их капитал был недостаточен для купеческой гильдии или они уклонялись от своих сословных обязанностей. Самые богатые торговцы становились и самыми влиятельными и привилегированными после дворян. Многие разорившиеся дворяне стремились жениться на дочерях богатых купцов, в этих взаимовыгодных союзах дворяне получали денежные средства, а купеческие семья повышали престиж, скрепляя себя родством с дворянами. Торговцы также могли быть уличными разносчиками и жить впроголодь. Смена сословия на купеческое или ремесленное крестьянином было возможно, в первом случае если он разбогател на торговле и вступил в гильдию, во втором — если в ступал в цех, однако если он был крепостным, то не становился от смены сословия свободным, и в городе в итоге появлялись богатые крепостные, обязанные по-прежнему платить оброк своему хозяину.

### Бедные горожане

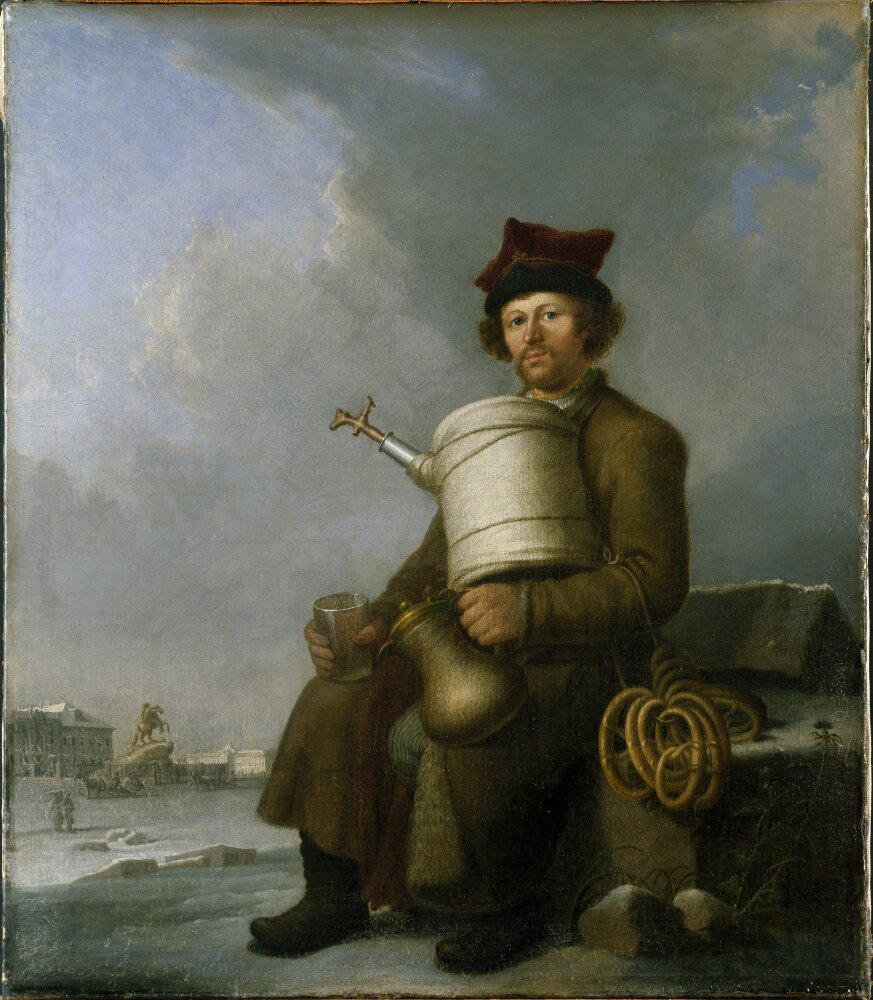
Уличный продавец, конец XVIII века

Население города в большинстве состояло из бедных подлых — простолюдин и бывших крестьян, отправлявшихся в Петербург на заработки, многие приезжие состояли из юношей — подмастерий, отправлявшихся работать в мастерские к своим землякам. В городе также проживало множество «нищих» и представителей общественного дна. К нищим причисляли людей, не способных прокормить себя или бездомных. Нищим запрещали заниматься милостыней. Детский труд был нормальным явлением, так как дети с дееспособного возраста начинали помогать своим родителям в работе или с детства отдавались в мастерские чтобы выучиться на профессию.
Четверть городского населения относилась к посадским — бывшим крестьянам, которые обосновались для жизни в городе, но и к другим сословиям не принадлежали. Чаще всего это были неквалифицированные рабочие, работники мануфактур, подёнщики и торговцы, не имевшие средств вступить в третью купеческую гильдию. Посадские составляли бедную часть населения и продолжали нести бремя повинностей. Наёмные рабочие прежде всего на верфях и заводах организовывались в самоуправляемые артели, становясь прообразом пролетариата. Посадские всё чаще начали упоминаться, как мещане.
Значительная часть населения состояла из прислужников дворянства. Один дворец обслуживали десятки крепостных крестьян, помимо стражи, горничных, лакеев, кухарок и конюхов это могли быть музыканты, актёры или танцоры. При Екатерине II десятки тысяч людей работали в государственных предприятиях. В городе оставалось жить множество беглых крепостных и беспаспортных крестьян.

### Крестьяне, рабочие и отходники
Самой многочисленной группой были «работные» люди, искавшие временную работу в Петербурге. Многие из них были крепостными-отходниками, отпущенным хозяевами для заработка, однако обязанные перечислять часть заработанных средств своему хозяину. 

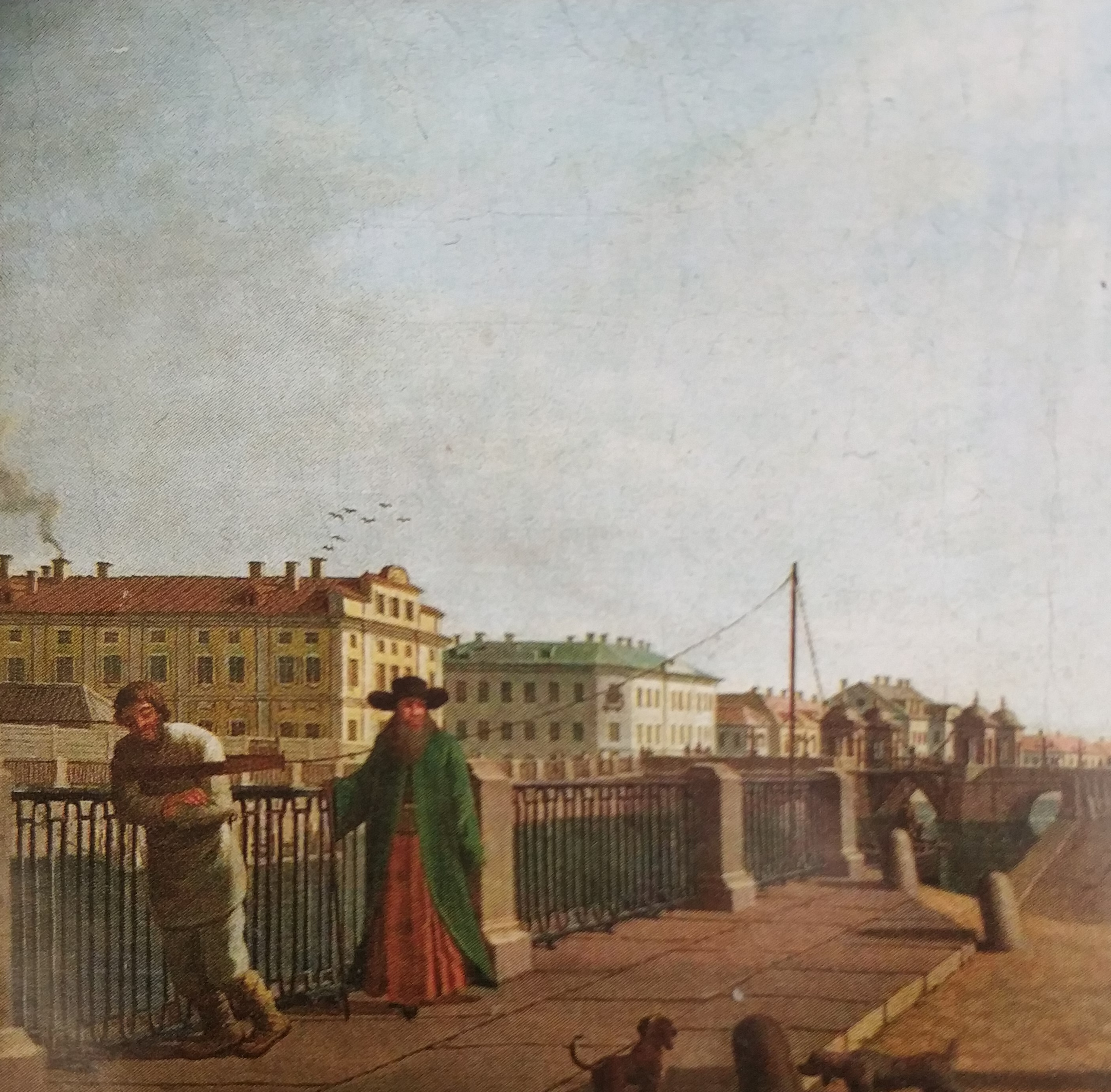
Бурлак тянет барку по Фонтанке. 1798 год

Они не считались частью городского населения и часто прибывали в город во время сезона, работая в основном плотниками, каменщиками, мостильщиками и молярами, чтобы затем снова вернуться в родное село к приходу зимы. Современники рассказывали о крестьянах, направлявшихся пешком к российской столице в лаптях и с котомками на плечах. Местные жители разглядывали приезжих и могли решить взять их на работу или в прислуги. Средний рабочий был относительно молодым. В городе редко встречались люди старше 60 лет в основном не из-за высокой смертности, а потому что в этом возрасте они уже возвращались в родные деревни. Значительная часть населения работала на флоте или служила в армии.
При Екатерине массовая рабочая миграция в Петербург и другие города, получившая название отходничество начала подрывать традиционную оседлую сельскую жизнь и послужила начальным этапом в долгом переходном процессе от сельского общества к городскому. Жестокое и эксплуатационное отношение к рабочим выступало причиной социальной напряжённости. Вместе с этим в городе начали появляться прецеденты с митингами и забастовками относительно тяжёлых и несправедливых условий труда, однако протестовавших наказывали и ссылали из города. Самая крупная забастовка была устроена работниками при строительстве гранитных набережных Екатерининского канала.
Работники жили крайне бедно, экономили на одежде, быте и еде, жили артелями, где постоянно вспыхивали инфекции. «Артельщики» говорили на родных говорах и носили родные костюмы, тем не менее городская жизнь быстро начинала разрушать их традиционные представления о жизненном укладе.

### Иностранцы
В городе жило множество иностранцев, в основном немцев, англичан, французов, также в городе жили шведы, финны, армяне и другие. Они как правило жили замкнутыми общинами и не смешивались с русскими и не учили русский язык, рассчитывая на языковые знания у русских. У немцев и англичан имелись собственные театры. Среди англичан в Петербурге было много богатых торговцев, живших на Английской набережной. Тем не менее большинство иностранцев из-за языкового барьера лишь временно жили в Петербурге и лишь немногие их них русифицировались. Многие европейцы были мастерами-ремесленниками, приехавшими в Петербург за большое жалование.
Екатерина приглашала в Петербург немецких земледельцев, селившихся колониями в пригородах Петербурга. Там они формировали образцовые сельские хозяйства. Немецкие землевладельцы были зажиточными, содержали парники и теплицы, круглый год выращивая продукты и продавая в Петербурге масло и картофель.

### Сословное деление в городских реалиях
В Петербурге в условиях роста населения начинали меняться и взаимоотношения внутри обществ и сословий, изначально выстроенных в условиях сельской жизни, а именно высшего класса помещиков и подчинявшегося ему подлого народа. Хотя такая форма взаимоотношений сохранялась и в городе, но не была подходящей для городской среды. При Екатерине сохранялась традиционная иерархия социальных связей также в связи с тем, что значительная доля жителей Петербурга при Екатерине — выходцы из деревень на временном проживании. Это провоцировало социальную напряжённость и мешало развитию.

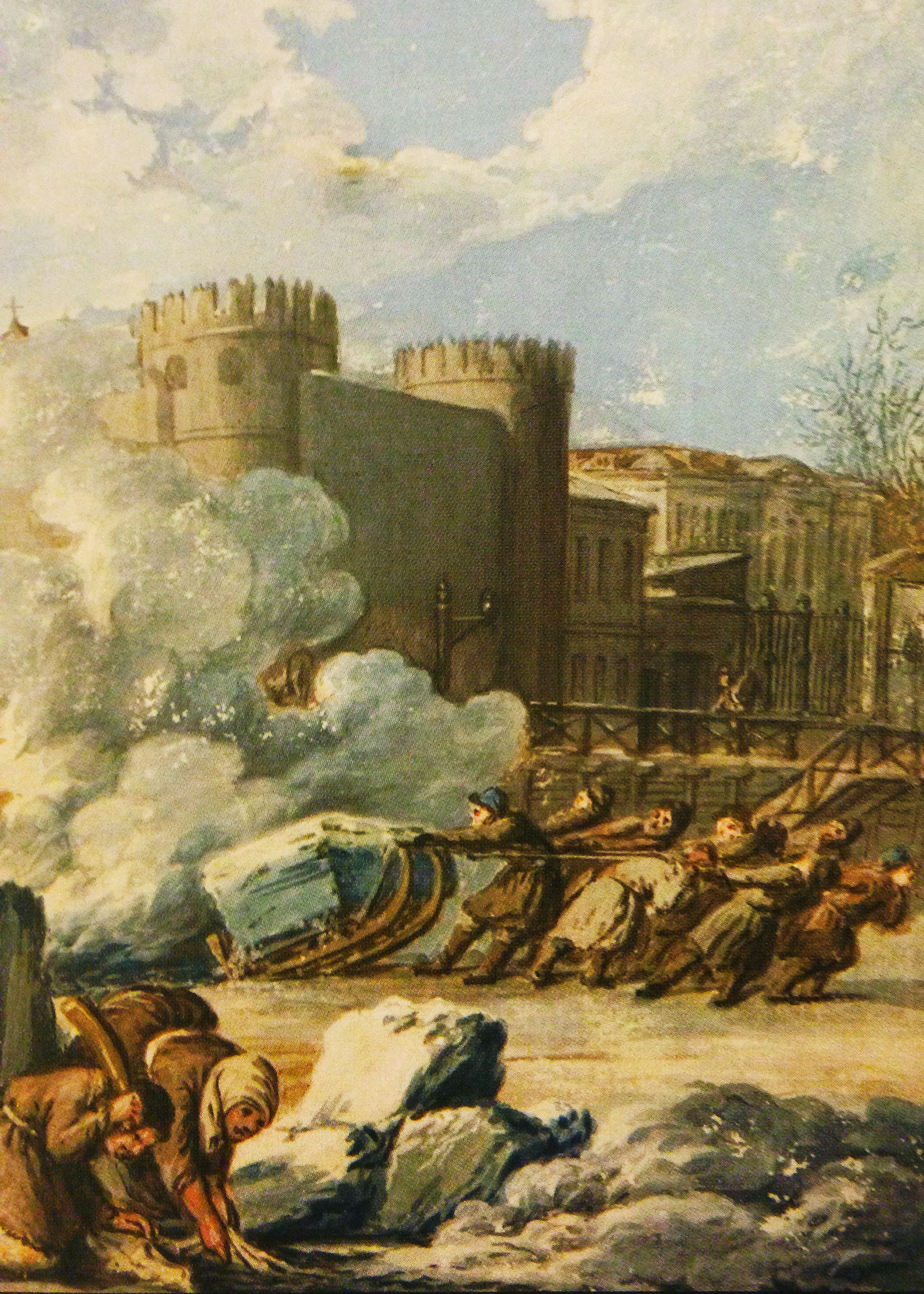
Сцена из бытовой жизни Петербурга: крестьяне на фоне литовского замка занимаются стиркой и добывают лёд на замёрзшей Мойке, 1789 год, Кнаппе

Население города состояло из разнообразных сословий, которые стремились не перемешиваться между собой и общались только по исполнению работы или службы. Все сословия подчинялись социальной иерархии, обладали своими правами и обязанностями. Тем не менее в городских условиях сословное разделение выступало важным препятствием для самореализации и занятия желаемой профессией, например в городе появлялось много торговавших крестьян, которые по-прежнему не считались купцами и не имели соответствующих прав. Крестьяне формально не считались горожанами, а чтобы таковыми стать, им нужно было примкнуть к цеху или гильдии, что было трудно сделать. Если крестьянину удавалось обосноваться в городе на постоянной основе, он отныне считался посадским, едва ли оказываясь в лучшем положении, нежели будучи крестьянином, но при этом обременяясь многочисленными повинностями. Система сословий плохо приспосабливалась к новым профессиям, возникавшим в городских условиях, например чиновничества, чьи представители, принадлежа формально к дворянству, купечеству или духовенству по сути формировали отдельный городской класс.
Русское государство излишне регламентировало общественное устройство, обременяя горожан повинностями, высокими налогами и запрещало развивать самобытные организации, подавляя развитие городской жизни. Главным образом дворяне — становой хребет сложившееся системы — больше всего противились любым попыткам пересмотреть или ослабить сословную иерархию.
Многие жители города оказывались в двойственном правовом положении, сословный статус играл настолько важную роль, что превышал финансовое положение человека. По этой причине разбогатевшие купцы стремились любыми способами возвести себя в дворянство. Екатерина этим пользовалась и обещала дворянский чин за щедрые акты благотворительности, например постройку народной школы. Поменять сословие было трудно, но возможно при наличии удачи и целеустремлённости. Чаще всего это были крестьяне и посадские, приписанные к цехам и гильдиям, становясь ремесленниками или купцами. Многие дворяне и другие привилегированные сословия называли сменивших сословие людей на более высшее (особенно купцов в дворяне) — «выскочками» и относились враждебно, видя в них угрозу своему статус-кво.
Повысить свой сословный статус в условиях сложившейся системы было выгоднее, чем разбогатеть. Возникшие противоречия оставались актуальными и в XIX веке, спровоцировав тяжёлые культурные общественные потрясения. Екатерина вводила дополнительные привилегии богатым купцам, освобождая их от порки или позволяя пользоваться пышными каретами.

## Экономика
В городе работали многочисленные мастерские — швейные, каретные, мебельные, ювелирные. Значительная часть людей работала в порту, на казённых верфях, занималась строительством города, набережных, мостов, работала на государственных или частных заводах, например в Императорском порцелиновом заводе. Дворяне выступали важными потребителями из-за своей тяги к роскоши, они давали средства к существованию торговцам и ремесленникам. В 1789 году в городе помимо ремесленников работало примерно 4600 извозчиков, 149 брадобреев, 64 парикмахера, в городе было множество торговцев, разносчиков. Вероятно 10 % горожан работали в сфере разнообразных услуг.
Экономика и строительство города оживлялись в летний период, когда в город устремлялось множество артелей из крестьянских работников. Складывалась тенденция, когда отходники из одной губернии или деревни специализировались на одном деле, выходцы определённых сёл славились например, как булочники, портные, мясники, официанты итд. Хорошо обосновавшись в городе, они оставались нам навсегда, примыкая к сословиям ремесленников, купцов или посадских, но сохраняя крепкую связь с общиной и занимаясь типичной для выходцев из родного села деятельностью. Найти работу в одиночку было крайне трудно.
В царствование Екатерины появилось множество известных гостиниц с хорошим уровнем обслуживания — «Лондон», «Париж», «Рояль», «Гродно», «Вюртемберг» и другие. Было разрешено заниматься частным извозом, когда извозчики с собственными повозками за деньги могли перевозить горожан по городу. От этого в городе заметно увеличилось количество повозок.

### Продовольствие

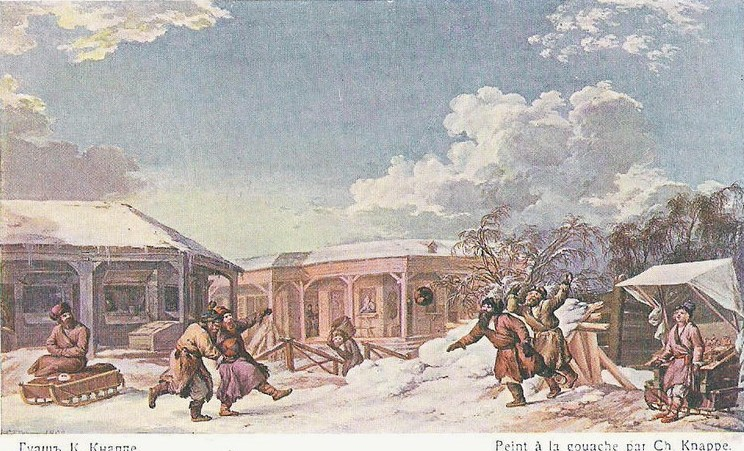
Крестьяне на Сытном рынке, до 1797 года, Кнаппе

Продовольствие в основном закупалось на десяти рынках, где шла бойкая торговля. Цены на них на некоторые продукты могли регламентироваться. В голодные годы зерно и мясо для нужд города могло закупаться на государственные деньги. При Екатерине постоянно росли цены на зерно, так как всё больше крестьян отправлялись в город для его закупки. После запрета на покупку зерна приезжими в 1766 году цены на него упали. Во избежание скачков цен на зерно во время неурожаев в городе организовывались зернохранилища. В Петербурге также имелись специальные рынки, где продавали сено и дрова. Екатерина разрешила подлым открывать собственные магазины, понимая риски, связанные с бойкой торговлей из-за пожаров и инфекций.
В связи с отсутствием развитой сельской округи рядом с Петербургом, в городе, используя водный и наземный транспорт, была налажена активная торговля продуктами питания. В городе в достатке имелось множество продуктов, в том числе и мясо. Губерния обеспечивала в основном город молочными продуктами, лесными ягодами и грибами. Обилие товаров и продуктов не делало горожан сытыми, так как продукты транспортировались в определённые сезоны. В царствование Екатерины цены на продукты росли и за десять лет их цена могла удваиваться. Инфляцию провоцировала война с Турцией. Цена на многие товары превышала аналогичные в других городах России.
Город страдал от нехватки древесины, которая была необходима для флота, ремесленного дела и поддержания тепла в домах. Чтобы замедлить процесс уничтожения лесов у города были закрыты некоторые мануфактуры. Инфляцию разгоняли купцы — перекупщики, пользовавшиеся запретом крестьянам на продажу дров в городе. Поставляемые издалека дрова становились всё дороже, и город приближался к кризису. Государство решило в итоге организовать дровяные склады, где по фиксированной цене бедняки могли купить немного дров. Древесина поставлялась с помощью барж, которые разбирались на «барочный» лес, использовавшийся для постройки дешёвого жилья на городских окраинах. Баржи разгружали «носаки» — крестьяне. В этот период помимо дров Петербург начал закупать шотландский уголь для отопления государственных учреждений и в промышленности.

### Торговля
Ещё при Елизавете в городе была налажена мощная торговля не только продуктами питания, но и вместе с этим множеством товаров, свозившихся со всей России и из-за границы через балтийское море. Торговля играла настолько важную роль в жизни города, что в 60-е и 70-е года XVIII века численность рабочих, обслуживавших речные суда, следовавших в Петербург достигала 80 000 человек. Именно торговля, а не наличие двора — обеспечивала городу рост и процветание. Важнейшими центрами оптовой торговли выступали Стрелка Васильевского острова, Кронштадт и участок берега у Смольного монастыря. Главным препятствием в торговле оставалось мелководье Финского залива, от чего часть торговых кораблей с глубокой осадкой останавливались на острове Котлин, там товары перегружались на баржи.

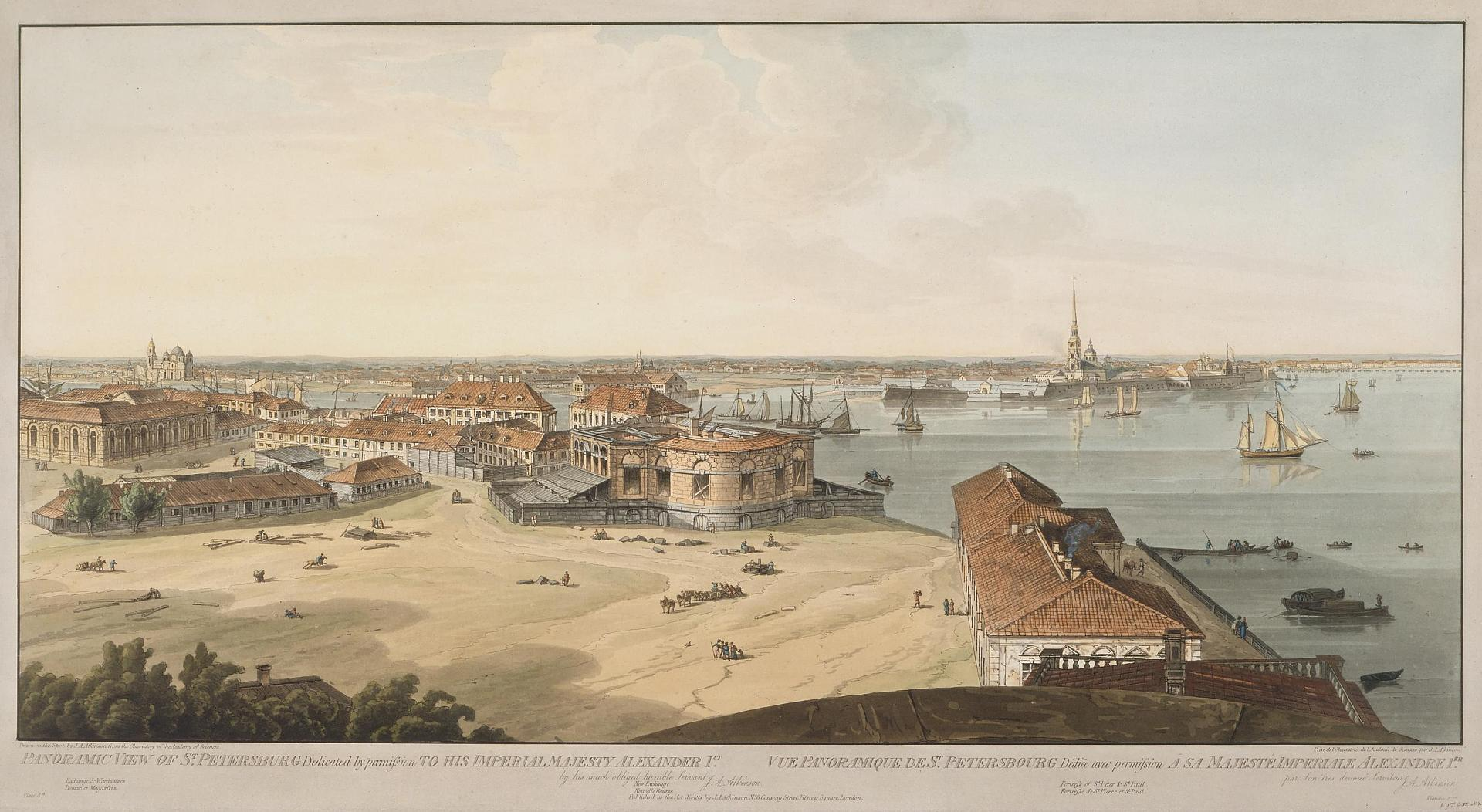
Стрелка Васильевского острова к началу XIX века

На стрелке постоянно швартовались торговые суда и разгружались товары. Прибывшие торговцы стремились как можно быстрее распродать привезённый импортный товар, перед тем, как загрузить свои судна новым товаром на экспорт. Остатки нераспроданных импортных поваров получала за дёшево городская беднота, занимаясь их перепродажей в городе. Из Европы ввозились предметы роскоши и вина. Русские в Европу продавали природные ресурсы, свечи, верёвки, шкуры, парусину, холст итд. Товары в город также поставлялись на одноразовых баржах, которые по прибытии разбирались на дрова. Товары в Петербург прибывали как из-за балтийского моря, так и из России по рекам. Товар из Петербурга в Россию отправлялся уже караванами. 

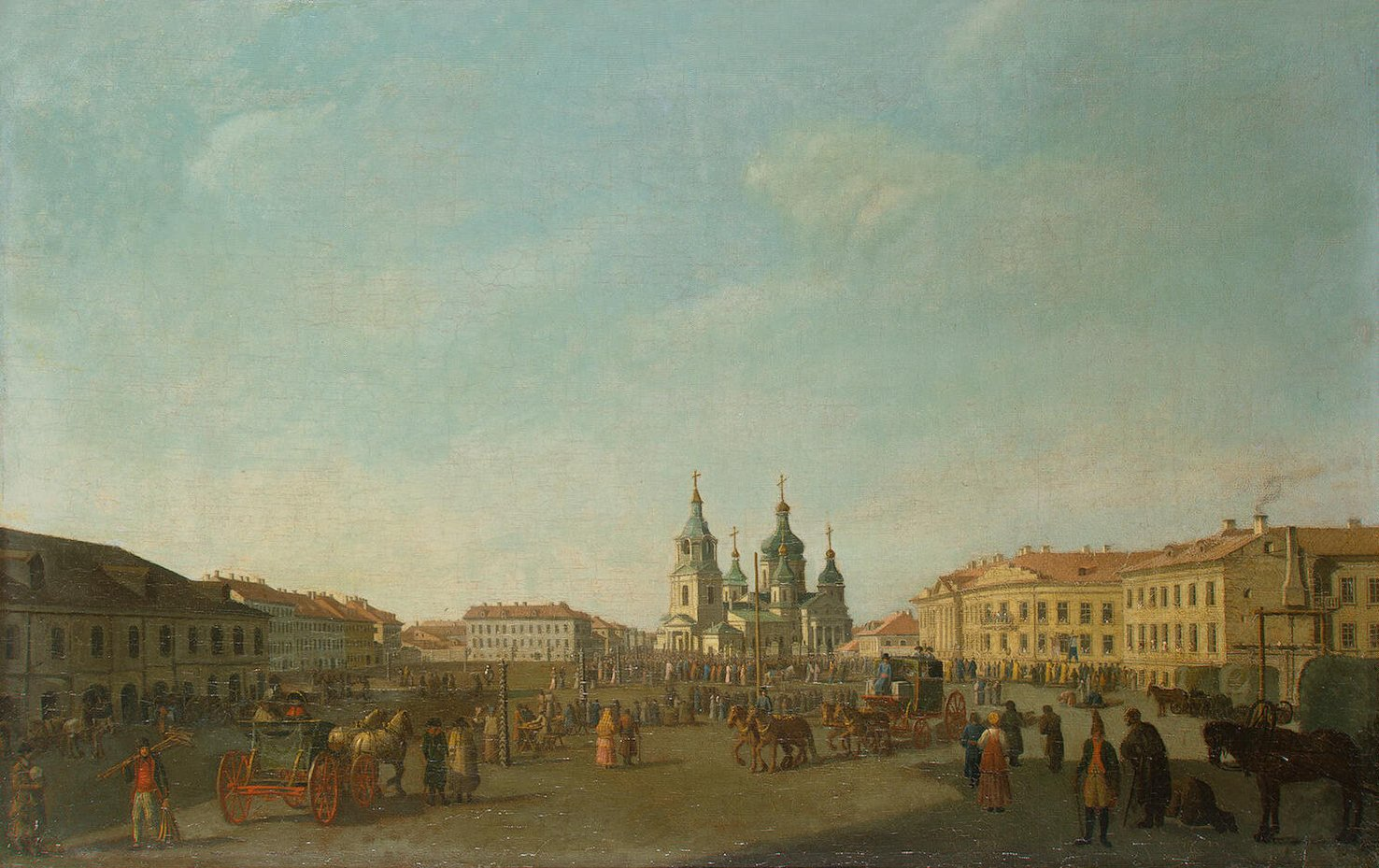
Сенная площадь, конец XVIII века

В 1770-е годы через Неву постоянно проходили караваны из сотен грузовых судов. Только из России ежегодно прибывало свыше 12 000 судов. Петербург выступал перевалочным пунктом и лишь половина привозимых товаров оседала в нём. Из Петербурга поставлялись товары за границу, в город прибывало множество иностранных торговцев — коммерсантов. При Екатерине торговля за 25 лет выросла на 300 % 3/5 всей российской торговли шла через Петербург. Реальные цифры с учётом контрабанды могли быть гораздо выше. Контрабандой назывались поставки в обход таможни и налогов. Государство вело усиленную борьбу с этим явлением.
Торговой деятельностью занималось отдельное сословие — купцы, получавшие на то специальные привилегии. Вступить в купеческую гильдию можно было накопив денежные средства, поэтому многие купцы были традиционно выходцами из крестьян или мещан. Тем не менее в городе оставалось множество мелких торговцев, не приписанных к купцам. При отсутствии финансовых институтов купцы наладили систему, при которой они поставляли нужные продукты или предметы только с частичной предоплатой. Созданная в 1764 году Комиссия о коммерции облегчала получение купцами займа — векселя из Коммерческого банка. Во всех центральных частях города располагались гостиные дворы, бывшие главным сосредоточениями лавок. Гостиный двор на Невском стал крупнейшим скоплением торговых точек. В городе не было отдельных магазинов и все они были сосредоточены в гостиных дворах.

### Мануфактура

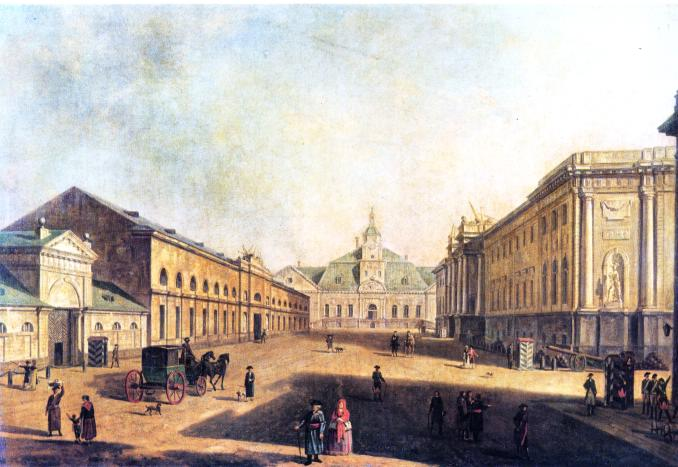
Литейный двор, Старый и Новый арсеналы на Литейном проспекте. Худ. Ф. Я. Алексеев, кон. XVIII века

Государственная промышленность существовала с петровской эпохи, изначально она создавалась для того, чтобы обеспечить ресурсами строящийся город и балтийский флот. При Екатерине шло восстановление мануфактуры после длительной эпохи упадка при Анне и затем Елизавете, последовавшей за бурным мануфактурным развитием при Петре I. Увеличилось количество частных производств, их основными владельцами были купцы или ремесленники, доля хозяев среди иностранцев наоборот падала. Частные мануфактуры занимались пивоварением, выделыванием кожи, производством одежды, созданием мыла, свечей, гончарных, чугунных изделий итд. При Екатерине в городе действовали ряд других мануфактур — монетный двор, восковая, бумажная фабрики, кирпичные заводы и другие. На берегах Невы располагались лесопилки и кирпичные заводы, обеспечивавшие материалом при строительстве новых домов.

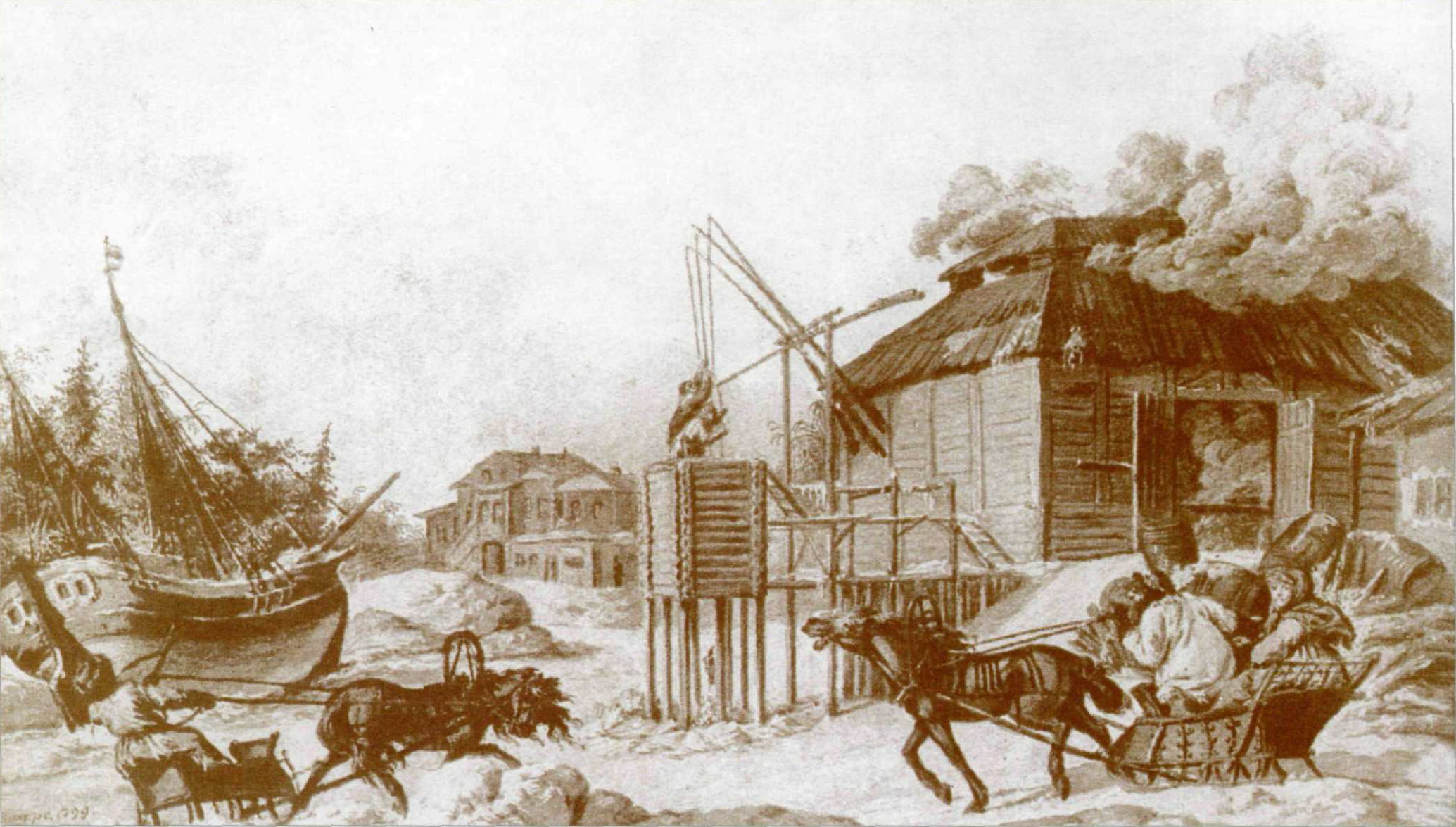
Пивоваренные заводы у Калинкина моста, 1799 год

В конце XVIII века самыми крупными мануфактурами были государственные предприятия, например  Охтенские пороховые заводы, где (без учёта верфи) могло работать до 150 человек, но в городе их было всего несколько, среднее количество людей в предприятии составляло 25 человек. Петербург на тот момент занимал первое место в России по количеству выпущенных продуктов.
Значительная часть мануфактуры ещё со времён Анны и Елизаветы снабжала дворян предметами роскоши — фарфоровыми, хрустальными изделиями, зеркалами, часами, гобеленами итд. Одна из крупнейших мануфактур — Императорский фарфоровый завод снабжал дворян изделиями из фарфора. При Екатерине связано развитие Петергофской гранильной фабрики, сыгравшей важную роль в развитии каменного строительства в Петербурге, а также выпускавшей отменные ювелирные изделия. Также Потёмкин построил стекольную мануфактуру для производства изделий из стекла. 

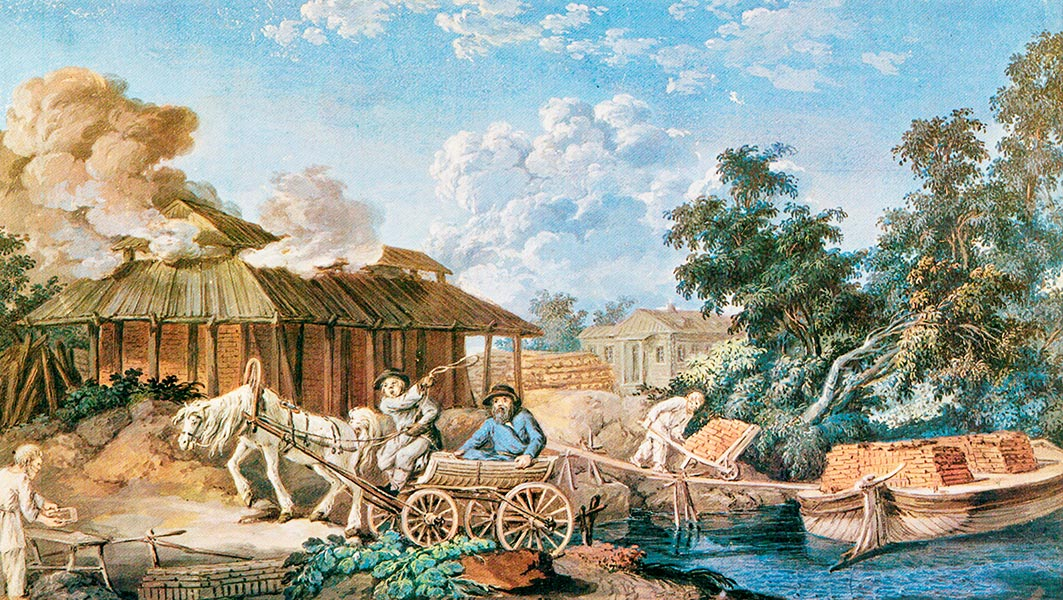
Кирпичный завод в поместье, 1798 год, Кнаппе

Петербург оставался центром судостроения с основными производствами в Адмиралтейской и Галерной верфях, построенных ещё при Петре I. Екатерина предприняла меры по модернизации и улучшению работ на судостроительных предприятиях. При галерной верфи была устроена лесопилка, парильня для обработки дерева. Её территория была перестроена для строительства судов более крупных размеров, для переправки крупных судов был углублён Ново-Адмиралтейский канал. Одновременно производство судов на старой Адмиралтейской верфи сокращалась. Масштабную реконструкцию галерных верфей запустил Павел I, превратив её в центр крупного кораблестроения. Галерные верфи были переименованы в Адмиралтейские.
Если для раннего Петербурга было типично смешение промышленной и гражданской застройки, то при Екатерине шёл процесс деиндустриализации центральных районов. Чтобы избежать загрязнение рек и территорий вокруг мануфактурами, Екатерина инициировала размежевание жилых и промышленных построек, доля построек предприятий среди жилых районов падала, новые мануфактуры строились на городской периферии, формируя первые мануфактурные районы. Крупные производства стремились строить вдоль рек, в итоге многие новые предприятия вытянулись вдоль русла Охты, в будущем это предопределит расположение промышленных зон.
Мануфактуры того времени значительно отличались от современной промышленной инфраструктуры и скорее напоминали крупные ремесленные мастерские. Инициатором многих промышленных реформ, в том числе и в Российской Империи был приближенный Екатерины — Александр Вяземский, руководитель императорского фарфорового завода, он предлагал план по строительству в Петербурге ряда предприятий с применением новейших производственных технологий — механизированных станков, получавших в то время массовое распространение в Англии и привлечением рабочей силы из выходцев воспитательных и инвалидных домов. На территории своего имения он построил первую в России механизированную бумагопрядильную мануфактуру. От Вяземского не отставал шотландский предприниматель Чарльз Берд, в 1790-е годы построивший в Коломне механико-литейный завод, где организовал производство оборудования для промышленных предприятий, в том числе и создал первые паровые двигатели. При Павле I шло активное развитие металлургического производства.
Несмотря на развитие промышленности, товары, созданные на заводах страдали от плохого качества. Работники государственных мануфактур и верфей получали слишком низкую зарплату и часто сбегали. Основная доля продуктов в черте города производилась ремесленниками, мануфактуры же не были способны конкурировать с ремесленными цехами в качестве продукта и цене.

### Ремесленники
В Петербурге с самого начала существовали посадские ремесленные общины, специализировавшиеся на производстве определённого изделия или продукта питания. Самыми многочисленными цехами были съестные, хлебные, квасные, портняжные. Многие цехи специализировались на определённой продукции, вроде гвоздей, пуговиц, замков итд. Столичное ремесло выступало главным поставщиком продуктов питания, быта, одежды и обуви.
В царствование Екатерины значительно выросло количество ремесленников в городе. К концу её правления в городе насчитывалось свыше 7 тысяч ремесленников, в шесть раз больше, чем при восхождении на трон. Екатерина в попытке наладить продукцию пригласила в город множество мастеров из Европы, которые в свою очередь брали на обучение многочисленных русских подмастерьев. Ремесленники как правило арендовали помещения, используя их одновременно как жильё и мастерские. Ремесленники при их исключительной важности в экономике города страдали от дискриминации к моменту воцарения Екатерины. При Елизавете им воспрещалось устанавливать вывески, чтобы не оскорблять эстетические чувства царицы. Мастерские были разбросаны по всему городу и они не могли пользоваться теми же преимуществами, что и купцы. В других городах ремесленники размещались рядами. Екатерина предприняла ряд мер для улучшения правового и общественного статуса ремесленников. Например мастерам разрешалось селиться на Миллионной улице у Зимнего дворца, откуда 20 лет назад они были изгнаны Елизаветой.
Несмотря на предпринятые реформы, по-прежнему оставалась проблема с недобросовестным отношением многих ремесленников к своей работе и низким качеством продуктов. Для борьбы с этим в 1785 году в рамках жалованной грамоте городам был принят ремесленный устав, регламентировавший создание ремесленных цехов и их состав в виде мастеров, подмастерьев и учеников, регламентировалось качество продуктов, отношение между членам цеха. В цехи требовалось нанимать присяжных маклеров, занимавшихся счетоводством и документацией.

## Управление
Управление в Петербурге осуществлялось под непосредственным надзором Екатерины II, которая периодически объезжала город на карете, наблюдая за строительством, городскими ансамблями и поведением жителей. Екатерина унаследовала неэффективную систему управления, сформированную ещё при Петре I, различные инстанции дублировали друг друга и конфликтовали между собой. Екатерина предпринимала попытки выстроить в городе эффективную и упорядоченную форму городской администрации, она помогала разработать законодательство административного аппарата. Тем не менее к концу её правления в городе по-прежнему продолжало работать множество ветвей управления, которые дублировали и перекрывали друг друга.

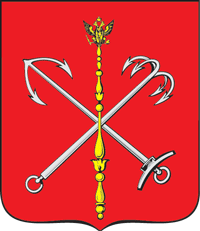
В 1782 году был утверждён официальный герб Петербурга — два якоря на красном поле, положенный крестом, которые венчал скипетр.

Высшим органом власти была центральная администрация при непосредственном участии императрицы. Свою волю в отношении городских дел Екатерина передавала в Сенат, который также привлекался к решению различных проблем, возникавших в городе. Сенат также надзирал за деятельностью других учреждений и следил за расходами в казне. До Екатерины продолжали существовать слободы — изолированные скученные поселения по роду занятий и с самоуправлением, в том числе и рабочие Адмиралтейства, однако они начали поглощаться растущим городом. Екатерина пыталась убрать слободы из города, пытаясь переселить их жителей в городские районы.
Более специфические задачи решали различные коллегии о канцелярии, например Комерц-Коллегия следила за порядком на рынках. Мануфактур-коллегия следила за мануфактурами, а медицинская коллегия — за аптеками. Военный губернатор командовал городским гарнизоном, ведал продовольственным снабжением значительной части населения и командовал караульными службами. За работой городских органов после реформы 1775 года следил гражданский губернатор и губернская канцелярия. При Екатерине II была учреждена Городская дума, чьих депутатов могли выбирать горожане на голосовании. В выборах учувствовало менее 6 % городского населения. Городская дума ведала городской торговлей и налогами, школьным образованием, медицинским делом, городским хозяйством, благоустройством Петербурга и благотворительностью. Однако любое решение городской думы должно было подтверждаться высшими органами власти.
За общественным порядком в городе следила Главная полицмейстерская канцелярия и в 1782 году она была реформирована в третий департамент Сената — полицейское управление или управа благочиния.
В городе ещё до Екатерины существовал магистрат — самоуправление для купцов и ремесленников, впервые созданное ещё при Петре I. В 1775 году в рамках губернской реформы и введения более развитой системы самоуправления и попав в подчинение губернского правления, магистрат начал утрачивать свои функции и превратился в посредника между ремесленниками, купцами и губернской администрацией. Вопросами остальных сословий занималась полиция. Полиция выполняла функцию органа местного самоуправления для остального населения. В целом деятельность как нового городского управления, как и существующего при Екатерине была неэффективной, эти органы не сумели сделать ничего важного для города. В последние годы царствования императрицы почти отсутствуют данные о деятельности этих учреждений, они существовали в условиях крайнего недофинансирования.
Комиссия о каменном строении ведала планировкой и застройкой улиц и просуществовала с 1962 по 1796 года. После 1768 года комиссия охватывала своей деятельностью и другие города России. Ни одно учреждение, кроме Комиссии о Строении не вносило настолько существенных градостроительных планов в Петербурге.
Основные доходы в Петербурге приходились с налогов с граждан и производства, таможенных пошлин. Казна выделялась на строительство инфраструктуры и зданий. Сборы с таможни шли на содержание верфей. Торговцы и ремесленники платили подоходный налог. При этом дворяне, как самая богатая и склонная к расточительству категория населения никак не облагалась, не существовало налога на недвижимость. Налогом не облагались прибывавшие в город иностранные купцы. Принятие жалованной грамоты городам позволило упростить финансовые дела и вместе с этим расширить статьи дохода, прежде всего с торговых прибылей, что увеличило поступления в городскую казну.

### Первая городская дума
Согласно жалованной грамоте городам в 1785 году в Петербурге и других городах России вводилась единая система управления, прежде всего «Общество градское», куда могли входить представители разных городских сообществ. Вследствие дискриминационных ограничений, входить туда могли только зажиточные, располагавшие суммой не менее 5000 рублей и старше 25 лет. Члены Госдумы избирали магистрат, судей низшего уровня и собирались раз в три года для выборов. В думе не могли состоять представители от крестьянства и дворянства.
Дума страдала от сословной диспропорции, при обилии ремесленников и наличии всего трёх купцов самое активное участие принимали городовые обыватели и почётные граждане. На деле многие ремесленники участвовали там лишь номинально, и при этом думу для участия постоянно посещали многие члены магистрата. Их члены собирались каждый месяц, что было гораздо чаще, чем было предусмотрено, и часто в своих дебатах они начинали выходить за рамки своих обязанностей. Дума образовала союзные отношения с магистратом, постепенно перенимая их обязанности по делам, связанным с ремесленниками и купцами. Деятельность думы во многом дублировала деятельность полиции, в итоге с самого начала своего существования дума начала конфликтовать с полицией, которую принуждали к сотрудничеству через суды. Дума в союзе с магистратом усиленно принялась за защиту общественной нравственности в сфере торговли, попытавшись реформировать публичные питейные заведения в попытке избавить их от пьяного буйства, преступности азартных игр и секс-услуг. По городу прокатилась волна закрытий питейных заведений, и дума установила монополию на владение трактирами. Дума сформировалась как орган, защищавший купцов, и даже выступала против расширения прав ремесленников.
В стремлении принять участие в устройстве нового городского управления, некоторые дворяне пытались приписаться к купцам, но гильдии этому противились видя в этом угрозу вторжения дворянства в их деятельность. Также учреждалась шестигласная дума, имевшая по одному представителю из сословия, избранного городской думой и служила центральным комитетом.

### Полиция и повинности
Полиция не только следила за порядком, но также за исполнением указов и выполняла функцию органа местного самоуправления для всего населения, кроме купцов и ремесленников. За непослушание полиция налагала штрафы или устраивала публичные порки за исключением представителей знати.
На фоне стремительно растущего города полиция устаревала, и её штат был недостаточен для патрулей. Поэтому она была реформирована несколько раз. В 1763 году была создана розыскная экспедиция с целью борьбы с тяжкими преступлениями, грабежами и воровством. До образования губернской администрации, розыскная экспедиция также исполняла роль суда. В связи с нехваткой полицейских для патруля, этим требовалось заниматься местным жителям, на деле указ исполнялся плохо, и уличная преступность оставалась серьёзной проблемой. Жители также были обязаны оплачивать ремонт и уборку улиц перед своими домами. Сохранялась со времён Петра караульная и пожарная повинности, когда жители по очереди патрулировали улицы и в случае пожара должны были потушить огонь. В каждом доме держался пожарный инвентарь.
В Петербурге ещё со времён Петра I и при Екатерине сохранялась постойная повинность, когда домовладельцев обязывали давать бесплатный кров солдатам или чиновникам. Жителям, не желавшим исполнять обременительные повинности, в том числе и постой, было дозволено вместо повинностей платить по 17 рублей в год, чем воспользовались зажиточные горожане. При Павле после массового возведения казарм, постой был отменён.
В Петербурге была сформирована первая пожарная полиция. Вместе с тем продолжал расширяться и основной штат полиции. Тем не менее за недостатком средств в 60-е и 70-е годы она продолжала плохо исполнять свои обязанности и не справлялась с основными задачами по надзору за чистотой улиц и соблюдением правопорядка. В сложившейся ситуации контроль над полицией начали устанавливать губернаторы, по-прежнему находившиеся в формальном подчинении полиции, как главной действующей городской администрации.
В 1782 году был учреждён новый полицейский орган — Управа благочиния во главе с обер-полицмейстером в Петербурге и генерал-полицмейстером в России. 10 полицейских частей патрулировали 40 городских кварталов, патрулирование улиц отныне возлагалось на армию. Ночью спокойствие на улицах охраняли караульщики с дубинами, для которых сооружали полосатые будки. «Будочники» содержались на деньги жителей квартала, где они несли службу. Был расширен штат пожарных и количество домохозяйств, подлежавших пожарной повинности сократили до 1500, 500 из которых соблюдали повинность треть года. Тем не менее из-за низкого жалования пожарных не хватало.

## Проблемы

### Здравоохранение
Вместе с ростом городского населения, в Петербурге начала ухудшаться санитарная обстановка, и город становился рассадником болезней. В Петербурге постоянно вспыхивали эпидемии чахотки, дизентерии, тифа. Этому способствовало несколько важных факторов. При Екатерине в городе прорыли сеть водосточных каналов, чтобы вода с улиц стекала через них в реки. Многие жители начали сливать туда свои помои. В канавы также попадала вода, смешанная с лошадиным навозом и полученная масса сливалась в реки, воду из которых употребляли многие бедные жители. Вода в каналах, особенно Мойке была мутной, илистой и зловонной. Невская вода наоборот оставалась сравнительно чистой. Когда люди брали воду из каналов для питья, то кипятили и добавляли уксус чтобы сбить запах.
Другой важной причиной распространения болезней становилась слишком высокая плотность населения. При низкой плотности застройки в имевшихся зданиях люди часто жили в скученности. По примерным подсчётам в 1778 году в одной комнате ютилось в среднем по 7 человек. Беднота, селившаяся в подвалах дышала сырыми испарениями и от того подрывала своё здоровье. Продовольственные рынки в городе часто становились рассадником болезней. Холодная зима препятствовала распространению эпидемий, и они не несли такого явного и массового характера, как в городах Европы.

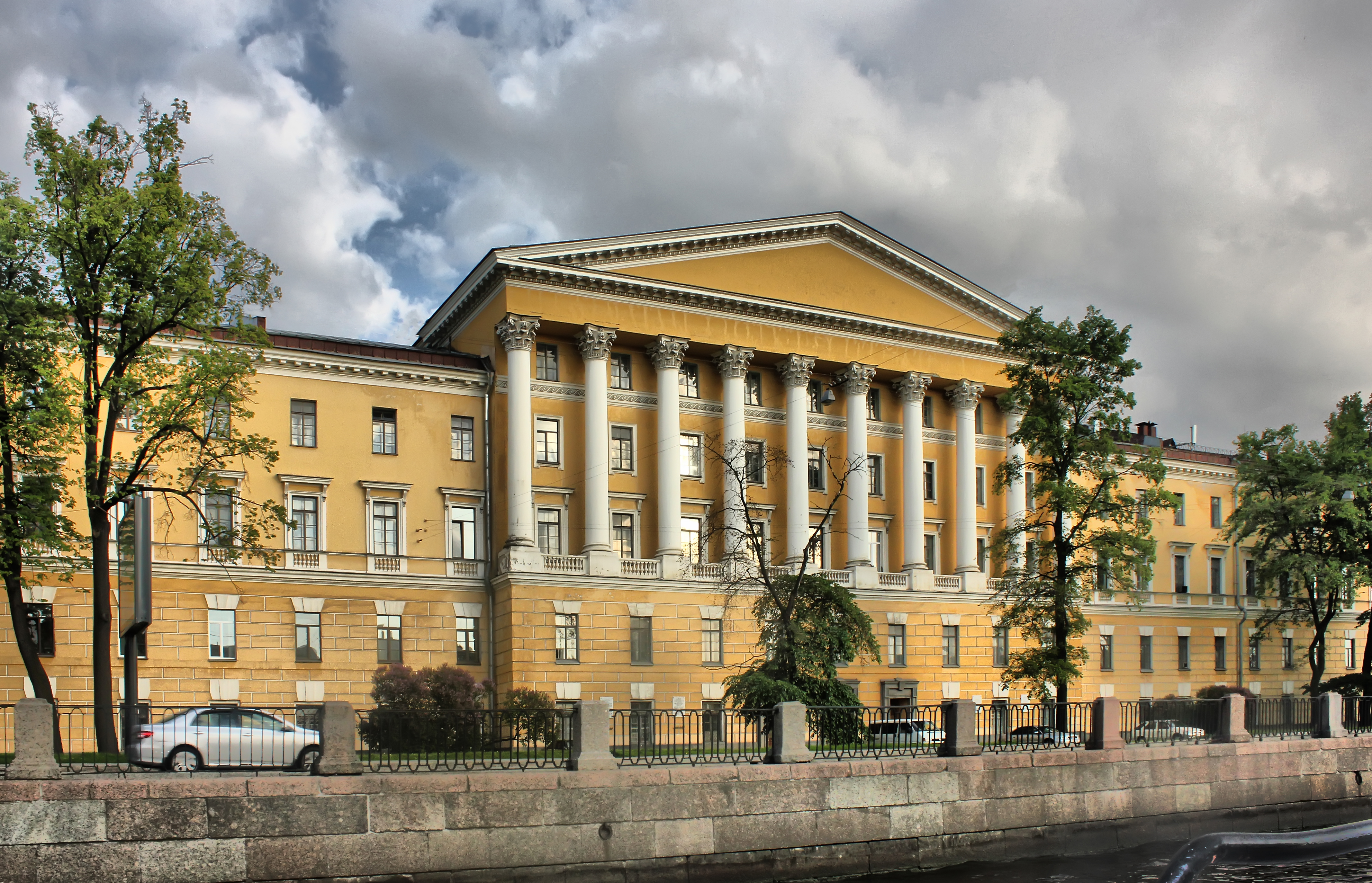
Обуховская больница

Несмотря на многочисленные недостатки в медицинских учреждениях, Екатерина положила начало государственному здравоохранению в Петербурге, обеспечивавшему бедные слои населения. Екатерина запустила серию реформ, при ней начала развиваться городская медицина. До этого существовавшие со времён Петра I несколько госпиталей обслуживали в основном военных. С венерическими болезнями лечили в Калининском доме, где не хватало мест. В 1763 году была учреждена медицинская коллегия, призванная надзирать за городскими аптеками и аптекарским огородом. В 1771 — 71 годах в городе для его защиты от эпидемии чумы, вспыхнувшей в Москве были введены жёсткие ограничительные меры. Временно открывался карантинный дом во время эпидемии чумы в Москве. Постоянный дом открылся в 1783 году, где делали бесплатные прививки детям, однако за пять лет эту процедуру прошли только 1600 детей. В 1770 году для попечительства над бездомными детьми были открыты Приют для Подкидышей и Сиротский дом под покровительством Бецкого. Тем не менее уровень младенческой и детской смертности там достигал 80 %.
Екатерина распорядилась открыть первую в России бесплатную больницу для всех слоёв населения — Обуховскую больницу, куда приглашали лечиться тех, кто не мог себе позволить лечение. Однако больница мгновенно оказалась переполненной. В следующие годы её постоянно достраивали и переоборудовали, однако она по-прежнему оставалась переполненной. Там создали первую палату для душевнобольных. В больнице массово начали делать жителям прививки, предотвратив эпидемию оспы одновременно с массовым введением карантинных мер в портах. В 1783 году была открыта больница для венерически больных и клинический госпиталь при Медико-хирургической школе, где проводили операции неимущим. В это же время лютеране начали финансировать благотворительную медицинскую службу. Также при воспитательном доме и медико-хирургической школе открылись родильные приюты, куда приходили рожать внебрачных детей.
К концу своего правления, Екатерина, понимая бессмысленность борьбы с секс-работой перестала ссылать секс-работниц на поселение, а вместо этого вводила обязательные медицинские осмотры и лечение венерически больных.

### Общественный порядок
Преступность, оставалась проблемой для быстро растущего города. Усугублялось это нехваткой полицейского штата и караульной повинностью, требовавшей от горожан самостоятельно патрулировать улицы. Патруль работал на городских улицах, но не в городской периферии. Согласно имевшимся данным, ежегодное количество убийств составляло всего 7-8 случаев на 100 000 человек, однако количество краж достигало 4000 на 100 000 человек, что вполне реалистично в условиях крайнего неравенства в доходах. Статистика преступности может быть заниженной, так как Екатерина стремилась сформировать впечатление Петербурга, как безопасного города в сравнении с городами Европы. При Екатерине люди начали чаще запирать двери, заводить сторожевых собак, грабежам подвергся сам Зимний дворец. На улице с участием солдат начали проводиться караулы, в 1780-е годы полиция установила надзор над трактирами — рассадниками преступности, где постоянно велись азартные игры и происходили драки.
Екатерина II запретила многие жестокие практики в отношение простолюдин, практиковавшихся при Елизавете. При ней шло смягчение уголовного наказания, из всех пыток и публичных наказаний была оставлена только порка плетью, смертные казни проводились редко и только за тяжёлые преступления. Преступления были поделены на так называемые «вредные» и совершённые без корыстного умысла (например по пьяни). Для последних полагались наказания «воспитательного» характера. Тем не менее сохранялась строгая цензура на критику власти и несоблюдение ряда правил приличия, например за сквернословие, за нарушение которых прилагалась порка.
Городских бунтов в городе не происходило, так как в Петербург стремились не впускать крестьян без паспортов, выдававшихся в свою очередь для работы в городе. В противном случае их отлавливали и ссылали на каторгу. Нищих отлавливали, выгоняли из города или ссылали на работы. Арестованные заключались при полицейском участке на Мойке, где было нормально пытать, ломать конечности, вырывать ноздри или ставить клеймо. Позже заключённых за тяжкие преступления помещали в Литовский замок. В городе действовали также смирительные дома, призванные наказывать беглых крепостных, мелких воров, «распутниц», «бездельников», пьяниц, беспаспортных. Екатерина стремилась очистить улицы от общественного дна, тем не менее за нехваткой полиции вышеперечисленные категории населения оставались в городе в достатке и имели низкие риски быть пойманными полицией. В Петербурге укрывалось множество беглых крепостных, которые вместе с солдатами — дезертирами и нищими провоцировали рост преступности.
Воцарение Павла I сопровождалось восстановлением многих отменных Екатериной II практик наказания и преследования. Павел устроил террор против офицеров и знати, разрушив их привычный жизненный уклад, устраивая постоянное военные парады и строго наказывая за несоблюдения введённого им дресс-кода и правил в поведении.

### Стихийные бедствия
Пожары всегда оставались серьёзной угрозой для города, так как вовремя непотушенное пламя угрожало перекинуться на целые районы, в тот период большая часть построек была деревянной. Вспыхнувший пожар в 1763 году уничтожил юго-восточную часть Васильевского острова. Пожарные повинности и многочисленные правила, призванные предупреждать пожар не спасали от ежедневных возгораний в городе. В связи с этим Екатерина стремилась увеличить количество каменных построек в городе и снизить количество деревянных.
Другая важная беда города — наводнения, самое катастрофическое было в 1770 году, затопившее весь Васильевский остров и Петербургскую сторону. Сотни домов смыло, в полностью ушедшем под воду полицейском остроге погибло около 300 человек.